# Eschelbronn
Eschelbronn ist eine Gemeinde in Baden-Württemberg. Sie liegt im nördlichen Kraichgau am Schwarzbach und gehört zum Rhein-Neckar-Kreis. In der Region ist der Ort wegen der dort ansässigen Möbelproduktions- und Vertriebsunternehmen als traditionsreiches „Schreinerdorf“ bekannt. Er ist durch die Schwarzbachtalbahn an die umliegenden Ortschaften angebunden.
Eschelbronn wurde 788/789 erstmals urkundlich erwähnt und hatte in den folgenden Jahrhunderten bezüglich seiner Besitzverhältnisse und Ortsherren die wechselhafteste Geschichte der Dörfer der Meckesheimer Zent, wobei die Herren von Venningen und die Familie Seckendorff zwischen dem 15. und 19. Jahrhundert eine besondere Rolle spielten. Die ehemalige Wasserburg Eschelbronn ist eines der am detailliertesten erforschten Burgareale in Baden-Württemberg.

## Geografie

### Geografische Lage

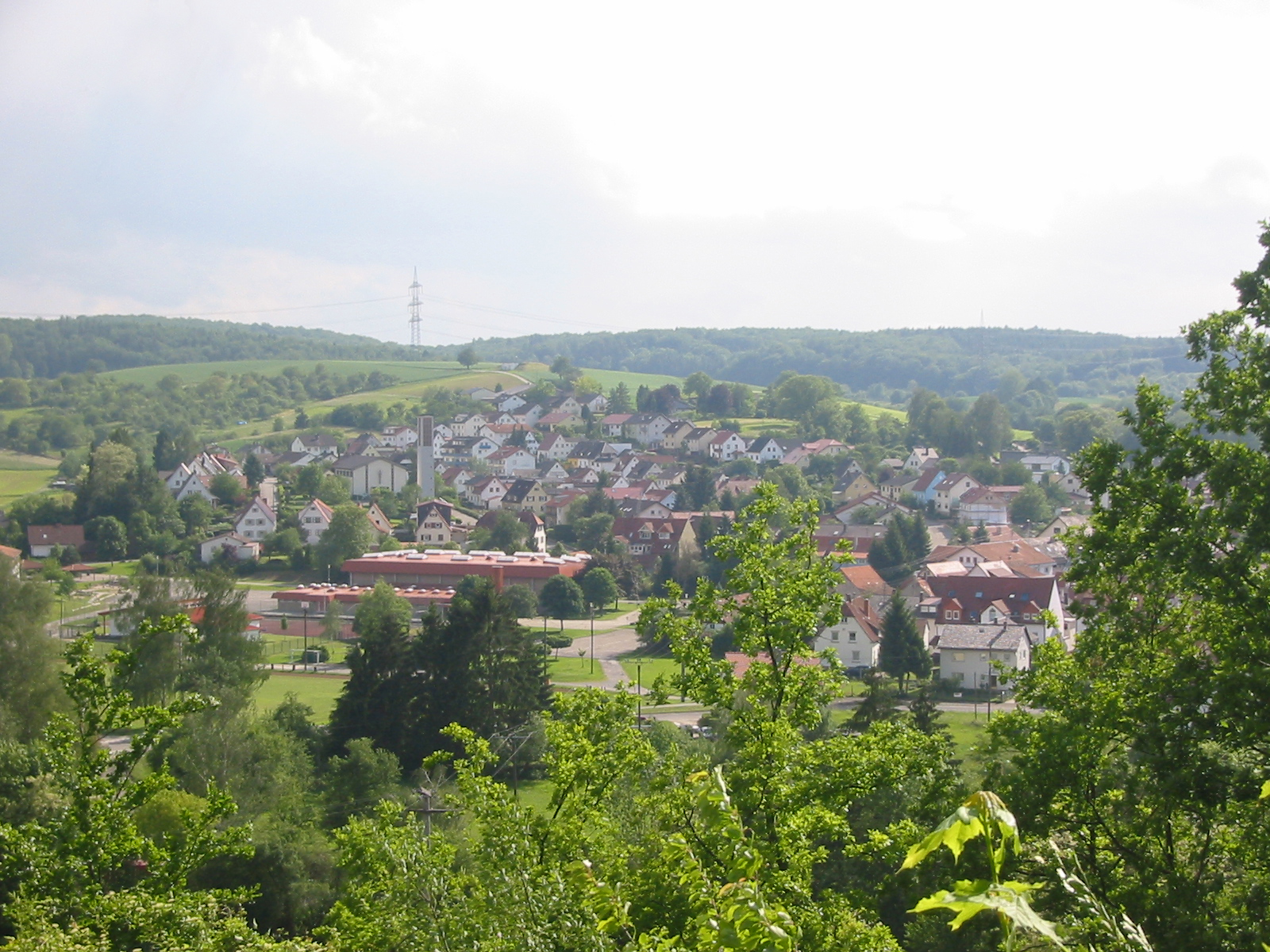
Blick vom Kallenberg über Eschelbronn

Eschelbronn liegt im nördlichen Kraichgau im Naturpark Neckartal-Odenwald auf 150 bis 265 Meter Höhe, etwa 25 Kilometer südöstlich von Heidelberg und umfasst seit 1986 ein Gebiet von 824 Hektar. Zuvor erstreckte sich das Gemeindegebiet über 826 Hektar.
Im Südsüdwestteil des Eschelbronner Gemeindegebiets liegt im Betteleichwald eine 253,1 m ü. NHN hohe, namenlose Erhebung, deren Gipfel sich wenige Meter nördlich der Grenze zur Gemeinde Waibstadt – bei deren Ortsteil Daisbach – befindet. Ebenfalls im Betteleichwald befindet sich südlich der Ortschaft eine 264,9 m hohe, namenlose Erhebung, und südöstlich im Schlosswald liegt der Galgenberg (ca. 246 m). Die Gipfel liegen jeweils nahe der Grenze zu Eschelbronn im Gemeindegebiet von Neidenstein. Nordöstlich erhebt sich der Kallenberg (224 m) mit dem stillgelegten Steinbruch Kallenberg und dem Kallenbergsee, einem Tagebaurestsee.
Zwischen dem Eschelbronner Ortszentrum im Süden und der Ortslage Am Seerain im Norden verläuft der Elsenz-Zufluss Schwarzbach durch das Wiesental. Weitere Bäche im Gemeindegebiet, das insgesamt zum Einzugsgebiet des Schwarzbachs gehört, sind Bruchklingengraben, Epfenbach mit dem Mühlgraben, Neubach, Oppenlochgraben, Steinmörtgraben und Weihergrundgraben.

### Dorfanlage und Nachbargemeinden
Eschelbronn ist ein Haufendorf. Die Gemarkungsfläche Eschelbronns von 824 Hektar (ha) verteilt sich auf 382 ha landwirtschaftlich genutzte Fläche, 261 ha Wald, 171 ha versiegelte Flächen und 10 ha Wasserfläche. Der Ort entstand westlich und nordwestlich um die ersten Ansiedlungen auf dem heutigen Schlossplatz als Ausbauort von Waibstadt. Den Ortskern bildet der Marktplatz. Nördlich und nordöstlich davon befindet sich ein Gewerbegebiet. (Siehe auch: Erweiterung des Siedlungsgebiets im 20. und 21. Jahrhundert)
Der Ort gehört dem Gemeindeverwaltungsverband Elsenztal an. Zur Gemeinde gehören keine weiteren Ortschaften. Folgende Städte und Gemeinden grenzen an die Gemeinde:
| \| \| Lobbach \| Spechbach Epfenbach \| \| Meckesheim \| \| \| \| Zuzenhausen \| \| Neidenstein Waibstadt \| | - Nordwest - Nordost - Südwest - Südost     |                       |
| | Lobbach                                     | Spechbach Epfenbach   |
| Meckesheim                                                                                                   | Kompassrose, die auf Nachbargemeinden zeigt |                       |
| Zuzenhausen                                                                                                  |                                             | Neidenstein Waibstadt |

### Geologie

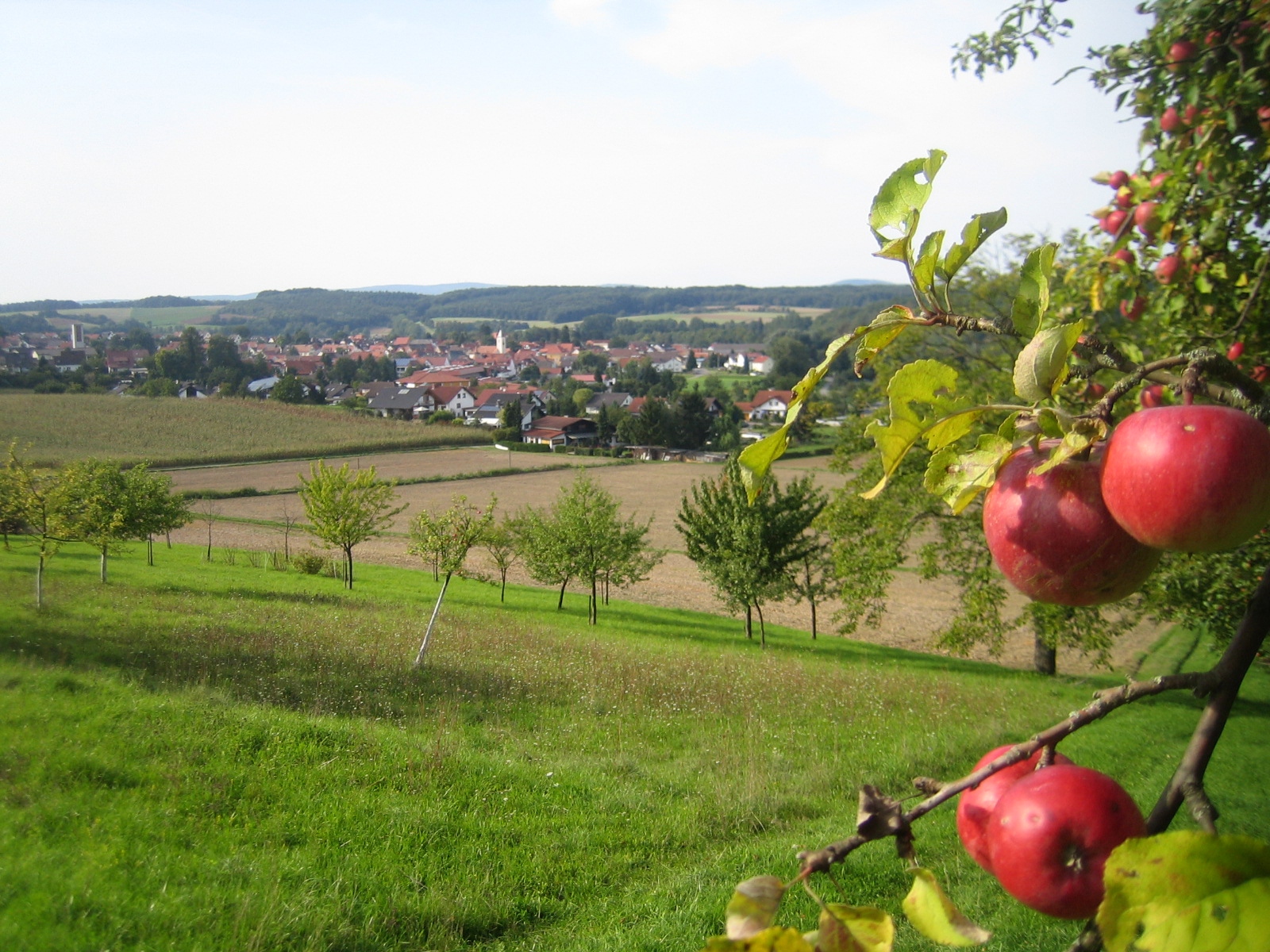
Eschelbronn in der nordbadischen Hügellandschaft

Auf Muschelkalk aufgelagerter Lösslehm bildet den Großteil des kalkhaltigen Bodens, auf dem die Eschelbronner Gemarkungsfläche liegt. Vor allem im Süden erscheint in den Fluren In den Platten, Zinsgrund, Finstergrund und Galgenberg, sowie um den Schwarzbach in den Fluren Wingertsberg, Schaafberg, Bettweg, Unteres Meckesheimer Wäldle, Dickmannzeltebuckel und Schleifigrain Oberer Muschelkalk an der Erdoberfläche. Im Norden tritt in den Fluren Mönchzellerweg, Seerain und Lohbrunnen Mittlerer Muschelkalk hervor.

### Wald und Schutzgebiete
Die Eschelbronner Waldfläche mit 261 Hektar Fläche ist in sieben Walddistrikte unterteilt: I Hetzenloch, II Trippelberg, III Ziegelhüttenwald, IV Wingertsberg, V Brünnleswald, VI Dickmannshälde und VII Betteleichenwald. Letzterer hat mit 96 Hektar die größte zusammenhängende Fläche. Der Wald besteht zu etwa 75 Prozent aus Laubbäumen und zu 25 Prozent aus Nadelbäumen. Mit einem Anteil von ungefähr 60 Prozent ist die Rotbuche die am häufigsten vorkommende Baumart. Etwa zwei Drittel des Waldes bedecken Lehmboden.
Mit den Bäumen der Kastanienallee besitzt der Ort ein Naturdenkmal. Bis Oktober 2019 existierten zudem die Winterlinde am Friedhof und bis April 2025 die Alte Linde als weitere Naturdenkmale. Mit dem Steinbruch Kallenberg und dem Unteren Schwarzbachtal gibt es zudem zwei ausgewiesene Naturschutzgebiete. Das erste befindet sich zu 91,33 Prozent und das zweite zu 8,67 Prozent auf Eschelbronner Gemarkung.
Die zur Trinkwasserversorgung gefasste Hetzenlochquelle am nördlichen Rand des Gemeindegebietes im Epfenbachtal wurde durch Verordnung vom 21. Februar 1963 in drei Schutzzonen eingeteilt. Während der Bereich um die eingezäunte Brunnenstube die Wasserschutzzone I bildet, erstreckt sich die Wasserschutzzone III bis auf die Gemarkungen der Nachbargemeinden Spechbach und Epfenbach. Die Pflege der umliegenden Gewässer übernimmt der Sportfischerverein Eschelbronn, der nach der Anlage des durch Ausgrabungen von 1971 bis 1975 entstandenen Schlosssees gegründet wurde. Er besitzt Nutzungsrechte für den Schlosssee, den Epfenbach und den Kallenbergsee.
Der Verein der Natur-, Tier- und Vogelfreunde pachtet seit dem 14. März 1980 das ehemalige Steinbruchgelände im Gewann Pfaffengrund. Es wurde bis 1975/76 als Mülldeponie genutzt, danach bepflanzt und auf Initiative des Vereins als Vogelschutzgebiet gestaltet.
Die erste Natur- und Umweltschutzorganisation im nördlichen Kraichgau war der 1983 gegründete Bund für Umwelt und Naturschutz Deutschland. 1984 wurde die Ortsgruppe Eschelbronn gebildet, die sich speziell mit Problemen der Eschelbronner Landwirte und Pflegemaßnahmen für den Kallenberg beschäftigte. Später übernahm die Bürgerinitiative für Umweltschutz Kultur- und Heimatpflege die Aufgaben.

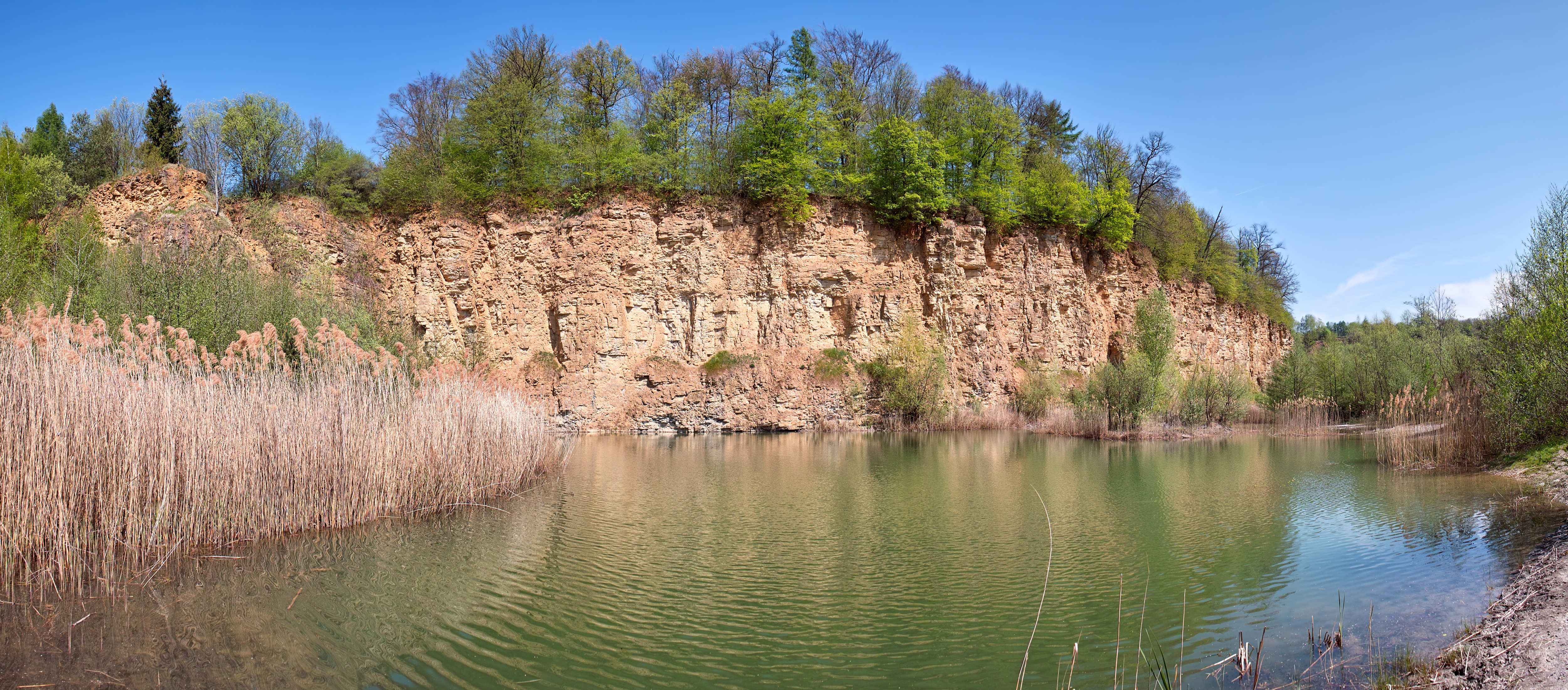
Steinbruchsee am Kallenberg

Der Gesteinsabbau im Naturschutzgebiet Steinbruch Kallenberg wurde 1977 (oder 1978) eingestellt und hinterließ auf einer Fläche von 9,79 Hektar eine bis zu 30 Meter tiefe, teils von Feldwänden begrenzte Grube, in dem sich der Kallenbergsee sammelte. Auf dem Gelände bildeten sich ein Feucht- und ein Trockenbiotop. 1984 kaufte die Gemeinde mit Förderung durch die Stiftung Naturschutzfonds Baden-Württemberg und den Naturpark Neckartal-Odenwald das Gelände. Im Folgejahr wurde ein 4,87 Hektar großes Areal als flächenhaftes Naturdenkmal ausgewiesen. 1989 wurde die Fläche erweitert und zum Naturschutzgebiet erklärt. Dadurch konnte die größte Population von Gelbbauchunken in Südwestdeutschland gerettet werden, die vorher wegen fehlender Rekultivierungsmaßnahmen im Steinbruch und durch Motocross-Veranstaltungen bedroht war.
In den frühen 1960er-Jahren wurden die Schul-, die Bodem- und die Ringstraße im Zuge der nordwestlichen Erschließung des Siedlungsgebiets als Alleen mit insgesamt etwa 30 Rotdornbäumen bepflanzt. Den Beschnitt führten der Bauhof, der Bund für Umwelt und Naturschutz, die Siedlergemeinschaft und Anwohner durch. Als die Bäume keine Blüten mehr trugen, beschloss der Gemeinderat 2012 deren Fällung. Eine Untersuchung des Naturschutzfachdiensts des Rhein-Neckar-Kreises ergab jedoch, dass die Bäume gesund waren. Sie standen im Mai 2015 wieder in Blüte.
Entlang der Bahnstrecke nach Meckesheim wurden 2015 Wurzelausschwemmungen bei 257 Bäumen, vor allem Pappeln, Weiden und Erlen, festgestellt, was als Sicherheitsrisiko für den Schienenverkehr eingestuft wurde. Für die geplante Zurückschneidung der betroffenen Bäume bedarf es jedoch einer naturschutzrechtlichen Genehmigung. Ein Vertreter der Naturschutzbehörde und der Baumsachverständige sprachen von 40 bis 50 betroffenen Bäumen.
Um 2015 breitete sich der unter Artenschutz stehende Biber über die Elsenz kommend am Schwarzbach aus, und hinterließ in Eschelbronn Spuren an Weiden, Erlen und Pappeln entlang des Ufers.

### Jagdbezirke
Eschelbronn besitzt zwei Jagdbezirke, den Jagdbogen I, wegen seiner geografischen Lage auch „Links des Schwarzbachs“ genannt, mit einer Größe von etwa 500 Hektar und den Jagdbogen II („Rechts des Schwarzbachs“), der etwa 250 Hektar umfasst. Der Pächter des Jagdbogens I kündigte zum 31. März 2015 vor Ablauf der Vertragsfrist von neun Jahren und begründete dies mit einem zu hohen Wildschaden. Dieser habe den Nettopachtpreis der Pacht um 25 Prozent überstiegen, was die außerordentliche Kündigung ermöglichte. Die Gemeinde schrieb den Jagdbogen im November 2014 neu zur Verpachtung aus und der Jagdbezirk wurde nach der zweiten Ausschreibung, bei der auch auswärtige Jäger mitbieten durften, an einen solchen zu einem deutlich niedrigeren Pachtpreis vergeben.

### Hochwasserproblematik

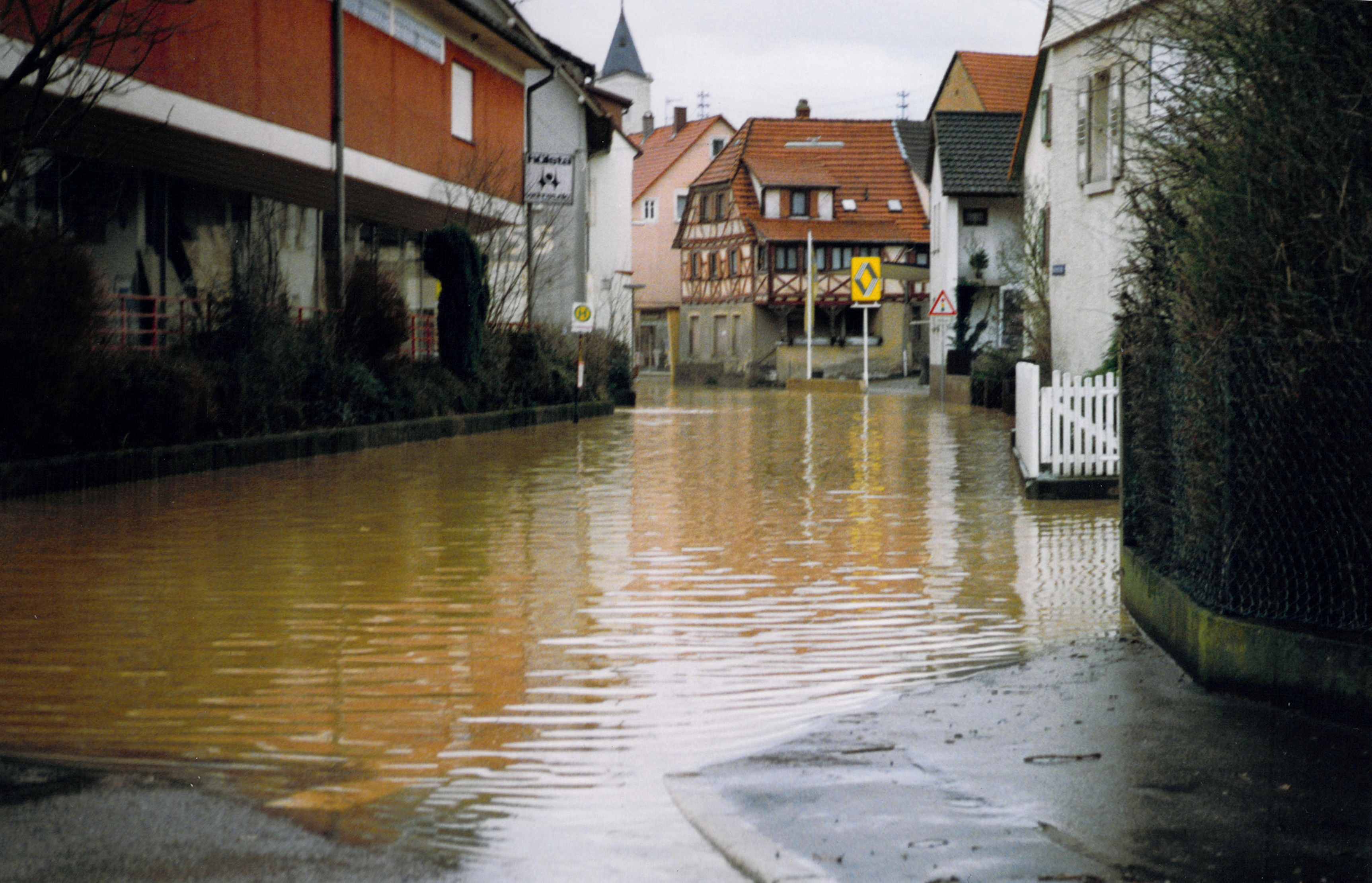
Überflutete Bahnhofstraße beim Hochwasser 1994. Im Ortszentrum war ein Höchststand von 1,80 Metern gemessen worden.

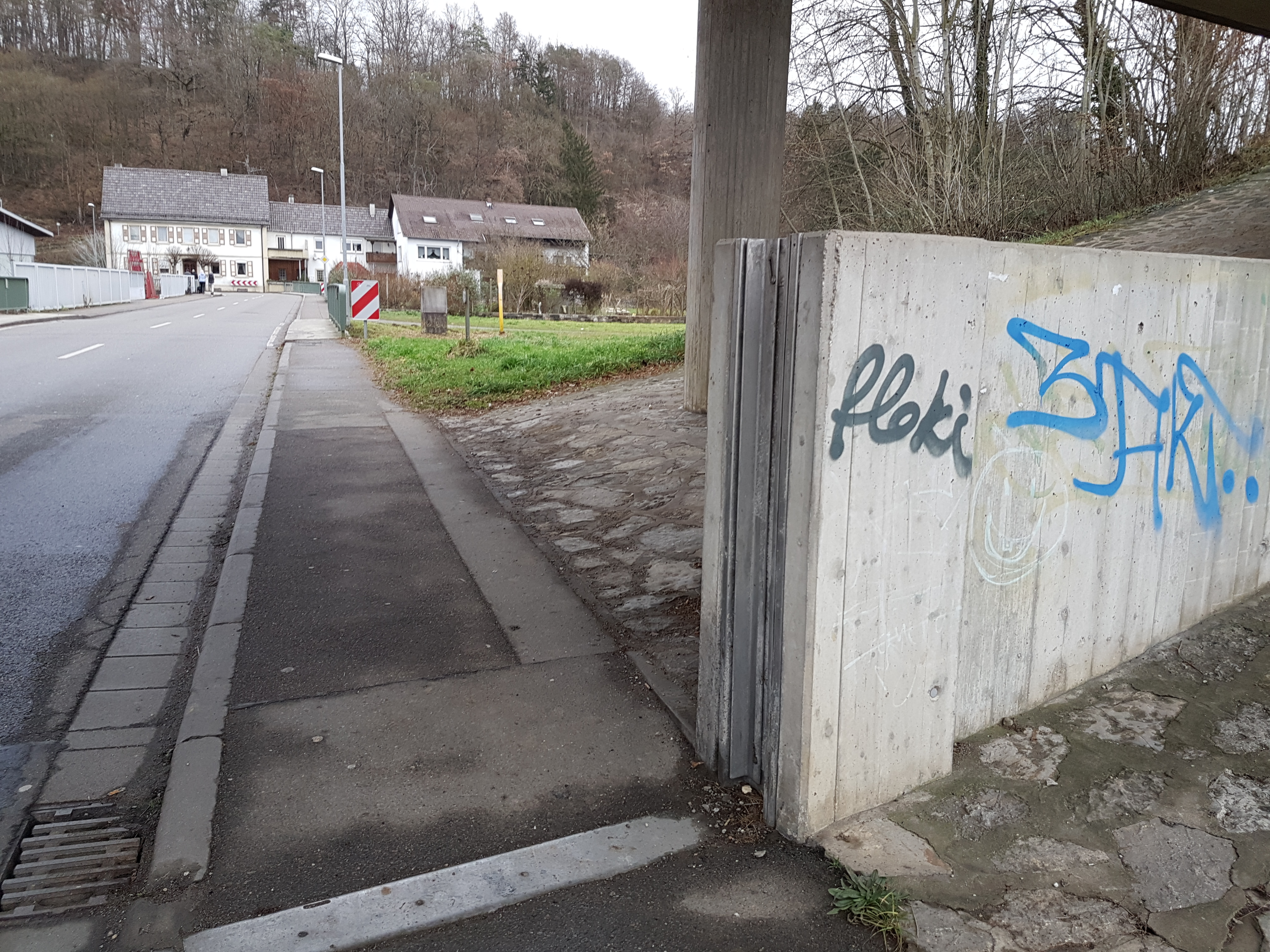
Hochwasserschutz in der Bahnhofstraße

Der Anstieg der Wasserpegel der Elsenz und des Schwarzbachs führte mehrfach zu Überschwemmungen, zu besonders großen in den Jahren 1862, 1891, 1921, 1952, 1956, vom 21. bis 23. Februar 1970, 1993, 1994 und 2002. Begünstigt wurde der Pegelanstieg öfters durch die Verengung des Wasserdurchlasses des Schwarzbachs an der Ziegler’schen Mühle.
Das Hochwasser im Jahr 1956 fiel auf das Datum der Landtagswahl am 4. März. Neben der bundesweiten Presse berichtete die New Yorker Staats-Zeitung über die Flut und wie ein Bürger mit seiner Tochter auf einem selbstgebauten Floß zur Stimmabgabe ins Rathaus ruderte.
| Quelle: Zweckverband HWS      | Dezember 1993 | Juni 1994     | März 2002  |
| ----------------------------- | ------------- | ------------- | ---------- |
| Niederschlag                  |               |               |            |
| Dauer                         | 3 Tage        | 3 Stunden     | 3 Tage     |
| Summe                         | rund 140 mm   | bis zu 250 mm | rund 90 mm |
| Abflüsse                      |               |               |            |
| Pegel Eschelbronn/Schwarzbach | 83,2 m³/s     | 138 m³/s      | 42 m³/s    |
| Pegel Meckesheim/Elsenz       | 21 m³/s       | 24 m³/s       | 36,4 m³/s  |

Am 21. Dezember 1993 kam es zu Überschwemmungen mit einer Wassermarke des Schwarzbachs von 3,17 Metern.
In der Nacht vom 26. auf den 27. Juni 1994 verursachten Regengüsse einen Anstieg der Wasserpegel der umliegenden Flüsse auf 4,65 Meter. Dies führte zu einer Überflutung des Dorfzentrums von der Industriestraße über den Marktplatz bis zur Schlosswiesenschule und gegen drei Uhr zu einem Stromausfall. Innerhalb von drei Stunden erreichte das Wasser im Dorfzentrum einen Höchststand von 1,80 Metern, was eine Hochwassermarke am Rathaus dokumentiert. Bei der Überschwemmung des Pfarrhauses wurden die Kirchenbücher mit sämtlichen Standesdaten von 1646 bis 1871 beschädigt. Sie konnten mit Spendengeldern vom LWL-Archivamt für Westfalen gefriergetrocknet und restauriert und anschließend von freiwilligen Helfern bis zum Jahr 1998 transkribiert werden. Für Präventionsmaßnahmen gegen zukünftige Überflutungen wurde am 25. April 1997 in Waibstadt von den betroffenen Städten und Gemeinden der Zweckverband Hochwasserschutz Einzugsbereich Elsenz-Schwarzbach gegründet; verschiedene Hochwasserrückhaltebecken wurden gebaut. Zu weiteren Überschwemmungen kam es im März 2002. Im Überschwemmungsgebiet entstand bei den drei sogenannten Jahrhunderthochwassern ein Schaden von 300 Millionen Mark. Über das Hochwasser von 1994 wurde im Jahr 2016 von dem Meckesheimer Gemeinderatsmitglied Arno Beckmann unter dem Titel „Die große Flut 1994“ eine Dokumentation mit Archivaufnahmen veröffentlicht.

## Geschichte

### Römisches Reich
Im 2. und 3. Jahrhundert befand sich eine römische Ansiedlung mit einem Gutshof auf dem späteren Gemeindegebiet im Gewann Weiher Grund/Alter Schulzenkopf. Dies wurde anhand von Scherben nachgewiesen, die bei archäologischen Ausgrabungen unter der Leitung von Dietrich Lutz aus Karlsruhe in den Jahren 1971 bis 1975 gefunden wurden. Der Hof befand sich etwa vier Kilometer südlich des Vicus Nediensis (später Spechbach) und etwa zehn Kilometer nördlich des Vicus Saliobrigensium, die an Verkehrswegen zwischen dem Rheintal und dem Obergermanisch-Raetischen Limes lagen. Historiker vermuteten zunächst, dass in den Jahrhunderten nach dem Limesfall keine Siedlung an dem Ort existierte. Bei archäologischen Funden aus dem Jahr 2019 konnte jedoch eine nachrömische Ansiedlung nachgewiesen werden.

### Mittelalter

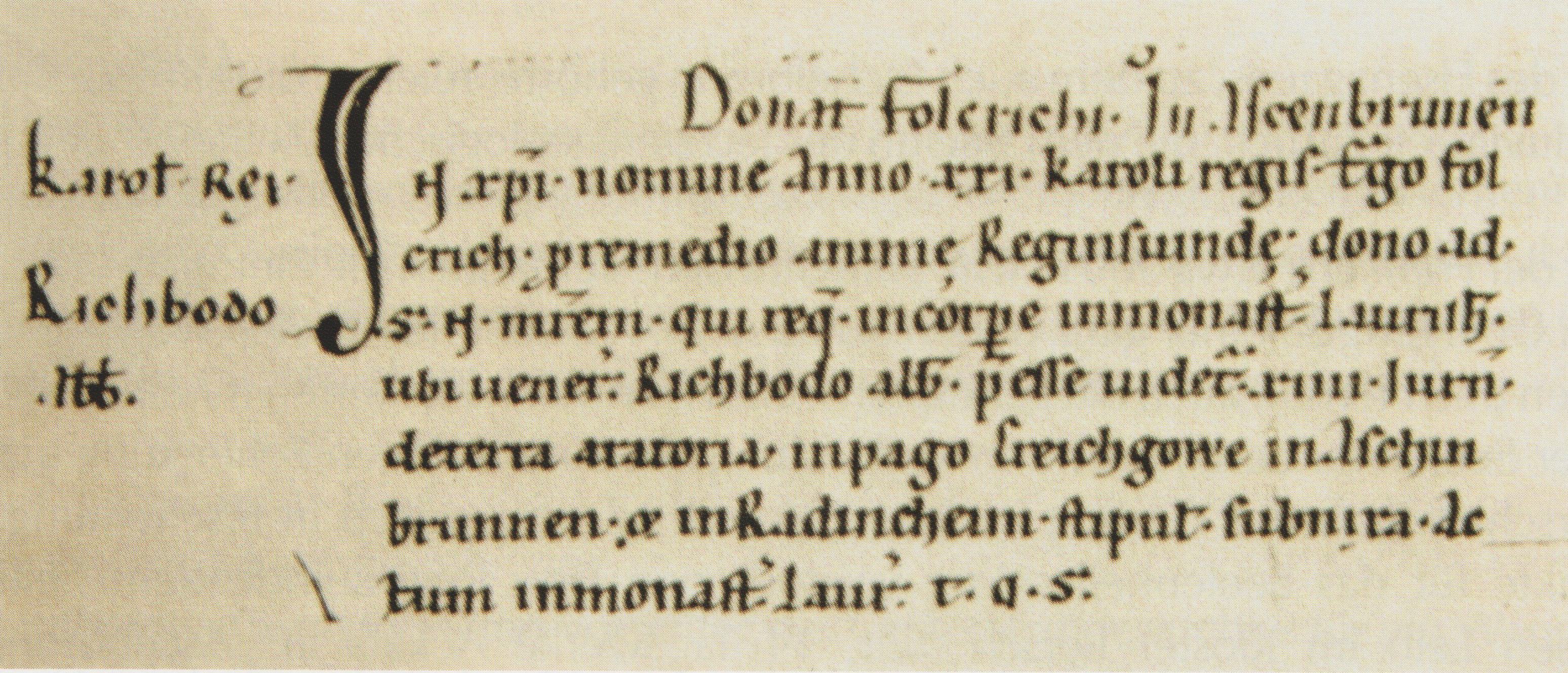
Schenkungsurkunde des Lehnsherren Folkrich

Aus der frühen Karolingerzeit gab es Spuren landwirtschaftlicher Siedlungen und Überreste von Pfahlbauten. Erwähnt wurde Eschelbronn erstmals in einer Schenkungsurkunde des Lehnsherren Folkrich aus dem Zeitraum zwischen dem 9. Oktober 788 und dem 8. Oktober 789, die sich im Lorscher Codex befindet. Sie wurde kurz nach dem Tod von Folkrichs Frau Regisvinde zu deren Seelenheil im Kloster Lorsch unterzeichnet und betraf 14 Joch Ackerland.
Ab 789 sind unterschiedliche Ortsnamen dokumentiert. Der ursprüngliche Name „Ascenbrunnen“ lässt auf einen Brunnen oder eine Quelle mit nahegelegenen Eschen als zentralen Ansiedlungspunkt schließen. Es könnte sich um die Durstbüttenquelle gehandelt haben, die den Ort mehrere Jahrhunderte lang mit Wasser versorgte. Weitere dokumentierte Namen sind „Esschelbrunne“ (1338), „Eschelpruenne“ (1349), „Eschelbronnen“ (1388), „Esselbronn“ (1485) „Eschelbron“ (1496), „Eschelbrunn“ (1539), „Eschelpron“ (1550) und seit dem 18. Jahrhundert „Eschelbronn“.
Eschelbronn befand sich in der Gauschaft Elsenzgau. Für die Zeit von der ersten urkundlichen Erwähnung bis zum 13. Jahrhundert gibt es keine Überlieferungen.

#### Ortsherrschaft unter den Herren von Dürn
Mit der Heirat Konrads I. von Dürn mit Mechthild von Lauffen fielen den Herren von Dürn im 13. Jahrhundert zahlreiche Besitztümer der Grafen von Lauffen zu, darunter der spätere für Eschelbronn zuständige Verwaltungssitz Dilsberg. Eschelbronn gehörte damit zum westlichen Rand des Einflussbereichs der Herren von Dürn.
Im Jahr 1220 wurde das Areal der späteren Wasserburg Eschelbronn mit einem hölzernen Herrenhaus bebaut. 1251 war Heinrich von Eschelbronn, ein Vasall des Grafen Konrad I. von Dürn, Grundherr Eschelbronns. Dies geht aus einer Erbschaftsurkunde Konrad von Dürns von Januar jenes Jahres hervor, die Heinrich als einen Zeugen des Dokuments nennt. Heinrich lebte in dem Holzbau. Zum Niedergang der Familie führten unter anderem die Erbteilung Konrads I. von Dürn unter drei seiner Söhne und der folgende Verkauf ihrer Herrschaftsbereiche. Später übte Reinhard von Hettingen als Ministeriale von Boppo II. von Dürn die Ortsherrschaft aus. Boppo II. verkaufte die Reste der Herrschaft Dilsberg 1288 an Rudolf von Habsburg, der den Pfalzgrafen damit belehnte.

#### Übergang an das Bistum Speyer
Im späteren 13. Jahrhundert gelangte das Dorf in den Besitz des Bistums Speyer. Vermutlich geschah dies unter dem Kanzler und Bischof Heinrich von Leiningen oder seinem Nachfolger Bischof Friedrich von Bolanden. Da Heinrich von Leiningen mit Boppo I. von Dürn-Dilsberg in Verbindung stand, könnte der Ort auf diesem Wege von den Herren von Dürn an das Bistum gegangen sein. Bolanden veräußerte Eschelbronn später seinem Domkapitel und erwarb es am 17. März 1294 wieder gegen die zur Fischerei nutzbaren Gewässer in Speyer und Umgebung zurück.
Eschelbronn war Zentdorf der Meckesheimer Zent. Der Gerichtsbezirk wurde 1312 zusammen mit Neckargemünd und der Burg Reichenstein für 400 Mark Silber an Engelhard von Weinsberg verpfändet. Die Pfalzgrafen von Rhein Ruprecht I. und sein Bruder Rudolf II. lösten das Pfand 1330 bei Weinsberg ein, womit die Blutgerichtsbarkeit über die Eschelbronner Einwohner bei ihnen lag.
Die damaligen Burgbesitzer unterstanden ab 1320/25 dem Bischof Emich von Leiningen. Bis zum frühen 19. Jahrhundert wechselten durch Aufteilungen und umstrittene Erbschaften Herrschaften und Besitztümer mehrmals durch Lehen des Bistums an verschiedene Niederadelsfamilien. So erhielten die Herren von Hirschberg die Hälfte der Ortsherrschaft über Eschelbronn von Bischof Walram von Veldenz. Die andere Hälfte war wahrscheinlich nicht als Lehen ausgegeben. Rudolf von Hirschberg genehmigte seinem Neffen Wilhelm von Hirschberg am 2. Januar 1330 Eschelbronn seiner Frau Anna mit 200 Pfund Heller zu bewittumen. Diese verkaufte es nach dem Tod des Ortsherren Wilhelm an Hans III. von Hirschhorn, der es 1338 mit Genehmigung des Bischofs Gerhard von Ehrenberg mit 300 Pfund Heller an seine Frau Guda bewittumte.
Von 1339 bis 1363 überließ das Hochstift Speyer dem Ritter Johann von Hirschhorn den belehnten Halbteil der Vogtei Eschelbronn als Lehen. Hirschhorn kaufte zudem im Jahr der Übernahme der Lehensherrschaft einen Hof in Eschelbronn von Rafan von Fürfeld und dessen Frau Adelber von Nordheim. Zugleich hielten während der Amtszeit des Bischofs Gerhard von Ehrenberg drei weitere Adelige Anteile an dem Lehen: von 1336 bis 1363 Konrad Mutzer und Friedrich von Hettingen, der die Wasserburg Eschelbronn bewohnte, und im Jahr 1340 Konrad von Enzberg, der sein Eschelbronner Erbe am 11. Juni des Jahres als Lehen entgegennahm. Die Anteile Mutzers gingen nach seinem Tod ebenfalls an die Familie von Hettingen.
In den folgenden Jahren ging die zunächst nur zur Hälfte belehnte Ortsherrschaft offenbar vollständig an Hans von Hirschhorn beziehungsweise dessen Frau Guda über.

#### Erste Ortsherrschaft unter den Herren von Venningen

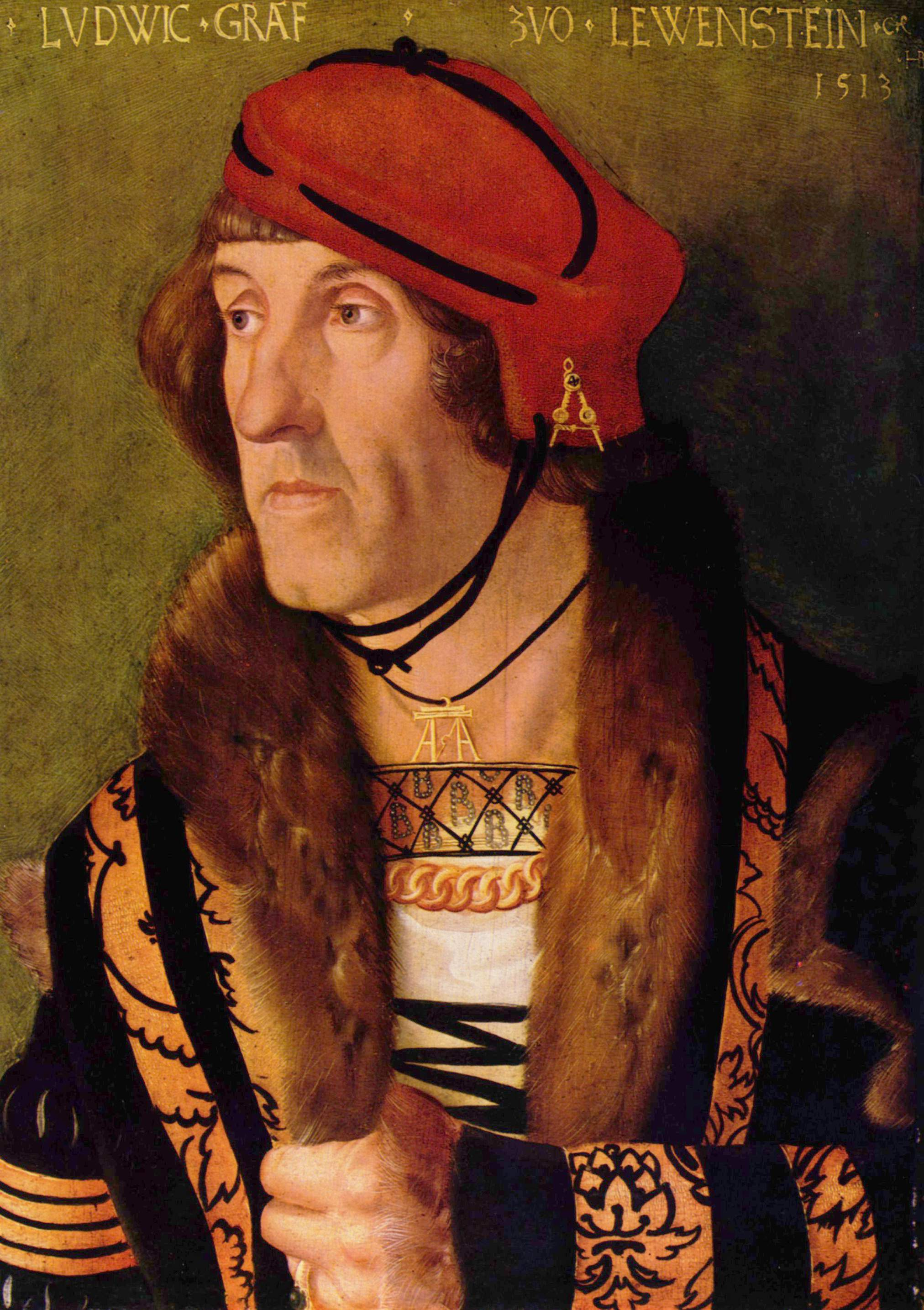
Ludwig I. von Löwenstein war 1485–1521 Ortsherr Eschelbronns

Ab 1319 ist das Geschlecht der Herren von Venningen, das vermutlich aus Unterfinningen im oberen Donauraum stammt und als Dienstmannen der Grafen von Oettingen in den Kraichgau kam, im Nachbarort Neidenstein nachgewiesen. Um 1350 soll von Eberhard von Venningen ein Eschelbronner Familienzweig gegründet worden sein. Margarete von Hirschhorn, die Tochter Hans und Guda Hirschhorns, verkaufte die Ortsherrschaft 1388 an Eberhard und seinen Bruder Dieter von Venningen. Beide wurden am 25. Mai des Jahres von Nikolaus von Wiesbaden mit dem Ort und Zubehör belehnt. Friedrich von Hettingen verkaufte außerdem die Burg Eschelbronn im Jahr 1418 über Rafan von Göler, seinen Onkel mütterlicherseits, an Albrecht von Venningen, einen Nachfahren Eberhards von Venningen und Erben des gesamten Eschelbronner Lehens und Gerichts. Die zuvor aufgeteilte Burg- und Ortsherrschaft ging damit in einen gemeinsamen Familienbesitz über, blieb aber dennoch bis zur Abschaffung des Frondienstes Mitte des 19. Jahrhunderts zwei separate ökonomische Bereiche mit unterschiedlicher Rechtsstellung.
Eine Urkunde beim Landesarchiv Baden-Württemberg dokumentiert, dass das Ehepaar Hans von Venningen der Junge und Adelheid von Frauwenberg von dem Ehepaar Gotzen und Ellen von Hettikein am 27. Oktober 1431 „deren Teil an dem Frohnhofe zu Eschelbronn nebst Zugehörungen und den Zehnten zu Balsfelte um 450 Gulden gekauft haben, daß sie denen noch 230 Gulden schuldig seien, wofür sie jährlich 11 1/2 Gulden Zins zahlen wollten“.

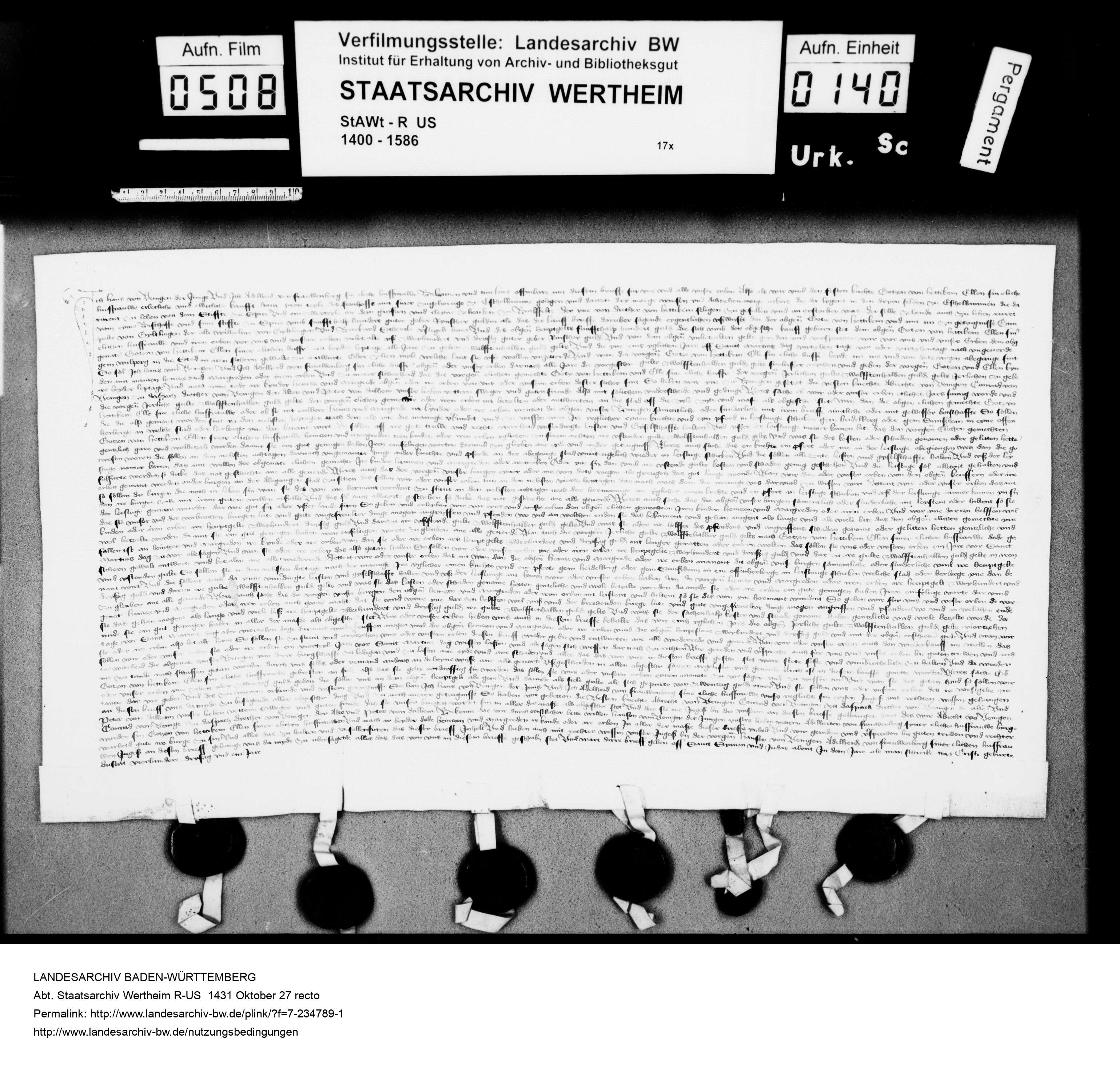
Urkunde des Kaufs von 1431 Vorderseite/Rückseite
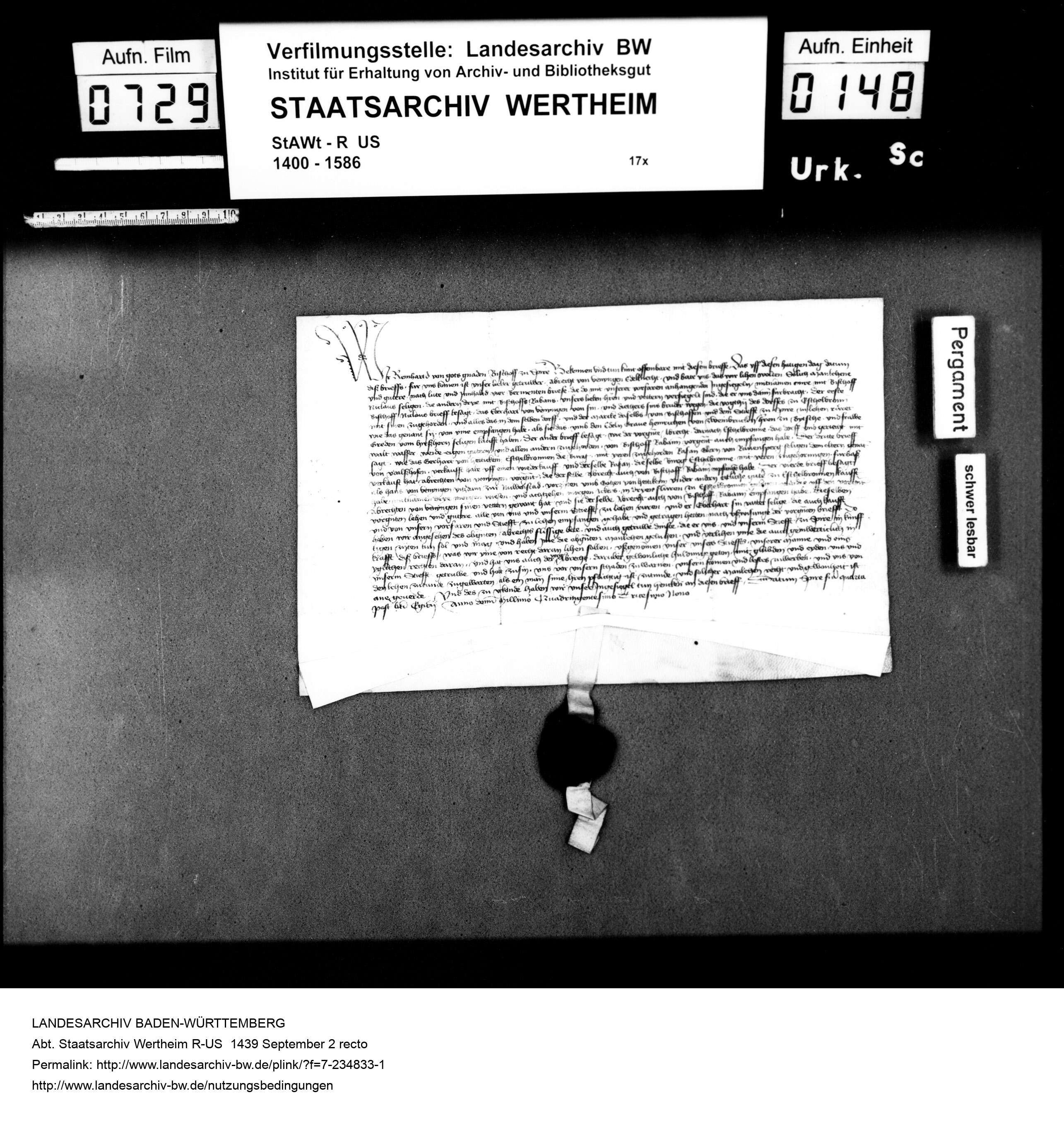
Urkunde der Belehnung von 1439 Vorderseite/Rückseite

Albrecht von Venningen wurde am 2. September 1439 von dem Speyerer Bischof Reinhard von Helmstatt mit dem Ort belehnt. Er starb 1454 und sein gleichnamiger Sohn bekam das Lehen am 27. Januar 1455 von Bischof Reinhard von Helmstatt sowie am 1. Februar 1457 von Bischof Siegfried III. von Venningen übertragen. Albrecht von Venningen der Jüngere heiratete 1461 Margarete von Ramstein, die Tochter des Ritters Lutold von Rammstein und verschrieb ihr im gleichen Jahr mit Zustimmung von Bischof Johannes II. Nix von Hoheneck die Hälfte als Wittum. Dabei handelte es sich zum Teil um das Witwengut seiner Mutter Christine, die er dafür mit „einer jährlichen Gült auf das Lehen Eschelbronn“ entschädigte und ihr eine Jahresrente von 50 Gulden auf die Hälfte des Wein- und Fruchtzehnten in Zuzenhausen verschrieb. Am 14. Dezember 1465 bekam Albrecht von Bischof Matthias von Rammung das Dorf Eschelbronn mit Vogtei, Gericht, Markt und allem Zugehörigen zu rechtem Mannlehen. Nach dem Tod seiner Mutter verschrieb Albrecht von Venningen seiner Frau am 18. Oktober 1471 mit lehensherrlicher Genehmigung des Bischofs das gesamte Schloss und Dorf Eschelbronn. Albrecht von Venningen blieb kinderlos und plante später den Verkauf von „Burg und Dorf Eschelbronn nebst allen Zugehörungen“ an Ludwig I. von Löwenstein, den Sohn des Kurfürsten Friedrich des Siegreichen und Begründer des Hauses Löwenstein-Wertheim. Der in Zuzenhausen lebende Eucharius von Venningen erhob allerdings Einspruch gegen den Verkauf. Am 11. November 1485 bekannte Albrecht urkundlich, dass nach dem Verkauf niemand einen Anspruch auf „Burg und Dorf Eschelbronn nebst allen Zugehörungen“ erheben könne und verkaufte das Lehen am 24. Dezember 1485 mit Genehmigung seiner Frau an von Löwenstein. 1511 wollte Löwenstein das Lehen für 5000 Gulden an seinen Schwiegersohn Oswald von Tierstein verkaufen, der jedoch vorzeitig verstarb. Löwenstein blieb somit Ortsherr, bis er das Lehen 1521 „mit Burg, Dorf, Vogtei und Weiler Eschelbronn“ an den Grafen Joachim von Seckendorff verkaufte.

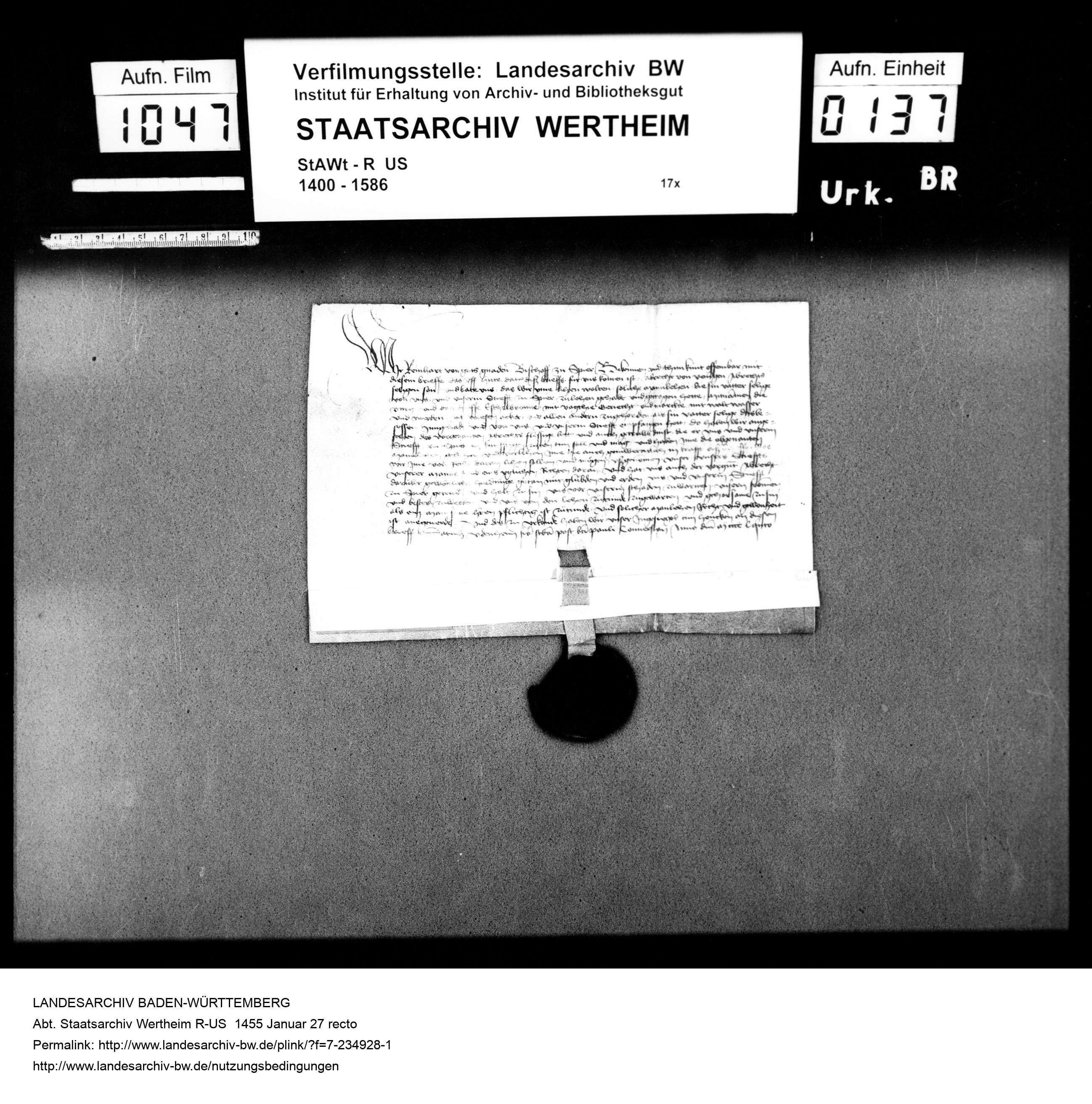
Belehnung an Albert von Venningen 1455 Vorderseite Rückseite
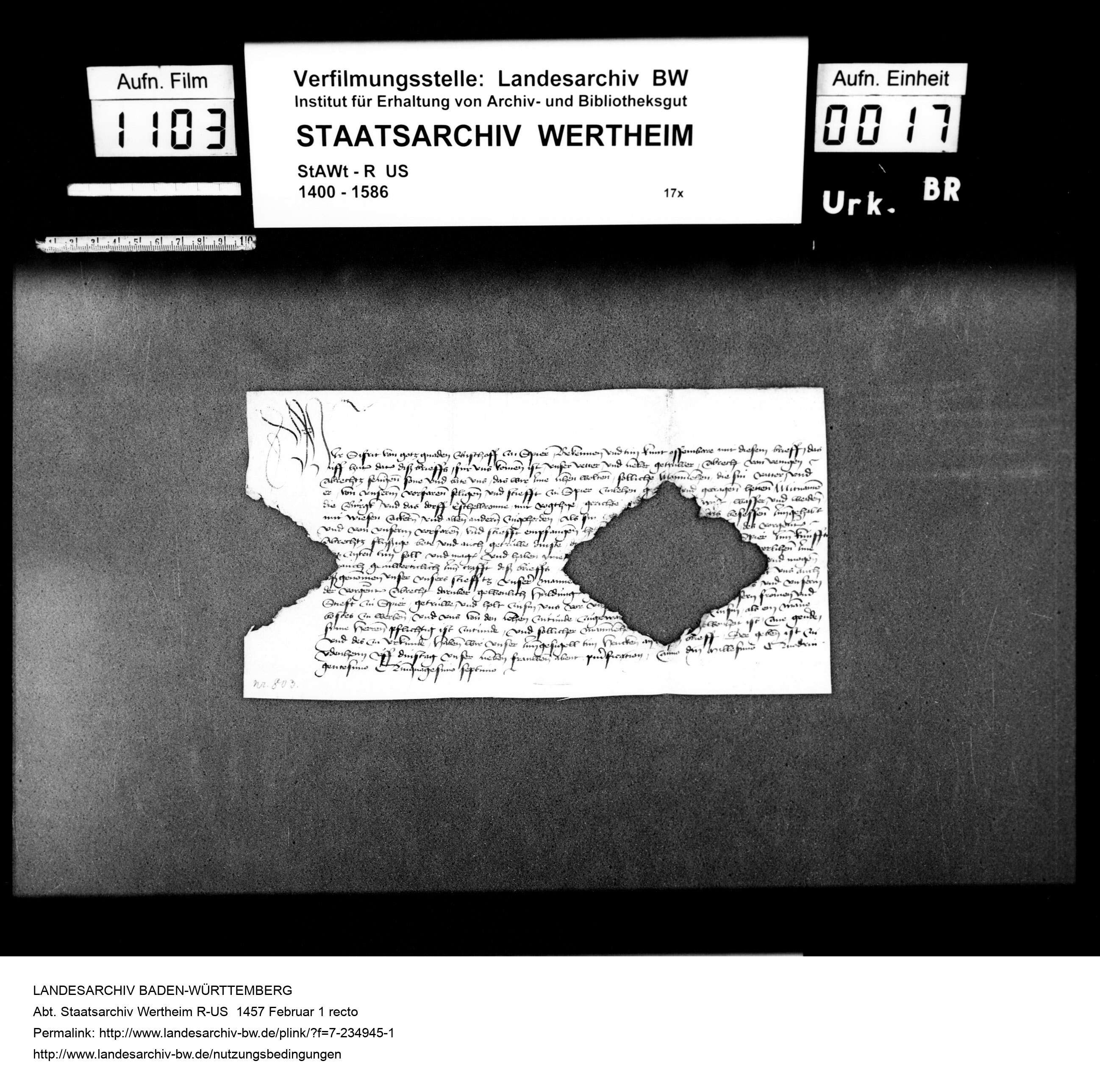
Belehnung an Albert von Venningen 1457 Vorderseite Rückseite
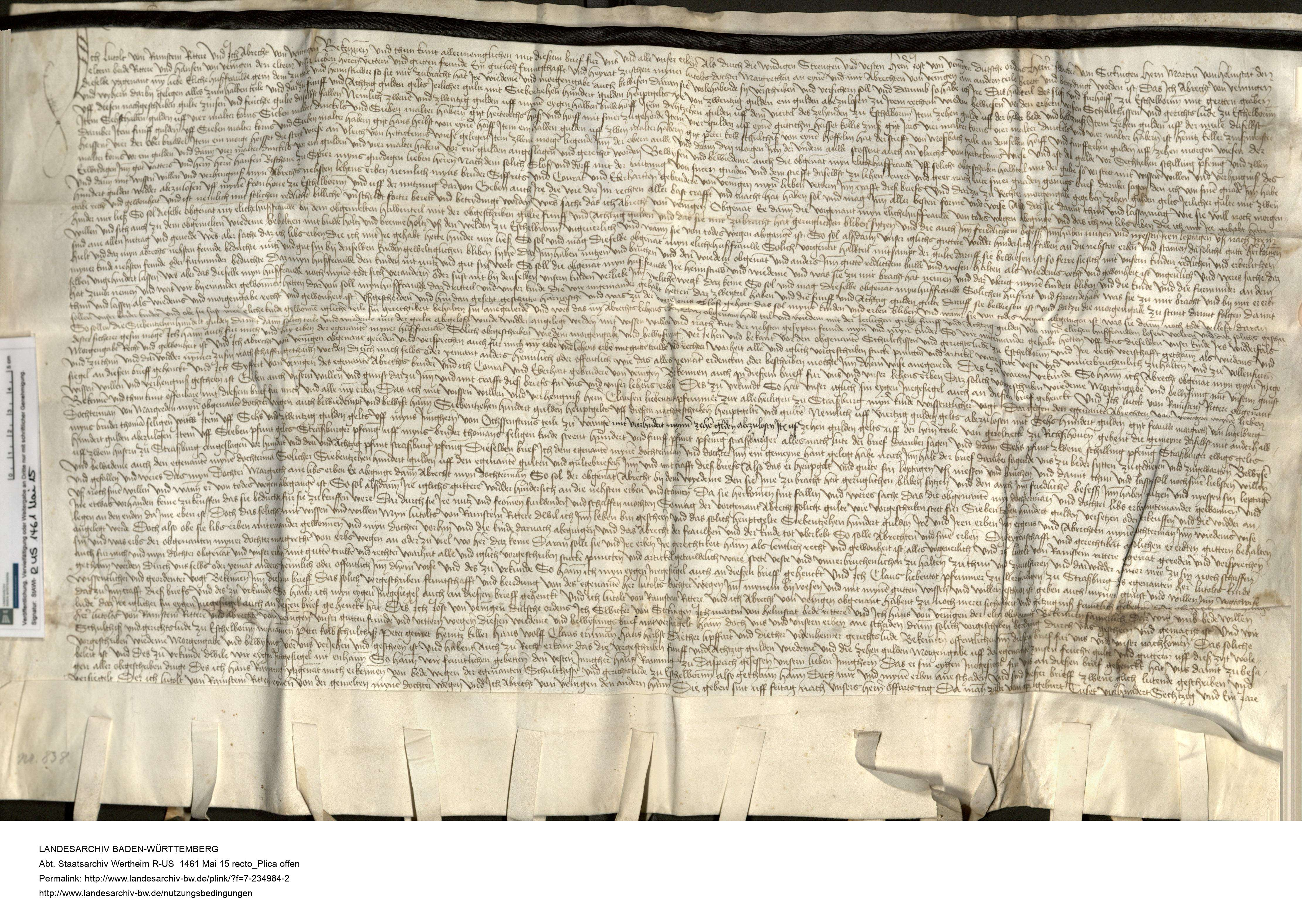
Urkunde zur Überschreibung 1461 Vorderseite/ Vorderseite eingeklappt/ Rückseite
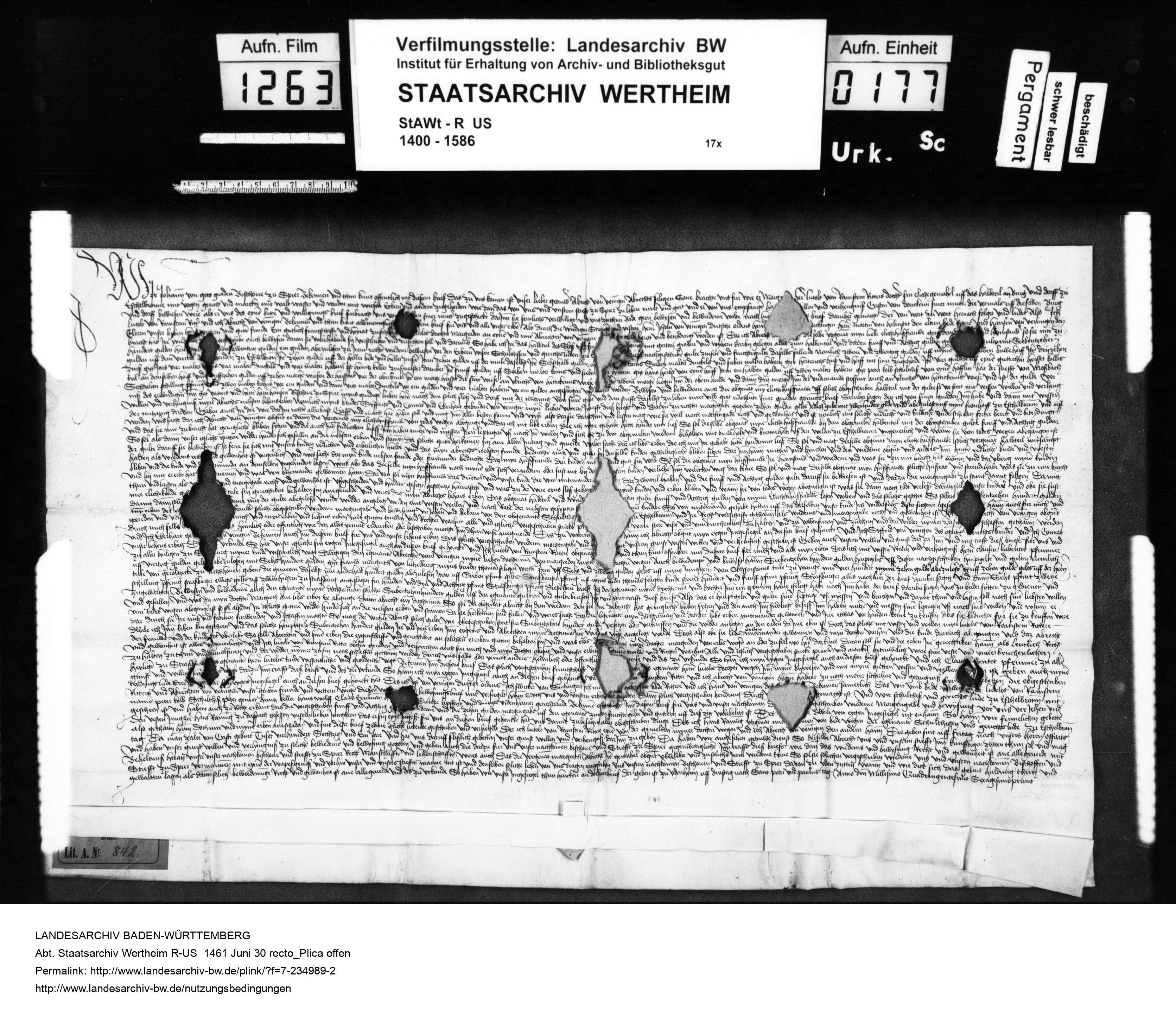
Genehmigung des Bischofs zur Überschreibung 1461 Vorderseite/ Vorderseite (geschlossen)/ geschlossen
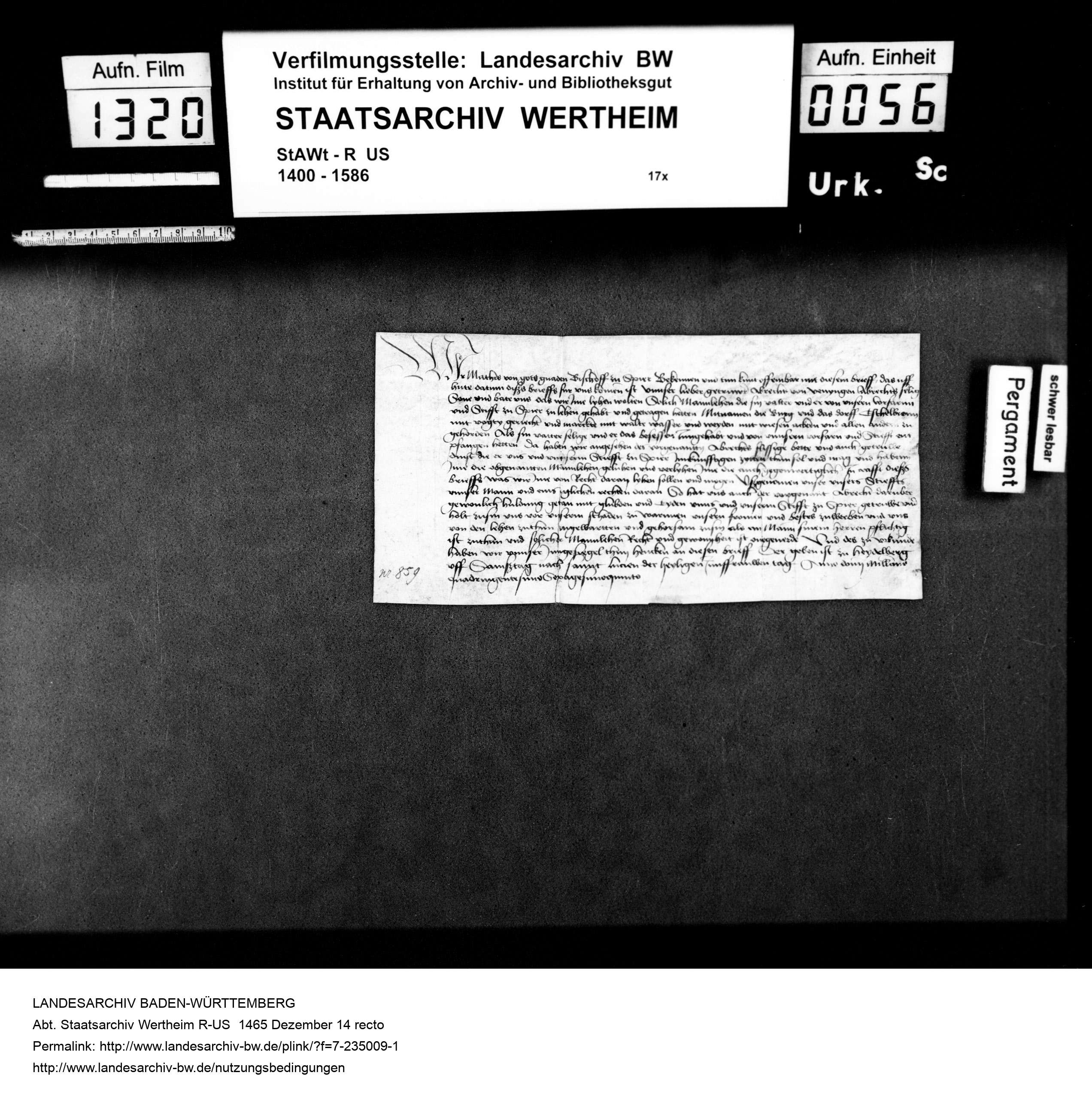
Urkunde zur Verleihung an Albrecht von Venningen von 1465 Vorderseite/Rückseite
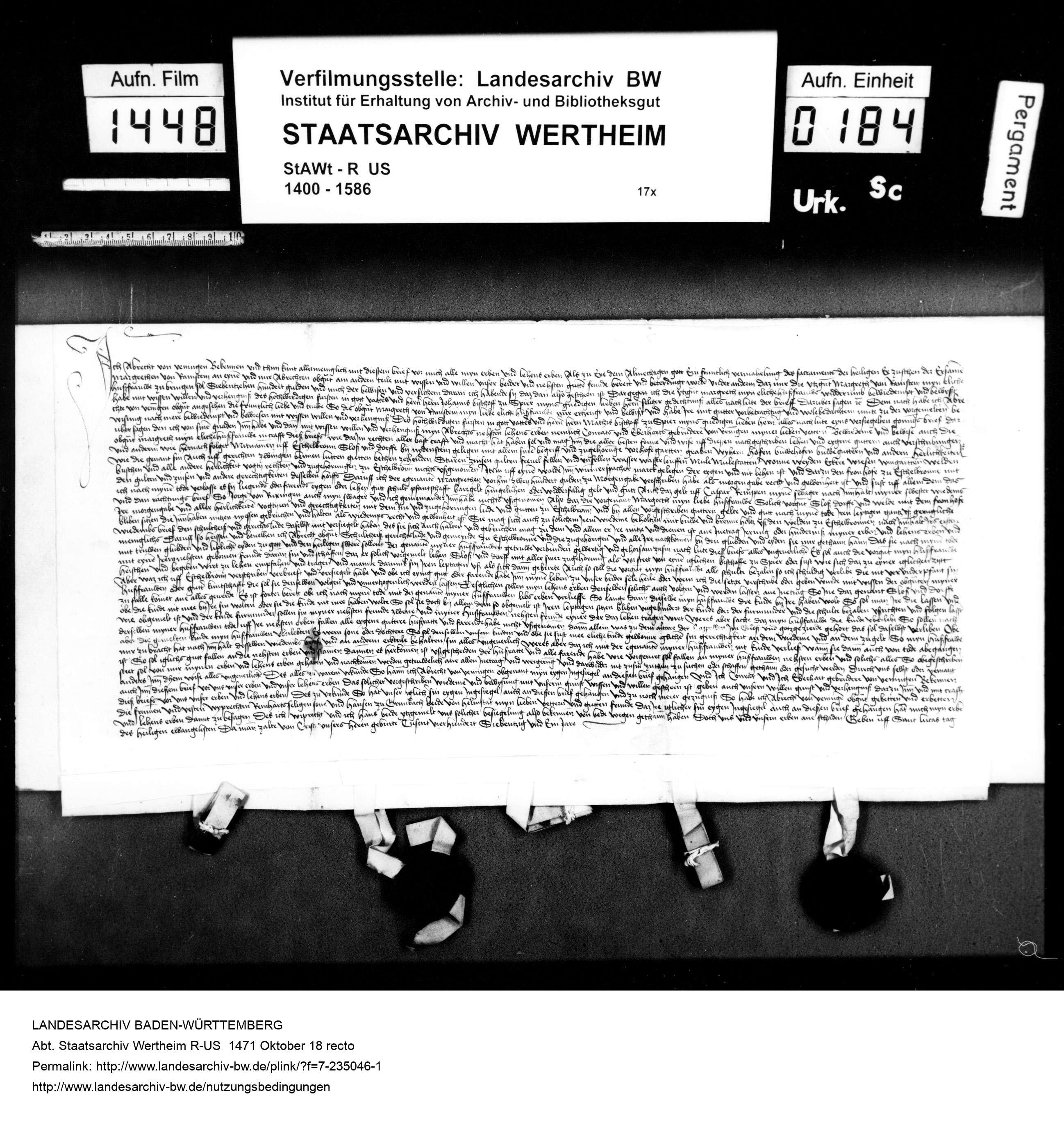
Urkunde der Überschreibung auf Margarethe von Ramstein von 1471 Vorderseite/Rückseite
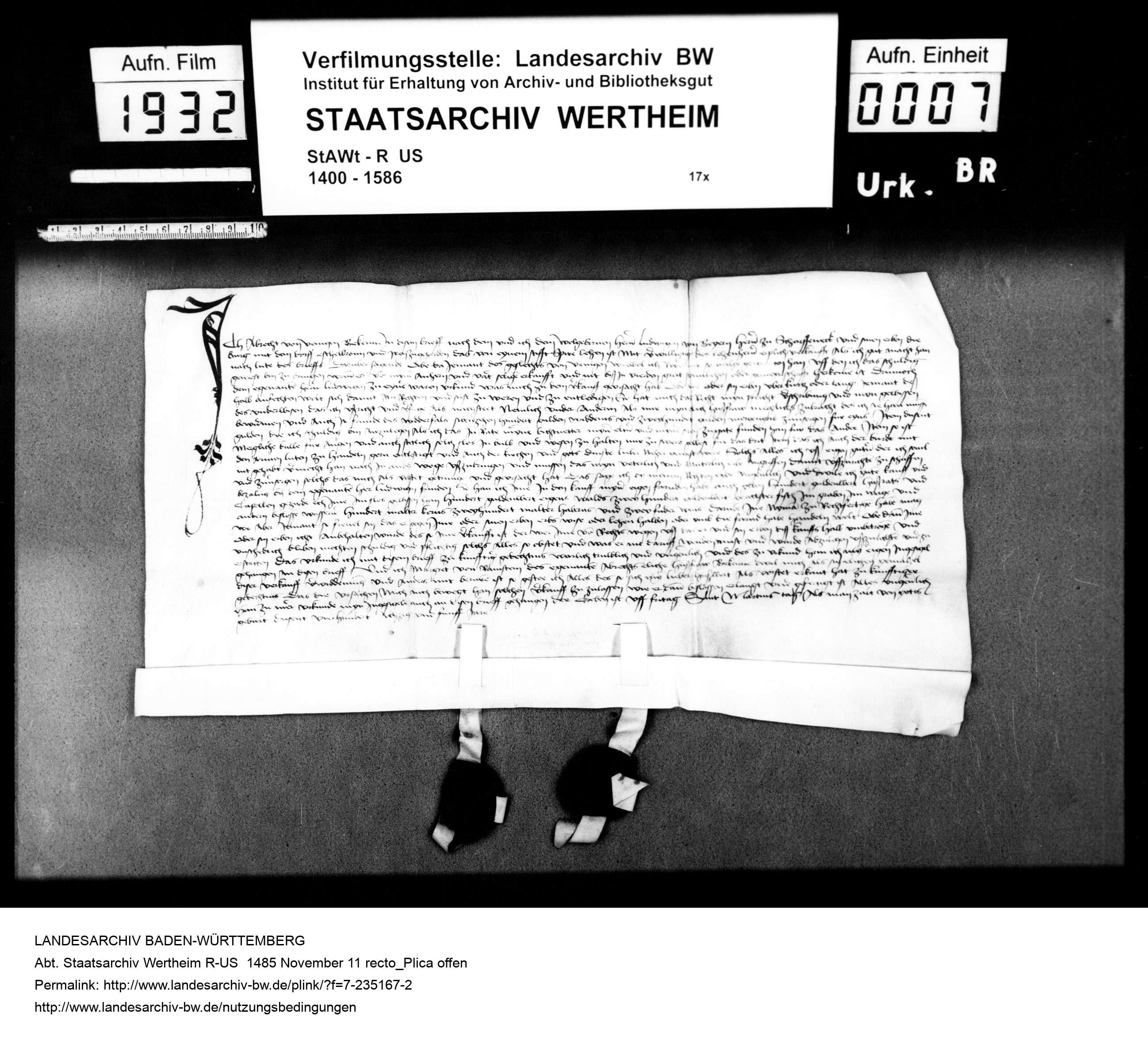
von Venningen bekennt alleinigen Anspruch von Löwensteins nach Verkauf Vorderseite/ Vorderseite eingeklappt/ Rückseite
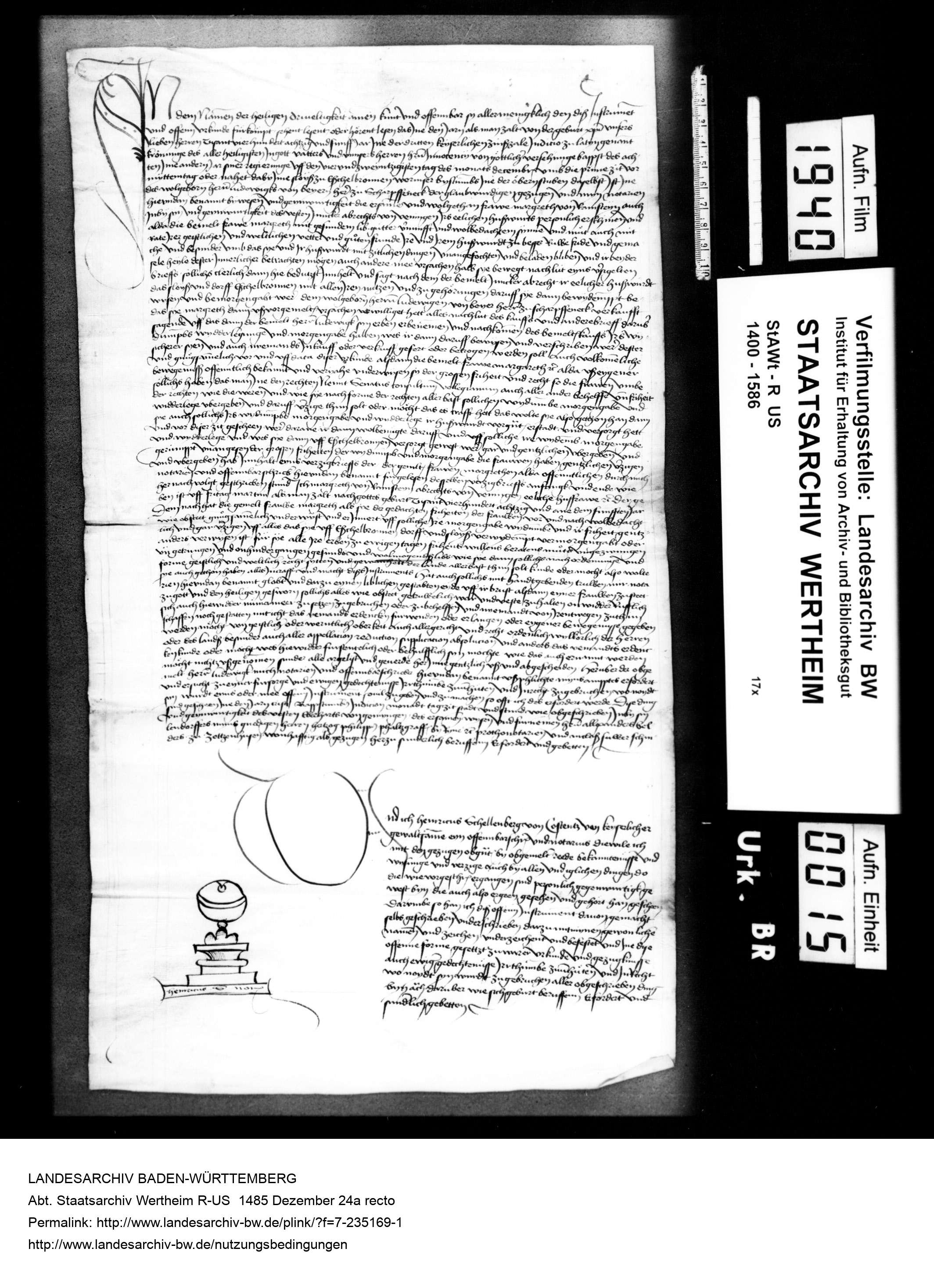
Urkunde des Verkaufs an Ludwig I. von Löwenstein von 1485 Vorderseite/ Rückseite oben/ Rückseite unten
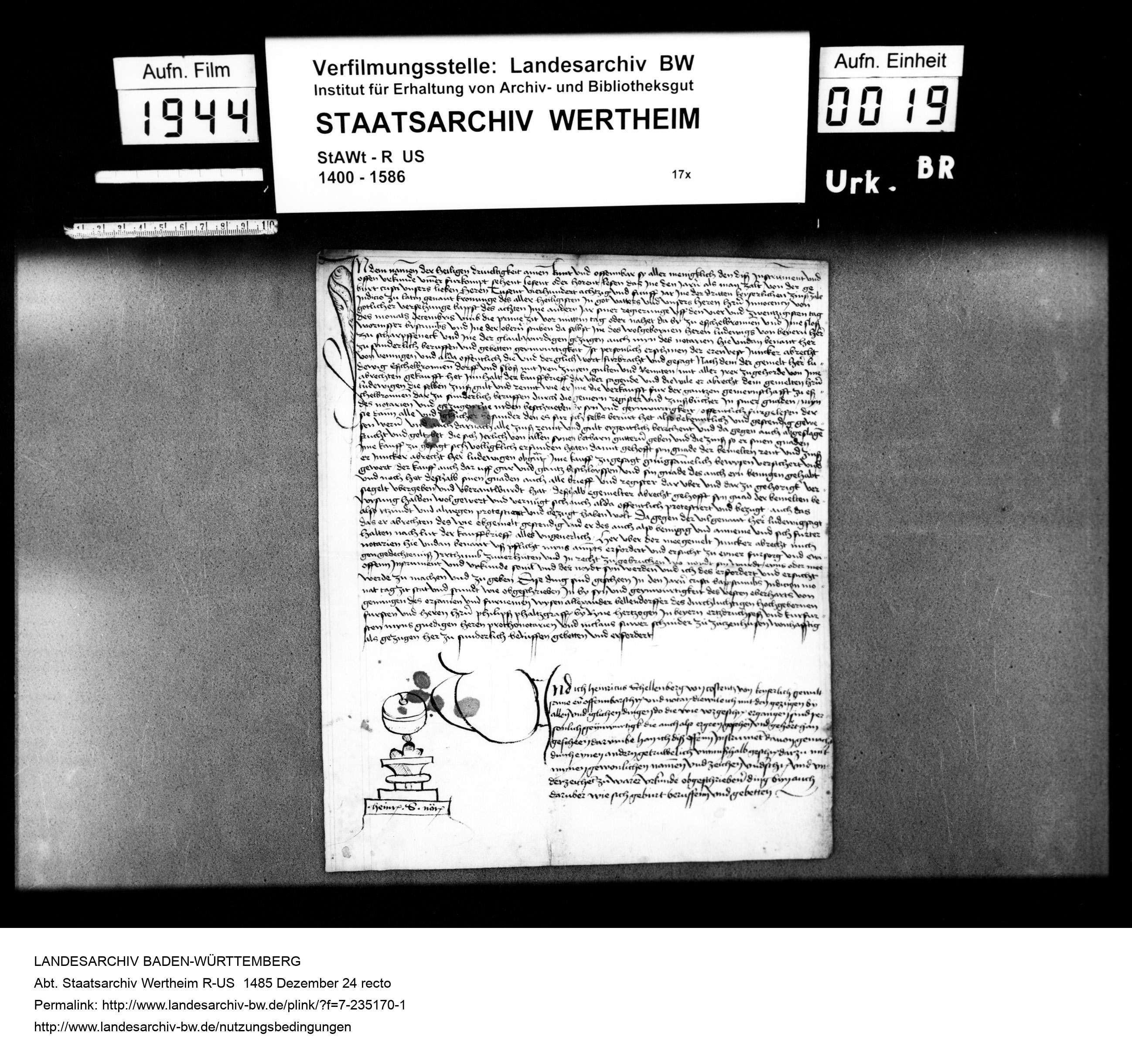
Zustimmung zum Verkauf von Margareth von Ramstein Vorderseite/Rückseite

### Neuzeit

#### Ortsherrschaft unter der Familie Seckendorff und Erben

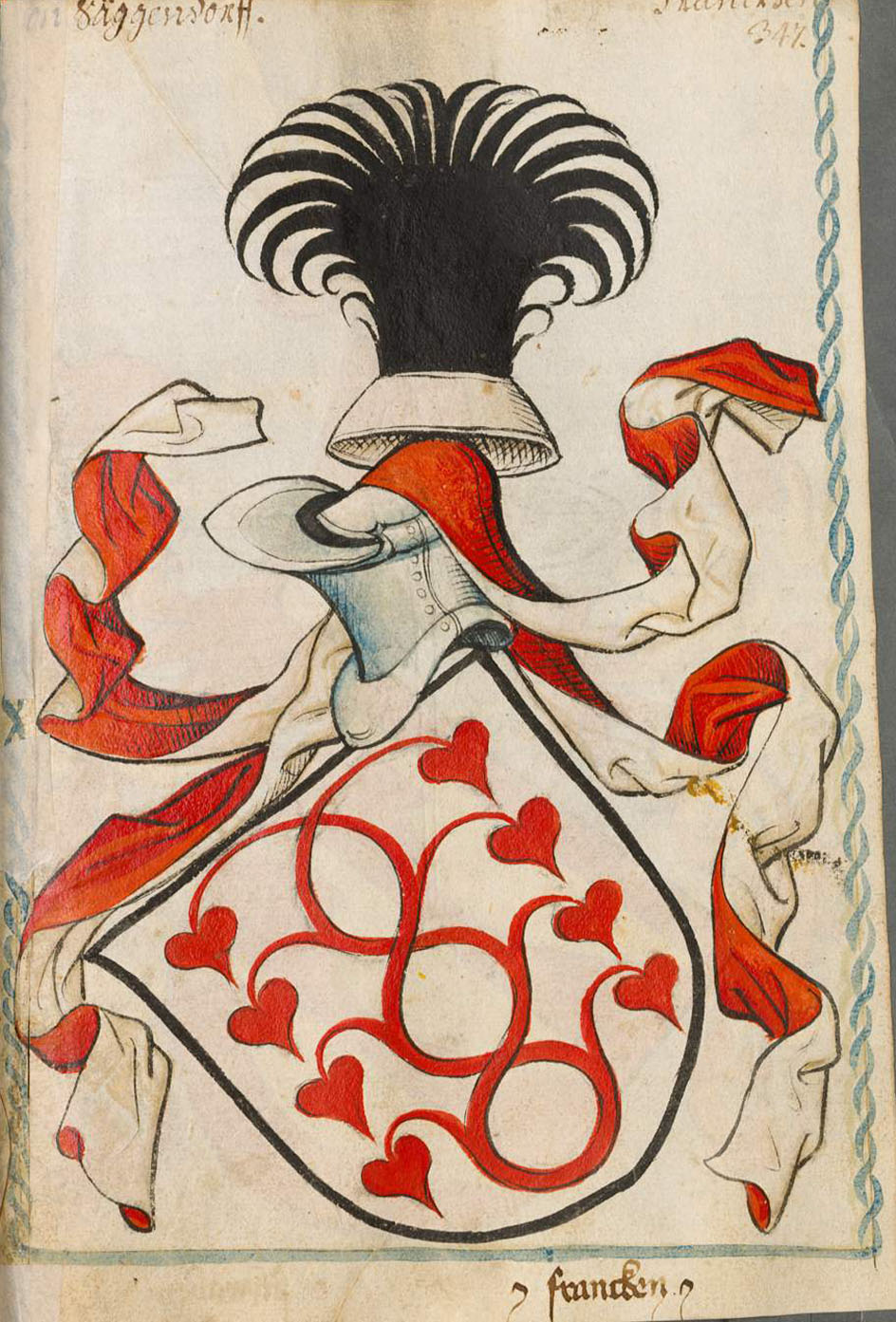
Wappen des Adelsgeschlechts Seckendorff

Nachdem Joachim von Seckendorff das Lehngut von Löwenstein übernommen hatte, engagierte er sich für eine Umwandlung des Mannlehens in ein Kunkellehen, um es an weibliche Nachfahren vererben zu können. Seckendorff starb 1526 ohne das Lehen offiziell übertragen bekommen zu haben, da sich die Übernahme wegen „geübter Kriegshandlungen“ in der Pfalz mehrmals verzögert hatte. Es ging jedoch im selben Jahr offiziell an seinen gleichnamigen Sohn und Erben Joachim über. Seiner Frau Anna (geborene von Venningen), durch deren Familienvermögen der Kauf Eschelbronns maßgeblich mitfinanziert worden war, wurde ein lebenslanger Nießbrauch zugesprochen. Joachim „der Jüngere“ wandte sich dem Luthertum zu. Bereits mehrere Jahre bevor das Luthertum unter Ottheinrich offiziell in der Kurpfalz eingeführt wurde, reformierte er die Gemeinde in Eschelbronn. Ein lutherischer Pfarrer konnte in Eschelbronn jedoch erst mit Johannes Meyer ab 1593 nachgewiesen werden.
Am 28. Dezember 1539 wurde ein hofgerichtlicher Vergleich zwischen Seckendorff und den Eschelbronner Untertanen geschlossen, der über zwei Jahrhunderte die rechtliche Grundlage zur Regelung der Frondienste darstellte.
Mit dem Tod Joachims von Seckendorff im Jahr 1555, dem Jahr des Augsburger Reichs- und Religionsfriedens, erbte sein Sohn Christoph von Seckendorff Eschelbronn. Christoph hatte bei seinem Tod 1571 keine männlichen Nachkommen, an die das Lehen hätte vererbt werden können. Dank der Einführung des Kunkellehens durch seinen Großvater ging es jedoch nicht zur Umverteilung an das Hochstift Speyer zurück, sondern konnte auf die späteren Ehemänner der drei Töchter Christoph von Seckendorffs übertragen werden. Mit der Heirat seiner Töchter Helena von Seckendorff mit Johann Friedrich von Eltz im Jahr 1584, Sybilla von Seckendorff mit Landschad von Steinach und Maria Elisabetha von Seckendorff mit Weiprecht von Helmstatt teilten die Familien von Eltz und Landschad von Steinach den Besitz und die Ortsherrschaft untereinander auf. Sie lebten fast einhundert Jahre nebeneinander in dem Wasserschloss, während der Anspruch der dritten Partei anderweitig geltend gemacht wurde. 1586 wurde das Erbe erneut unter den Töchtern aufgeteilt. Von Eltz und Landschad von Steinach wurden 1595 als Vogtsjunker (Ortsherren) von Eschelbronn bezeichnet.
Während des Dreißigjährigen Krieges litt Eschelbronn zunächst unter den Eroberungen des Feldherrn Johann t’Serclaes von Tilly. Nach der Schlacht bei Nördlingen war die Region von Plünderungen durch aus Süddeutschland abziehende schwedische Truppen betroffen. Der seit 1613 amtierende Pfarrer Georg Liebler (1560–1632) floh während des Krieges nach Neckarbischofsheim, weshalb die lutherische Gemeinde in Eschelbronn bis Kriegsende keinen Pfarrer besaß und sporadisch von Dühren aus betreut wurde. Nach einem Gefecht auf Zuzenhäuser Gemarkung in der Nähe des Epfenbachs waren Eschelbronn und Zuzenhausen fast vollständig zerstört. Ein Großteil der Bevölkerung fiel im Krieg Hunger, Krankheit oder Verletzungen zum Opfer. So lebten 1649 noch acht Familien im Ort, darunter war keine mehr von denen, die noch zu Beginn des Krieges nachgewiesen waren.
Helena, die erste Tochter des damaligen Ortsherren Christoph von Seckendorff, bekam zusammen mit ihrem Mann Johann Friedrich von Eltz zwölf Kinder, darunter Anna Margaretha und Johann Philipp von Eltz (* 1588). Anna Margaretha vermählte sich mit Wolf Eberhard Cappler von Oedheim genannt Bautz. Johann Philipp hatte die beiden Kinder Jakob Friedrich und Anna Regina. Anna Regina vermählte sich mit Heinrich Ernst von der Fels. 1661 wurde ihr zusammen mit ihrem Bruder Jakob Friedrich und ihren Tanten, darunter Anna Margaretha Cappler von Oedheim, gemeinsam das Lehensrecht übertragen. Als Jakob Friedrich 1676 kinderlos verstorben war, kam es zu Erbstreitigkeiten zwischen den Familien Capler von Oedheim und Von der Fels, die 1688 vor dem Reichskammergericht zu Gunsten der Familie von der Fels entschieden wurden. Den Brüdern Johann Anton und Johann Philipp von der Fels wurden 1691 offiziell das Lehen und die Ortsherrschaft übertragen. Johann Anton berief 1696 den evangelisch-lutherischen Pfarrer Josua Harrsch zum Vikar von Eschelbronn, der zu einem bedeutenden Akteur im Umfeld der ersten deutschen Massenauswanderung nach Nordamerika wurde.

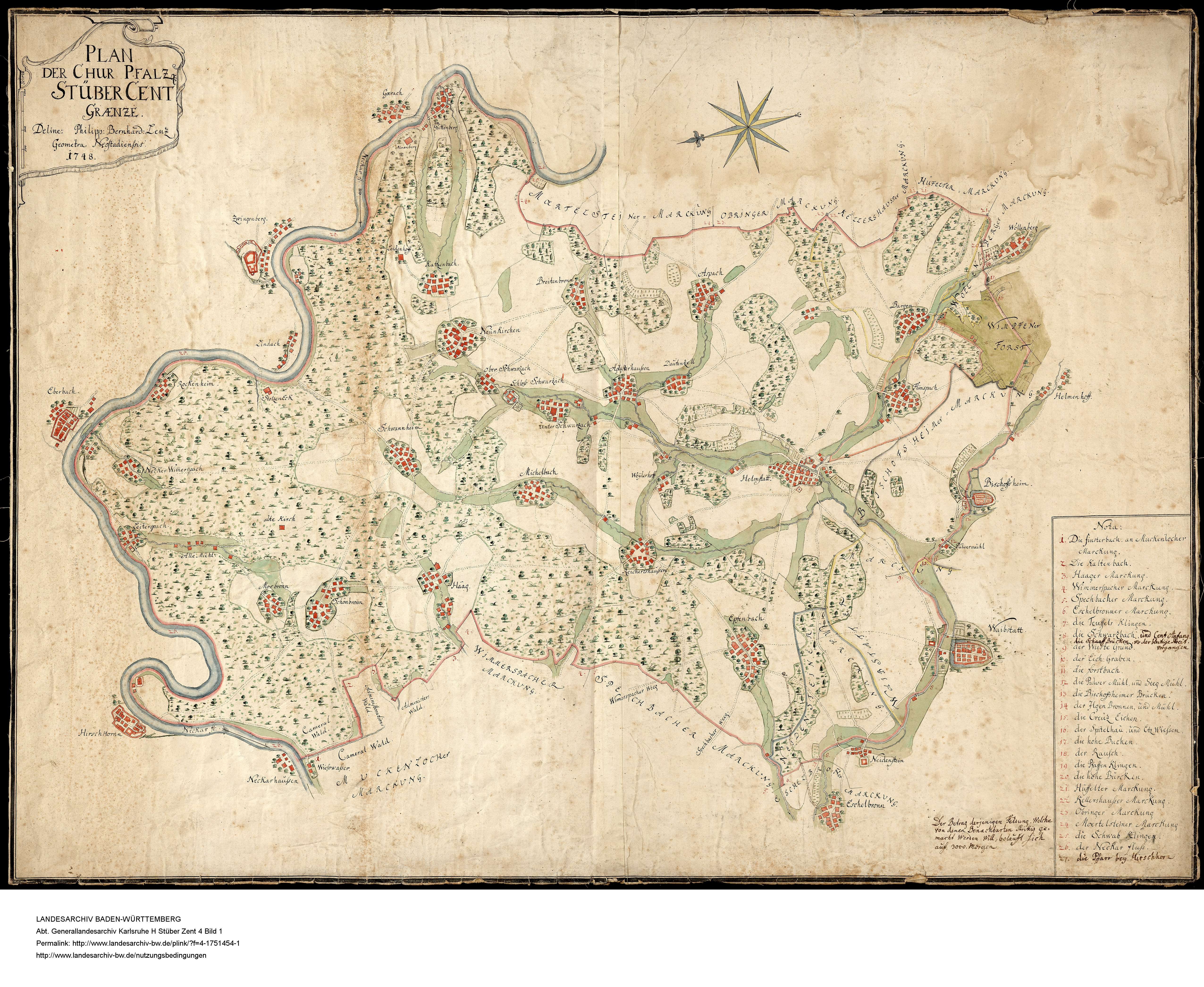
Eschelbronn auf einer Karte der Stüber Zent von 1748

Nachdem die Familie von der Fels ausgestorben war, versuchte Eberhard Dietrich Capler von Oedheim 1734 erneut Lehensansprüche für die Familie Capler von Oedheim geltend zu machen. Das Lehen wurde jedoch vom Bistum für heimgefallen erklärt. Im November 1736 übergab es Bischof Damian Hugo Philipp von Schönborn-Buchheim seinem Bruder Rudolf Franz Erwein von Schönborn. Nach Ansicht Schönborn-Buchheims hatte die Familie Capler von Oedheim aufgrund des Urteils von Wetzlar keinerlei Lehensansprüche mehr. Nach dem Tod von Rudolf Franz Erwein von Schönborn im Jahr 1754 wurde Eschelbronn am 28. September desselben Jahres dennoch Eberhard Dietrich Cappler von Oedheim übergeben, der 1754 einen neuen Vergleich zur Regelung der Frondienste mit den Untertanen schloss.

#### Zweite Ortsherrschaft unter den Herren von Venningen

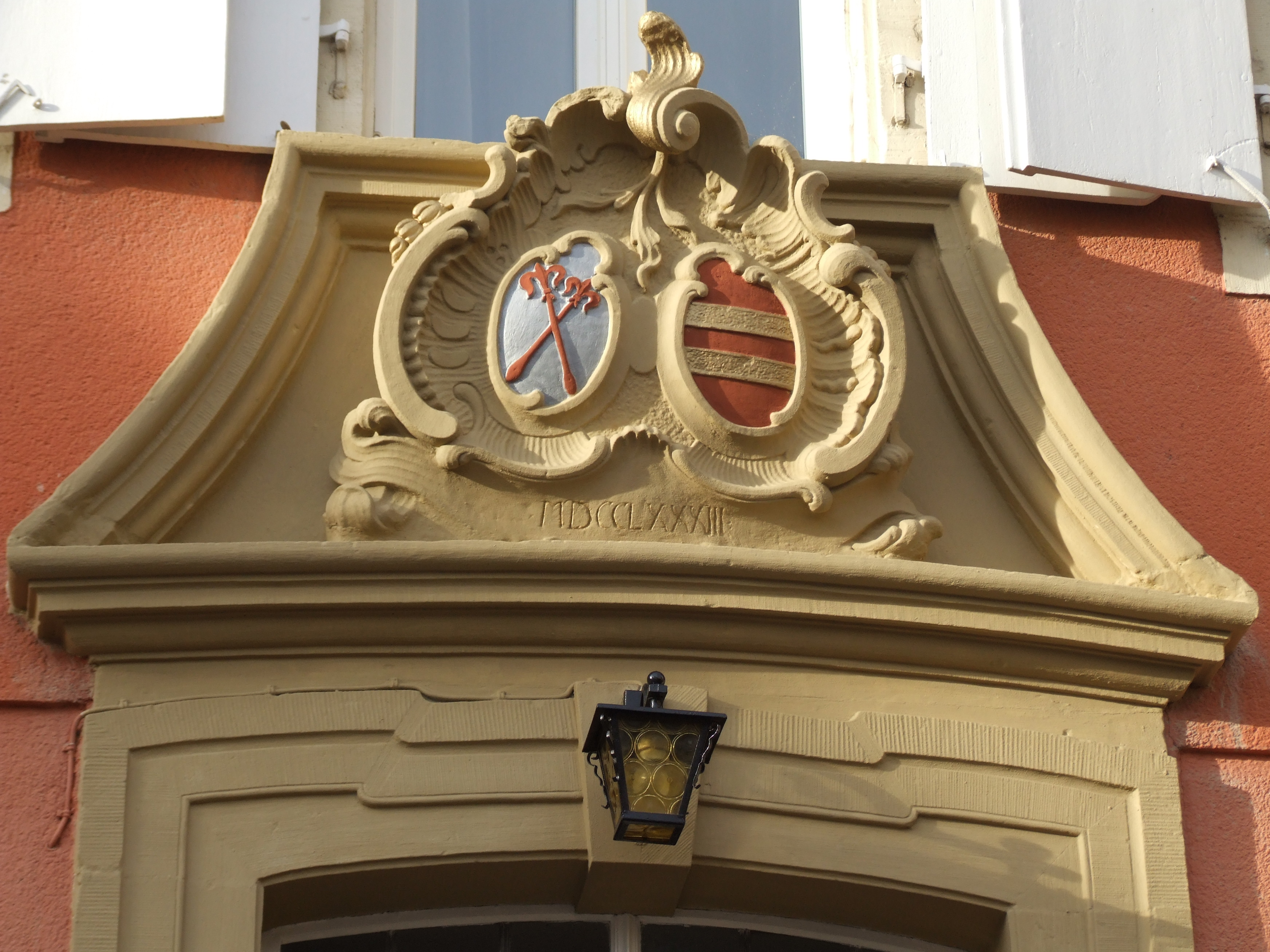
Wappen der Familie von Venningen am alten Pfarrhaus

Cappler von Oedheim verschuldete sich mit dem Lehngut zunehmend. Nachdem seine in Speyer eingereichten Darlehensanträge über 20.000 Gulden mehrfach abgelehnt worden waren, verkaufte er den Ort 1759 für 28.000 Gulden an den neuen Vogtsherrn Carl Philipp von Venningen. Eschelbronn gelangte damit fast 275 Jahre nach dem Verkauf durch Albrecht von Venningen im Jahr 1485 erneut in den Besitz der Familie von Venningen. Am 13. März 1760 erhielt von Venningen offiziell von Bischof Franz Christoph von Hutten zum Stolzenberg das zuvor aufgeteilte Lehen vollständig übertragen. Seine Frau Maria Anna von Hutten war eine Großnichte des Bischofs.
Bei der Errichtung eines Gutshofs, des späteren Schlosses Eschelbronn, kam es zur Rebellion der Bevölkerung, da Carl Philipp von Venningen weitaus höhere Frondienste beanspruchte als seine Vorgänger. Der Fall wurde am Oberappellationsgericht verhandelt. Als Reaktion auf die Aufstände wies von Venningen 1763 die vier Anführer der Aufstände in das Mannheimer Zuchthaus ein und quartierte auf Anordnung des Kurfürsten Karl Theodor vom 11. Juni 1763 ein Strafkommando mit einem Unteroffizier und zwölf Dragonern im Ort ein, was die Gemeinde täglich 45 Kreuzer für den Unteroffizier und je 30 Kreuzer für die Soldaten kostete. Sie sollten stationiert bleiben, bis sich sämtliche Gemeindemitglieder schriftlich zur Verrichtung der geforderten Frondienste verpflichtet hatten. Mit einer Erklärung vom 23. Juni gaben die Aufständischen ihren Widerstand zunächst auf, reichten jedoch am 4. August 1763 beim Kurfürsten eine Supplik zur Verbesserung ihrer Lebensumstände ein. Als sich die Spannungen wieder erhöhten, wurde 1765 ein Frondienstvergleichsvertrag zur Verbesserung der Lebensbedingungen von Bäuerinnen und Bauern und Tagelöhnern geschlossen. Naturalabgaben mussten jährlich mit 100 Reichstalern oder 150 rheinischen Gulden vergütet werden. Die Einwohner waren im Gegenzug verpflichtet, ihrem Grundherrn für Treibjagden zur Verfügung zu stehen und Botengänge in herrschaftlichen oder amtlichen Angelegenheiten nach Neidenstein, Spechbach und Zuzenhausen zu verrichten. Von Venningen verfügte über Blei- und Silberbergwerke auf Eschelbronner Gemarkung, in denen von 1769 bis 1784 Erze abgebaut wurden. Von 1777 bis 1780 befand sich in Eschelbronn ein „Bleßenberger Schifferwerk“ mit dem Namen „Allexander Glück“ mit bis zu 27 Gewerken und drei Arbeitern.

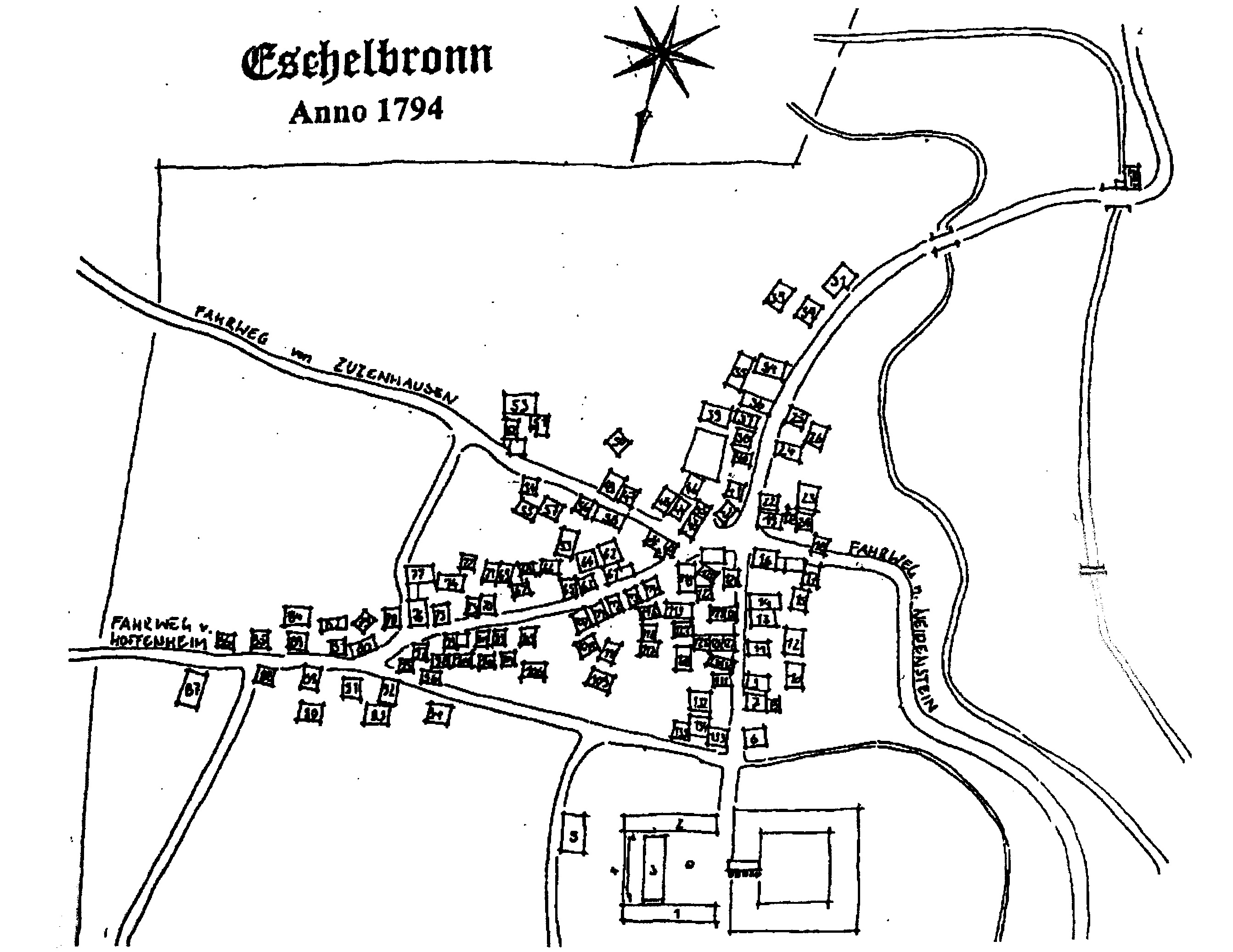
Ortsplan von Carl Philipp von Venningen aus dem Jahr 1794

1775 erließen die Herren von Venningen die Venningische Waldordnung für die Bewirtschaftung, Pflege und Nutzung der Eschelbronner Waldungen. Die Besitz- und Vermögensverhältnisse des Ortes dokumentierte Carl Philipp von Venningen während seiner 37-jährigen Herrschaft detailliert. So existiert zum Beispiel ein Ortsplan aus dem Jahr 1794 mit genauen Grundstücksangaben und einem Anwohnerverzeichnis.
Am 27. August 1797 starb Carl Philipp von Venningen und sein Sohn Anton von Venningen wurde neuer Ortsherr. Dieser starb jedoch im Jahr 1799 ebenfalls. Danach übernahmen seine Witwe Freifrau Henriette von Venningen (geborene Andlau) und ihr Schwager Herr von Pfuerdt im Oktober 1801 das Lehen. Henriette von Venningen war in den Folgejahren an mehreren Rechtsstreitigkeiten wegen der Baukosten der neuen evangelischen Kirche beteiligt.

### Koalitionskriege und Deutsch-Französischer Krieg
Mit dem Reichsdeputationshauptschluss vom 25. Februar 1802 verloren die Herren von Venningen und das Bistum Speyer ihre Unabhängigkeit und durch die Mediatisierung ihre Reichsunmittelbarkeit. Ihren Grundbesitz konnten sie behalten.
1803 wurde Eschelbronn mit der Aufteilung der Kurpfalz unter Napoleon Bonaparte dem Großherzogtum Baden zugewiesen und ging an den Großherzog Markgraf von Baden über. 1807 gelangte die Gemeinde an das Oberamt Waibstadt.
Für ihre Teilnahme an den Koalitionskriegen in Badischen Diensten, erhielten zwölf Eschelbronner die am 27. Januar 1830 von Großherzog Leopold gestiftete Badische Felddienstauszeichnung. Darunter war Andreas Dinkel (* 20. Oktober 1789; † 8. November 1857), der als Unteroffizier im Russlandfeldzug 1812 teilgenommen hatte. Bei der Schlacht an der Beresina geriet der badische Husarenoberst von Laroche am 27. November 1812 in russische Gefangenschaft. Er wurde verwundet und sein Pferd erschossen. Andreas Dinkel befreite ihn gemeinsam mit seinem Kameraden Springer und wurde dafür zum Wachtmeister befördert. Er stand bis 1816 in badischen Diensten und genoss in seiner Heimatregion hohes Ansehen.
1813 wurde Eschelbronn dem Bezirksamt Sinsheim zugewiesen. Im selben Jahr waren russische Soldaten während der Befreiungskriege auf dem Marsch nach Frankreich in Privathaushalten im Ort einquartiert. Nachdem der Eigentümer und Bewohner des Hauck’schen Hauses auf Grund einer Auseinandersetzung mit in der Nachbarschaft untergebrachten Soldaten festgenommen worden war, führte dies zu Protesten der Einwohner gegen das Vorgehen der Besatzer und der Häftling konnte fliehen.
Für die aus Eschelbronn stammenden Teilnehmer am Deutsch-Französischen Krieg wurde 1886 das zunächst auf dem Marktplatz errichtete und später umgesetzte und um eine weitere Inschrift ergänzte Eschelbronner Kriegerdenkmal gewidmet.

### Auswanderungsbewegung

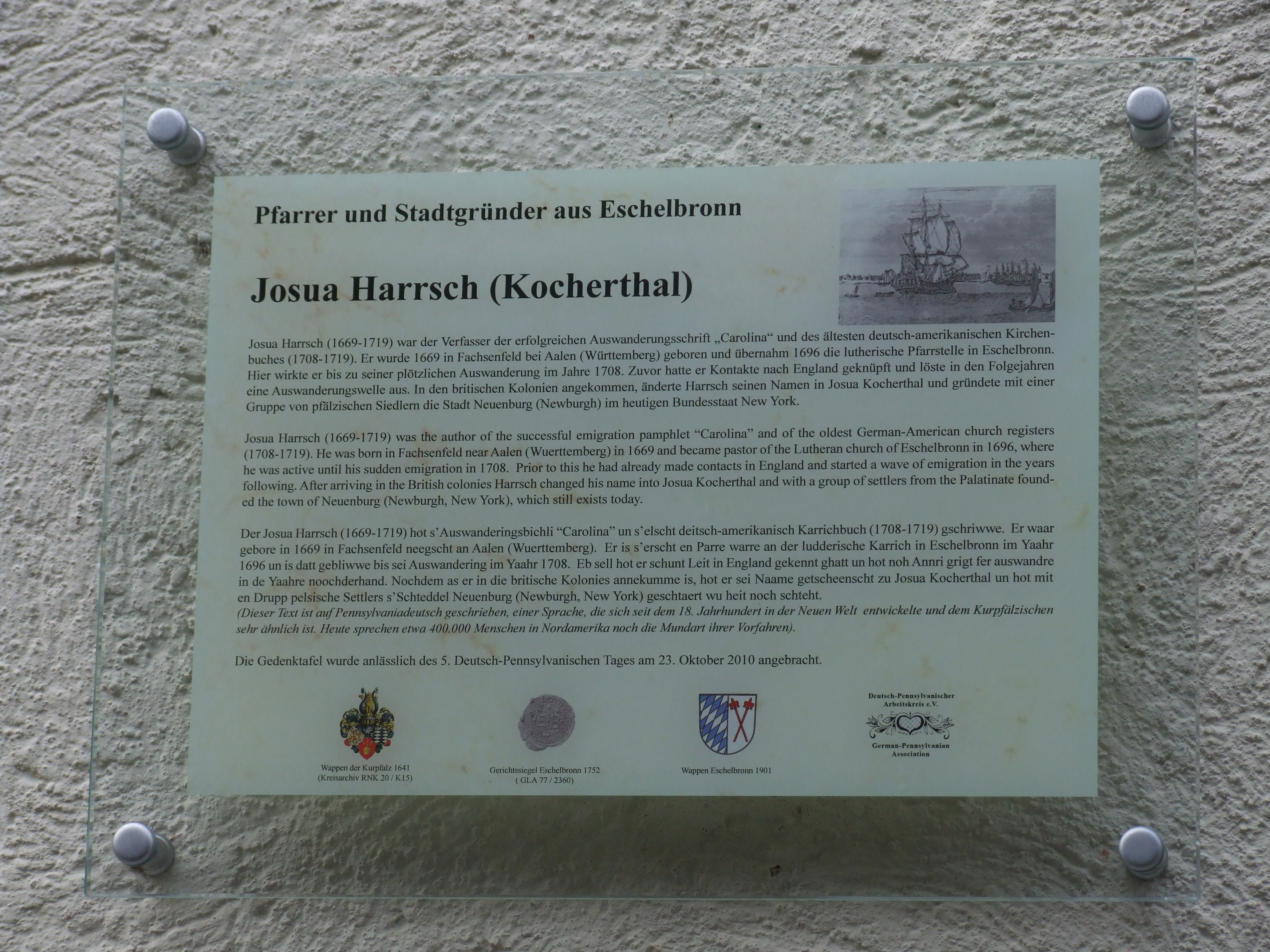
Der Gemeindepfarrer Josua Harrsch gilt als Wegbereiter der Auswanderungswelle. (Gedenktafel an der evangelischen Kirche)

Im 19. Jahrhundert kam es zu mehreren Auswanderungswellen, zu denen maßgeblich der Gemeindepfarrer Josua Harrsch mit seiner Auswanderungsschrift Caronina beigetragen hatte. In den Jahren 1840–1890 verließen etwa 400 Eschelbronner die Gemeinde und ließen sich vor allem in Nordamerika und Russland nieder.
Bei der größeren Auswanderungswelle, als etwa 10.000 Pfälzer 1709 überwiegend nach Pennsylvanien zogen, war wahrscheinlich 1783 der Zimmergeselle Josef Scholl der erste dokumentierte Auswanderer, der Eschelbronn verließ, um in Rive-de-Gier als Bergmann zu arbeiten. 1792 wanderte der Weber Johann Georg Huber nach Bethel in Nordamerika aus.
1800 hatte Eschelbronn 681 Einwohner, darunter 319 Männer und 362 Frauen. 1809 wanderten viele Bürgerinnen und Bürger nach Russland aus, da ihnen Kaiser Alexander I. Land und finanzielle Unterstützung angeboten hatte. Zur größten Auswanderungswelle kam es zwischen 1840 und 1860. Wegen Überbevölkerung, zunehmender Armut und ungünstiger Klimabedingungen für die Landwirtschaft zogen von 1836 bis 1855 110 Einwohner und zwischen 1856 und 1888 weitere 80 nach Nordamerika. Zudem verließen am 11. April 1847 170 mittellose Menschen den Ort. Sie hatten für die Fahrtkosten von der Gemeinde einen Zuschuss von insgesamt 10.000 Gulden erhalten, damit sie den Ort gemäß dem Armenrecht nicht weiter finanziell belasteten. Darunter befanden sich geächtete Bürgerinnen und Bürger wie Diebe und Mütter unehelicher Kinder.

### Erster Weltkrieg

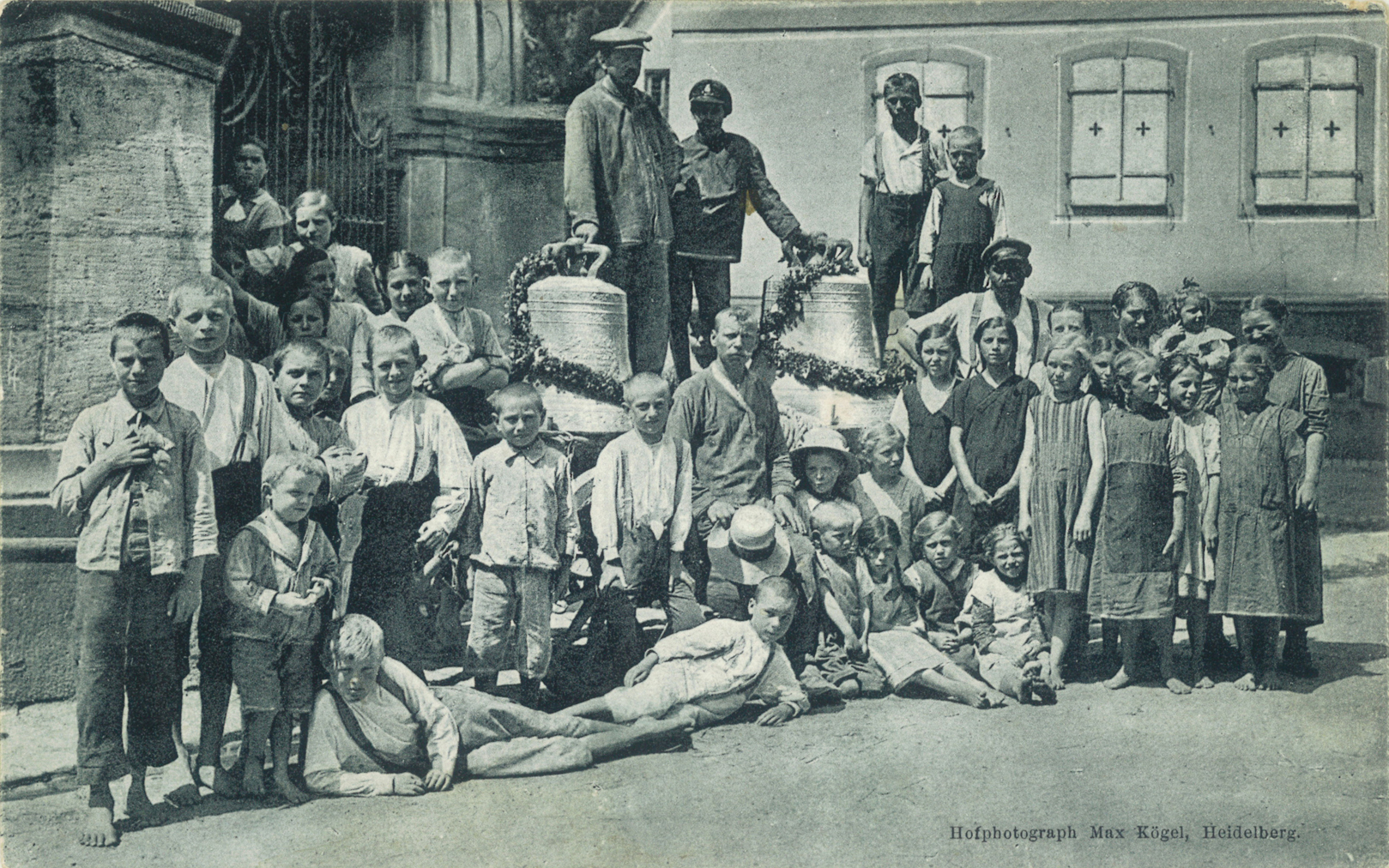
Die Glocken der evangelischen Kirche werden zur Einschmelzung für die Kriegsrüstung abgegeben.

Während des Ersten Weltkriegs war Leopold Cordier evangelischer Pfarrer der Gemeinde. Er veröffentlichte ab dem 15. Januar 1916 den Heimatboten, ein monatlich erscheinendes Mitteilungsblatt. Darin berichtete er über das Gemeindeleben in Eschelbronn und Neidenstein und verkündete Neuigkeiten über die Kriegsteilnehmer und Gefallenen aus den beiden Ortschaften. Die Glocken der evangelischen Kirche mussten im Jahr 1917 zur Einschmelzung für die Kriegsrüstung abgegeben werden. Die feierliche Abgabe wurde von dem Hoffotografen „Ihrer Majestät der Königin von Schweden und Norwegen“ Max Kögel aus Heidelberg dokumentiert. Die Glocken wurden am 13. September 1921 wieder ersetzt. Cordiers Nachfolger Otto Friedrich Hessig führte den Heimatboten weiter. An 53 gefallene Eschelbronner Kriegsteilnehmer erinnert eine Gedenktafel in der evangelischen Kirche.

### Nationalsozialismus und Nachkriegszeit
Eschelbronn fiel vor und in der Zeit des Nationalsozialismus im Vergleich zu den umliegenden Gemeinden durch eine besondere Unterstützung der NSDAP auf und galt in der Region als Hochburg der SA. Während die Partei bei der Reichstagswahl 1928 noch 55 Stimmen erhielt, erreichte sie 1930 bereits 327. 1932 stieg die Zahl weiter auf 466 und 1933 verzeichnete die Partei mit 566 Stimmen nochmals einen Zuwachs von einhundert Wählerinnen und Wählern (KPD: 52, SPD: 33). 1931 wurde Georg Braun zum Bürgermeister gewählt und blieb bis 1945 im Amt. Mit Auflösung des Musikvereins Eschelbronn wurde eine SA-Kapelle gegründet, die sich jedoch zu Beginn des Zweiten Weltkriegs wieder auflöste. Der vorherige Musikverein, unter dem Vorsitz des nach Kriegsende eingesetzten Bürgermeisters Adam Windisch, bestand vor allem aus kommunistischen Mitgliedern. Der SA-Sturmführer Konrad Pfister und der NSDAP-Ortsgruppenleiter Heinrich Mayer gehörten dem Gemeinderat an. Statt des jährlichen Kerwe-Umzugs wurden bis zum Kriegsbeginn am Tag der Arbeit 1.-Mai-Umzüge von der Deutschen Arbeitsfront organisiert. Außerdem beauftragte das Sinsheimer Büro des Reichsnährstands die Landfrauen und die Landjugend mit der jährlichen Durchführung eines Umzuges zum Erntedankfest.
Bei den Novemberpogromen zerstörte die Eschelbronner SA unter Leitung des Obersturmbannführers und Waibstadter Bürgermeisters Eugen Laule am 10. November in Neidenstein die Synagoge im Kirschgraben. In Eschelbronn gab es keine jüdische Gemeinde.

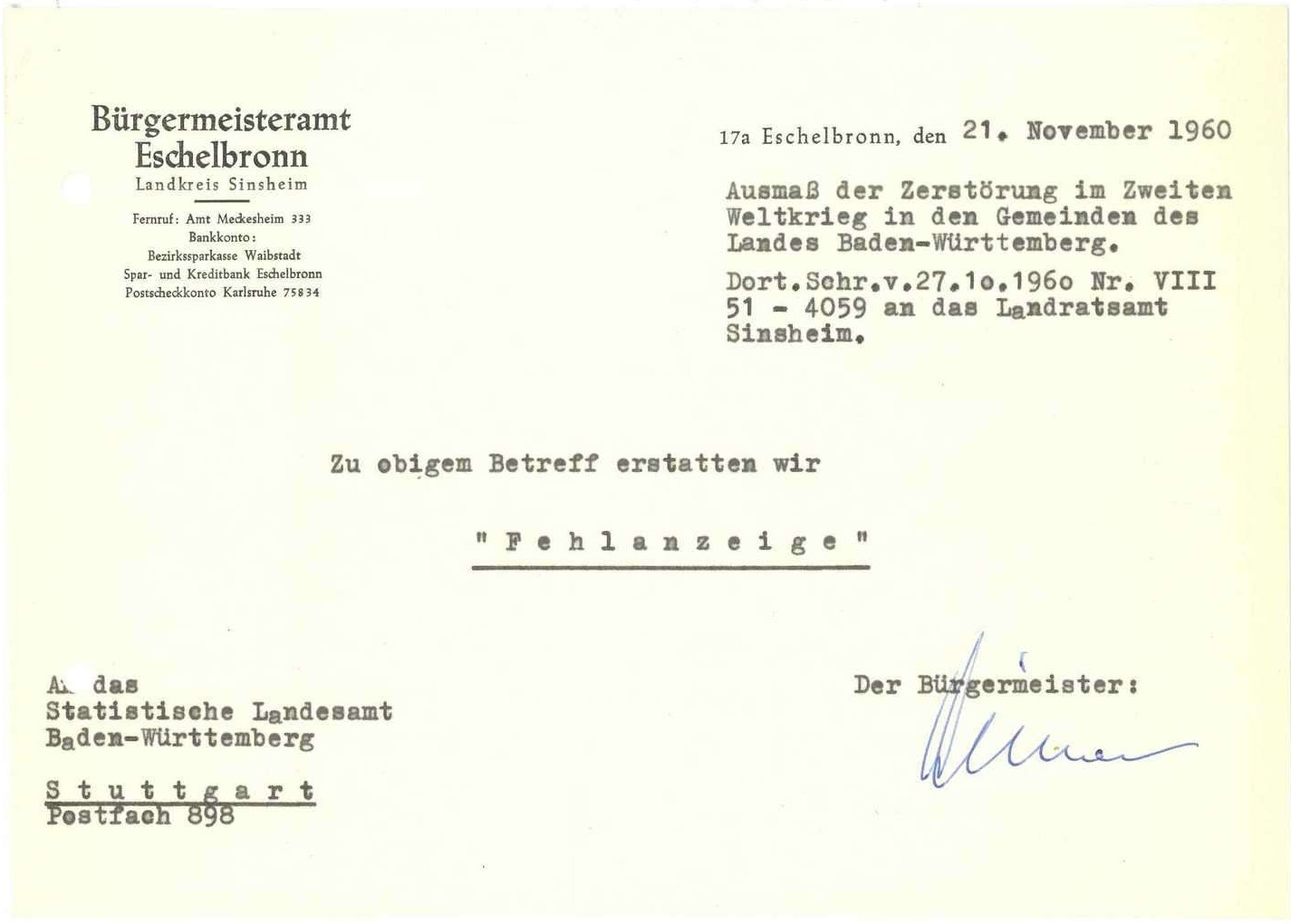
Bürgermeister Philipp Dinkel erstattet „Fehlanzeige“ für die Berichte von Gemeinden über die Kriegsereignisse 1945 und das Ausmaß der Zerstörungen im Zweiten Weltkrieg.

Der Kallenberg wurde als Zeltlagerplatz der Hitlerjugend genutzt. Am 1. September 1939 wurde das Lager zum Kriegsbeginn abgebrochen. Am 8. Januar 1942 mussten die beiden großen der drei 1921 beschafften Kirchturmglocken der evangelischen Kirche zur Produktion von Kanonen und Granaten abgegeben werden. Im Ort wurden Familien aus Mannheim und Karlsruhe einquartiert, die ihre Unterkünfte bei Bombenangriffen verloren hatten. Am 27. April 1944 wurde ein englischer Bomber abgeschossen. Zwei der Insassen konnten mit einem Fallschirm abspringen und wurden in Hoffenheim gefangen genommen. 1944 wurden fünf Insassen eines mit Brandbomben beladenen, viermotorigen amerikanischen Kampfflugzeugs in Eschelbronn beerdigt, die oberhalb des Buchenwalds beim Spechbacherweg in Meckesheim abgestürzt und dabei ums Leben gekommen waren.
Der Schulbetrieb wurde im Herbst 1944 eingestellt. Am 13. März 1945 wurde gegen 17 Uhr mit britischen Jagdbombern aus Richtung Westen kommend ein Luftangriff auf den Bahnhof und einen sich dort befindenden Zug geflogen. Auf dem Zug befand sich allerdings eine Flugabwehrkanone, was den Angriff erschwerte. Bei dem Angriff kamen sechs Menschen ums Leben. Eine weitere im Wohngebiet abgeworfene Bombe zerstörte vollständig das 1930 erbaute Haus in der Schulstraße 47. Weitere Häuser wurden beschossen, jedoch nicht vollständig zerstört. Insgesamt fielen im Krieg 71 Menschen aus Eschelbronn, 34 Menschen blieben vermisst, vier erlagen ihren Kriegsverletzungen nach 1945.
Am 1. April 1945 marschierten US-amerikanische Panzereinheiten von Meckesheim über Eschelbronn in Richtung Waibstadt ohne auf Widerstand zu stoßen. Nach Kriegsende gehörte der Ort zur amerikanischen Besatzungszone. Das Schulhaus diente als Koordinationsbüro der US-amerikanischen Truppen. Der Karlsruher Sprachlehrer Georg Armleder wurde von den Besatzern als Bürgermeister eingesetzt und in der Schuhmannsmühle einquartiert, in der zuvor für die Wehrmacht gemahlen wurde. Armleder wurde noch im selben Jahr ermordet und seine Leiche in Neckargemünd gefunden. Der Mord wurde nie aufgeklärt. Der Kommunist und Kriegsgegner Adam Windisch wurde danach als Bürgermeister eingesetzt, jedoch im selben Jahr auf Drängen des CDU-Ortsverbandes beim Landratsamt Sinsheim wieder abgesetzt und der Gärtnermeister Paul Schoch erhielt das Amt. Bei der ersten Gemeinderatswahl am 27. Januar 1946 gewann die CDU mit 286 Stimmen drei Sitze, die SPD mit 230 Stimmen zwei Sitze und die KPD mit 115 Stimmen einen Sitz. Die erste freie Bürgermeisterwahl 1947 gewann der Schreiner Karl Ferch (SPD). 1954 wurde der ehemalige NS-Funktionär Philipp Dinkel zum Bürgermeister gewählt und 1962 für die Zeit bis 1972 im Amt bestätigt (er trat allerdings 1970 altersbedingt zurück). Für die Berichte von Gemeinden über die Kriegsereignisse 1945 und das Ausmaß der Zerstörungen im Zweiten Weltkrieg, einer Fragebogenaktionen des Statistischen Landesamts Baden-Württemberg, erstattete er am 21. November 1960 „Fehlanzeige“, was zum Ausdruck bringen sollte, dass in Eschelbronn keine beziehungsweise nur geringfügige Zerstörungen stattgefunden hätten oder Aufzeichnungen oder Schriften darüber nicht vorhanden seien.

### Ausbau des Siedlungsgebiets und weitere Entwicklung im 20. und 21. Jahrhundert

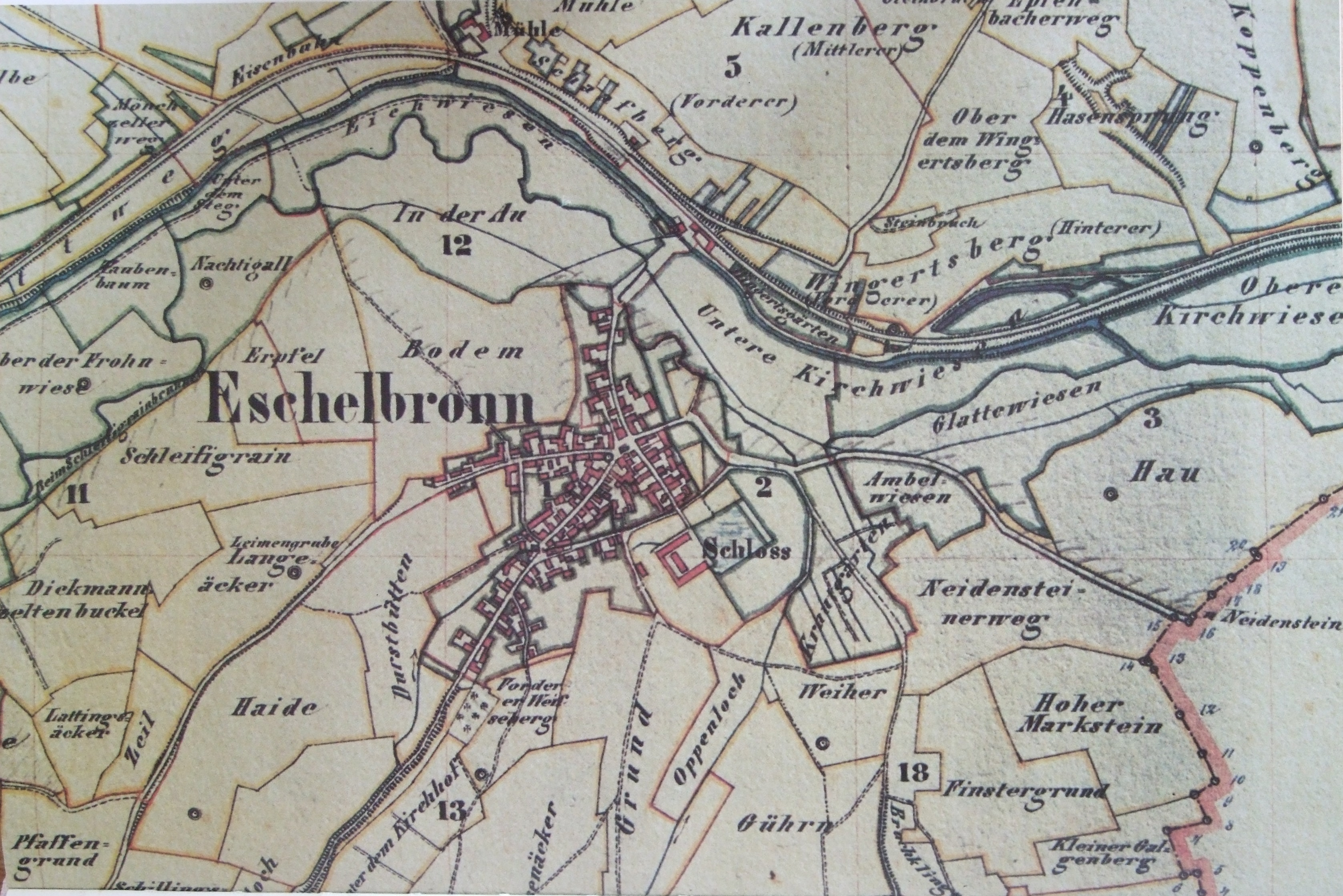
Der ursprüngliche Ortskern mit den umliegenden Fluren

Nach dem Zweiten Weltkrieg wuchs die Bevölkerung durch den Zuzug von Kriegsflüchtlingen und Vertriebenen, die unter anderem zunächst in leerstehenden Schreinereiwerkstätten untergebracht wurden, auf 2017 Einwohner im Jahr 1946. Dies führte zu einem erheblichen Wohnungsmangel und zur Erweiterung des Siedlungsgebiets. Zunächst wurde Im Grund als erste neben der Pendlersiedlung in Bad Rappenau im Landkreis Sinsheim eine Neubausiedlung errichtet. Der Dohlengraben in der Neugasse wurde kanalisiert. Zur selben Zeit fand die Flurbereinigung statt.
Im Sommer 1950 richtete die Gemeinde eine Ortsrufanlage ein, deren Lautsprecher auch Jahrzehnte nach deren Abschaltung noch vereinzelt zu sehen sind.

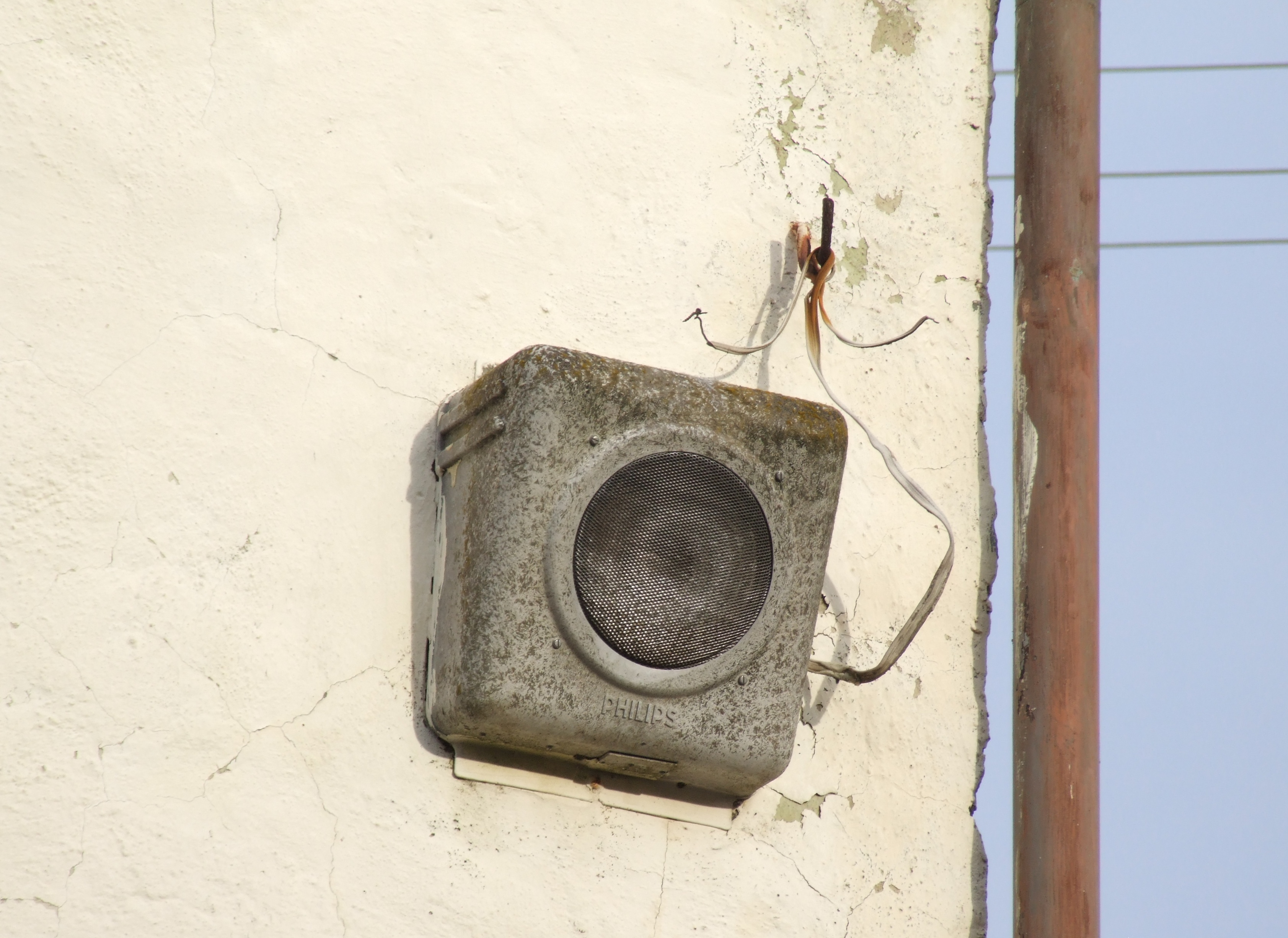
Lautsprecher der Ortsrufanlage in der Neugasse
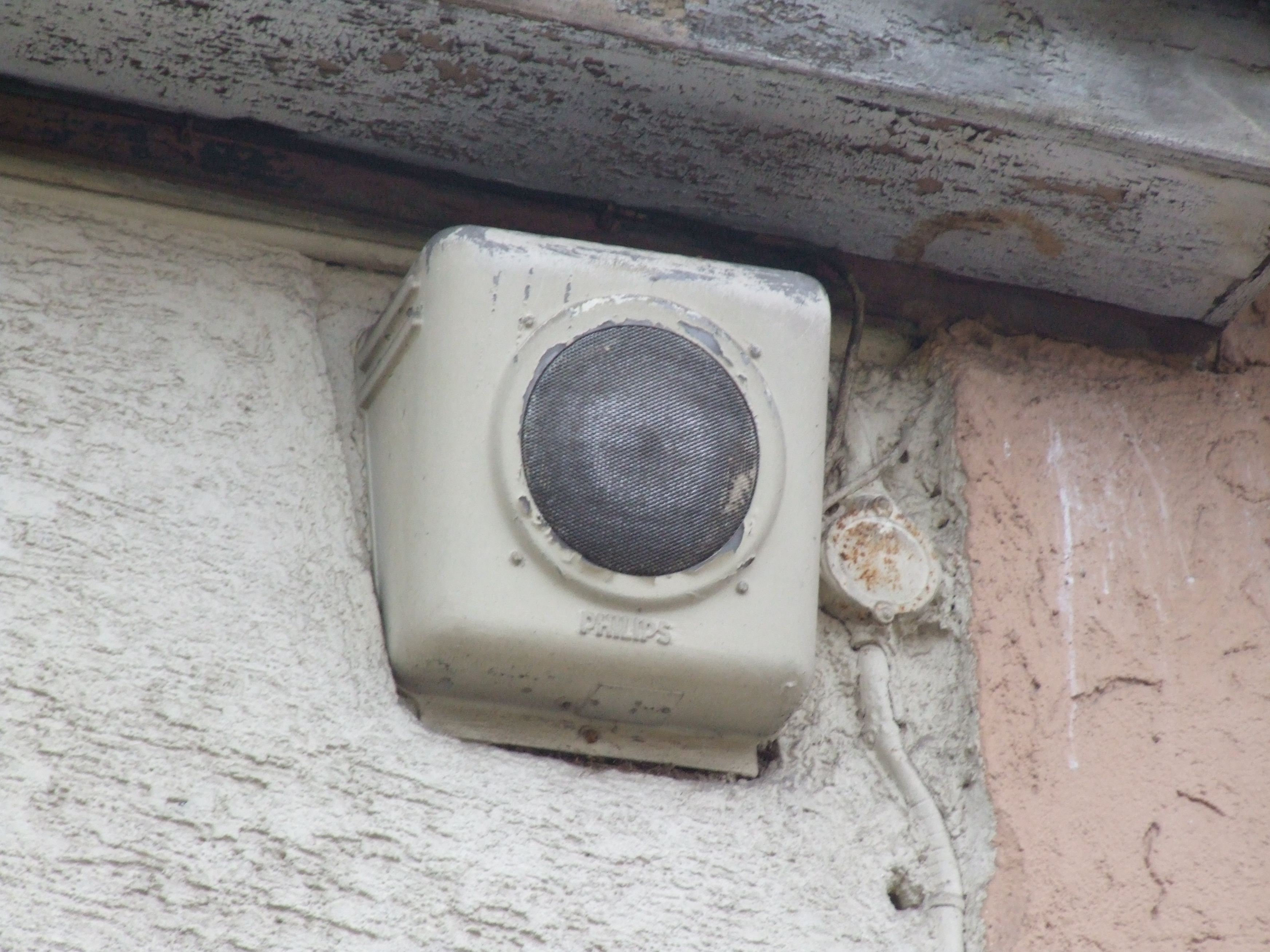
Lautsprecher der Ortsrufanlage in der Oberstraße
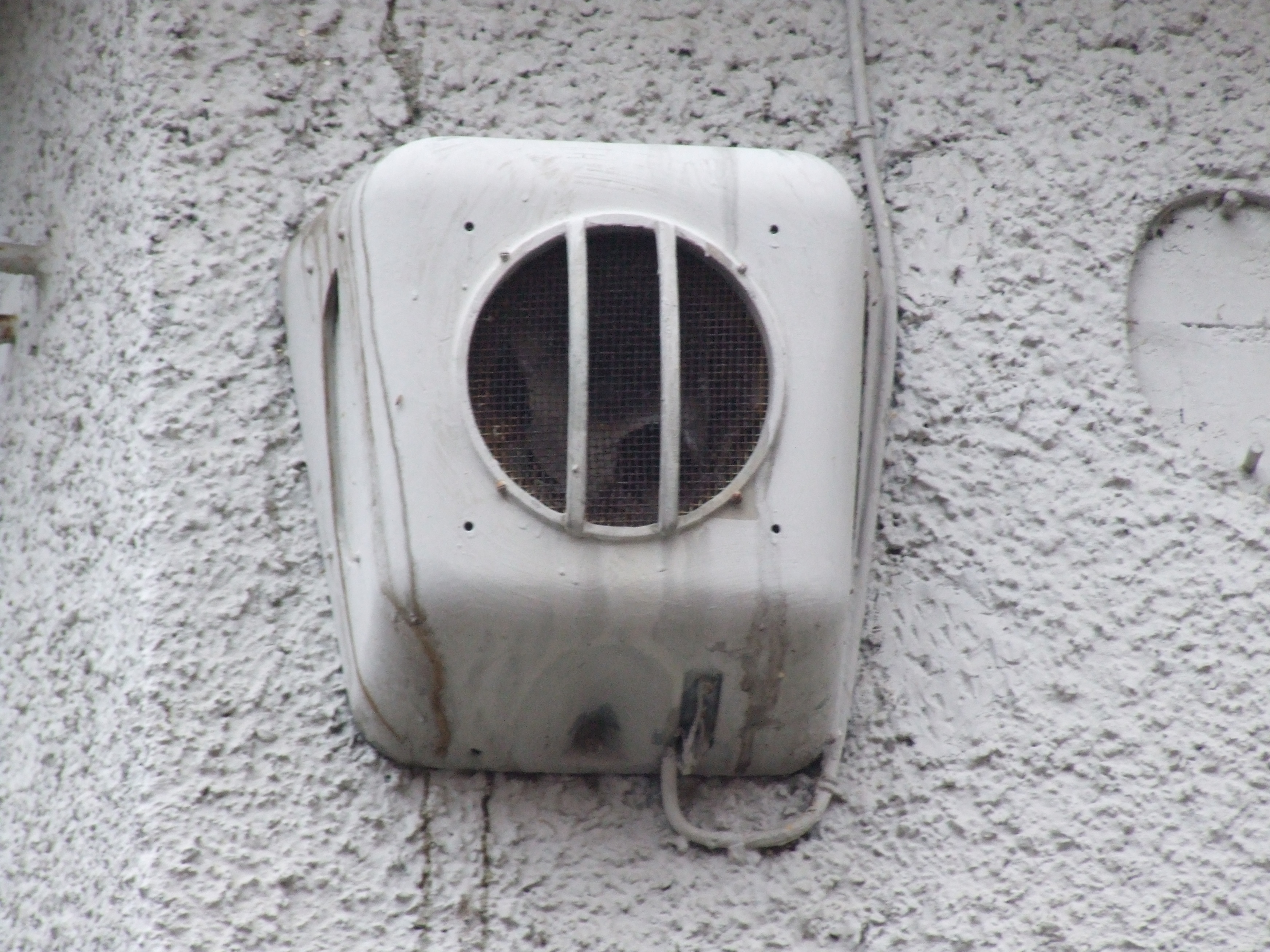
Lautsprecher der Ortsrufanlage in der Brunnengasse
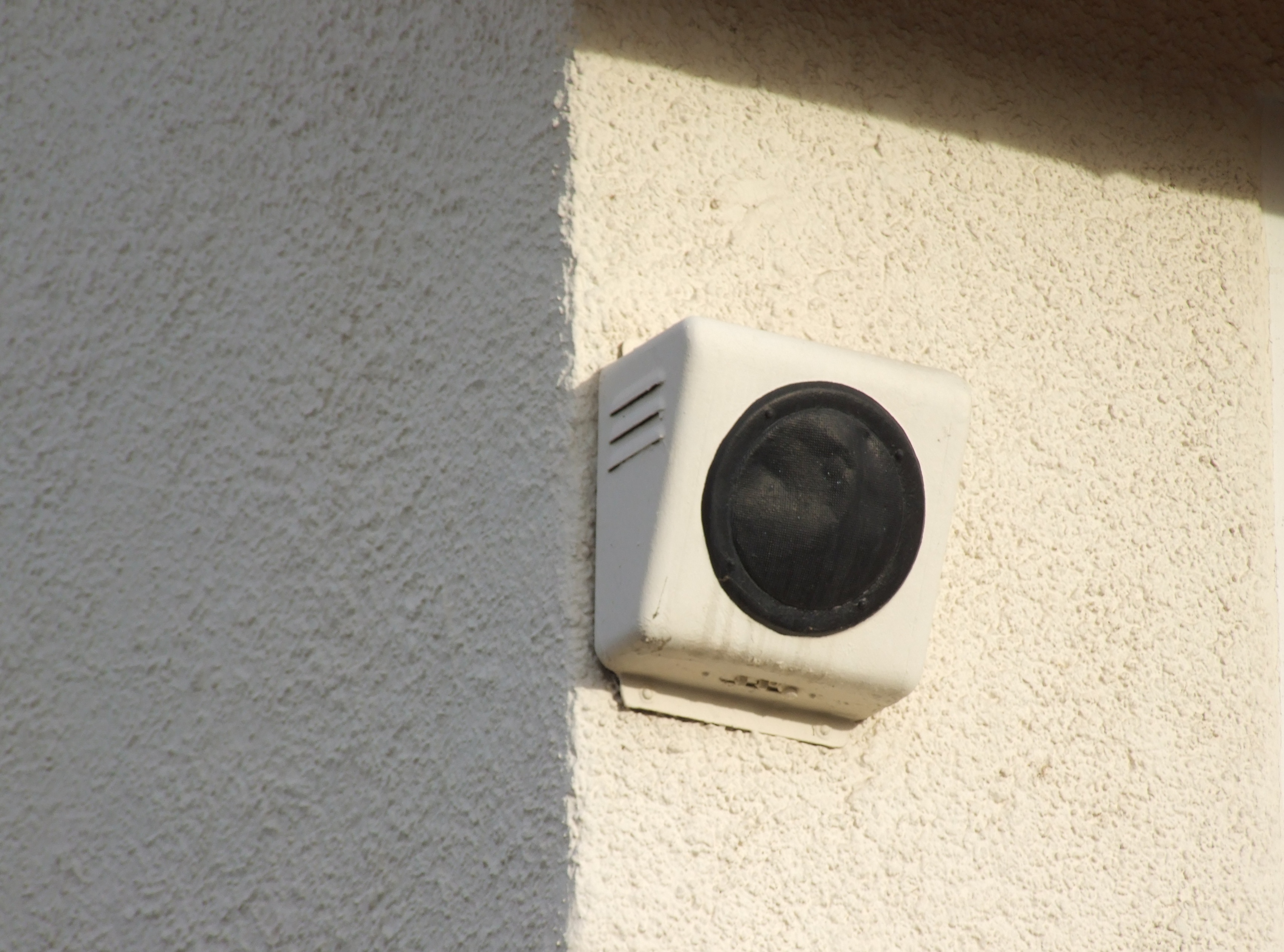
Lautsprecher der Ortsrufanlage in der Schulstraße

Logo der Siedlergemeinschaft Eschelbronn

Im Mai 1957 wurde auf Initiative des Bürgermeisters Philipp Dinkel die Siedlergemeinschaft als Interessengemeinschaft von Eigenheim- und Bauplatzbesitzern des Baugebiets Im Grund gegründet. Sie schloss sich im Juni 1957 dem Deutschen Siedlerbund, Landesverband Baden-Württemberg, an und hatte 30 Jahre später mit 130 Mitgliedern nach Sinsheim und Bad Rappenau die dritthöchste Mitgliederzahl der Kreisgruppe Sinsheim. Ihr Tätigkeitsfeld besteht aus Fachvorträgen, Schulungen und Beratungen zu Haus und Garten, der Bepflanzung und Pflege des Blumenwappens und der Pflege der gemeindeeigenen Obstanlagen.
1959 wurden im Rahmen von Ausbauarbeiten für die wachsende Bevölkerung und den zunehmenden Bedarf an Eigenheimen für Kleinfamilien die Gebiete Lange Äcker und Mühlweg erschlossen. 1962 wurden die Neidensteiner Straße, die Neugasse, die Schloßstraße und die Wiesenstraße, 1966 das Gebiet Lange Äcker/Erpfel mit Trinkwasser versorgt. Da sich die Gemeinde durch die Kosten der Kanalisierung von 1,4 Millionen Mark stark verschuldet hatte, durften in den folgenden Jahren keine weiteren Kredite aufgenommen werden, was die Bautätigkeit zunächst bremste.
1969 wurde durch das Straßenbauamt Mosbach die Landstraße 549 fertig gestellt, wodurch der Ort auf Kosten landwirtschaftlicher Flächen eine Umgehungsstraße und eine Verkehrsanbindung an die Bundesstraße 45 erhielt. Auf Einwirkung des damaligen Eschelbronner Gemeinderats, der eine Kreuzung mit Ampelanlage in der Ortschaft vermeiden wollte, wurde über die Bahnhofstraße eine Brücke gebaut, um die L549 darüber hinweg zu führen. Dabei entstand in Damm, der später auch als Hochwasserschutz genutzt wurde. Die Landstraße entlastete die Gemeinde vom Durchgangsverkehr, da die Hauptverbindung zwischen Schwarzbachtal und Heidelberg, insbesondere für die Schwertransporte aus dem damaligen Zementwerk in Neckarbischofsheim-Obergimpern und dem Schotterwerk in Eschelbronn, fortan nicht mehr über die Bahnhofstraße durch den Ortskern führte. Der damals zuständige Bauingenieur beim Heidelberger Straßenbauamt Julius Hütter bezeichnete den Bau der Landstraße im Jahr 2020 rückblickend als das für Eschelbronn „größte bauliche Ereignis des vergangenen Jahrhunderts“.
1973 kam Eschelbronn mit der Kreisreform Baden-Württemberg vom Landkreis Sinsheim zum Rhein-Neckar-Kreis. Unter Bürgermeister Dieter Janitza wurde im selben Jahr die Sport- und Kulturhalle erbaut. 1974 erschloss die Gemeinde das Neubaugebiet Durstbütten und es gründete sich der Gemeindeverwaltungsverband Elsenztal, um die Selbstständigkeit der Gemeinden zu erhalten. Neben Eschelbronn gehören dem Verband die Gemeinden Lobbach, Mauer, Meckesheim und Spechbach aus vorher verschiedenen Landkreisen an. 1976 wurde die Industriestraße für weitere Gewerbebetriebe erstmals verlängert und 1988 bis zum Wald ausgebaut. 1977 entstand das Gebiet Oppenloch/Gührn im Südosten, gefolgt von Lange Äcker/Schleifigrain im Jahr 1980. 1988 wurde das Baugebiet Seerain erschlossen. 1991 wurden finanzielle Unregelmäßigkeiten bei einem kommunalen Bauprojekt bekannt, was zum Rücktritt des Bürgermeisters Dieter Janitza führte. Sein Nachfolger Jürgen Gredel trat nach einer Amtsperiode nicht wieder an. Für die Wahl am 9. Mai 1999 ließ sich Janitza erneut aufstellen, verlor jedoch gegen den in der Verwaltung der Stadt Blumberg tätigen Florian Baldauf aus Lauterbach, der im zweiten Wahlgang mit knapp 59 Prozent der Stimmen gewann. Baldauf wurde 2007 mit fast 90 Prozent der Stimmen wiedergewählt. Janitza erhielt bei der Kommunalwahl im gleichen Jahr mit der damals neu gegründeten „Eschelbronner Liste“ einen Sitz im Gemeinderat.
In den 2000er-Jahren wurde die Gemarkung In den Kirchwiesen Siedlungsgebiet, die Sanierung des Marktplatzes durchgeführt und die Gemeinde an die S-Bahn angeschlossen. Im März 2013 erklärte sich das Land Baden-Württemberg bereit, im Rahmen des Förderprogramms zur Entwicklung des Ländlichen Raums (Landesentwicklungsprogramm) mit 140.000 Euro folgende Projekte zu unterstützen: den Kauf und Abriss der Gewerbebrache am Marktplatz, die Sanierung der Pausenhalle der alten Schule und die Modernisierung und den Dachausbau eines Wohnhauses im historischen Ortskern.
Auf Gemeinderatsbeschluss wurde die Straßenbeleuchtung im März 2014 auf Leuchtdioden umgestellt. Dabei wurden in 136 Laternen die vorherigen Quecksilberdampflampen ausgetauscht. Die Kosten betrugen 98.744,53 Euro und wurden mit 20 Prozent vom Bundesministerium für Umwelt, Naturschutz und Reaktorsicherheit gefördert. Mit der Umstellung wurde eine Energieeinsparung von 81 Prozent erwartet.
Im August 2014 wurde Eschelbronn Schauplatz eines Kriminalfalls. Ein 59-jähriger Einwohner erschlug seine 58-jährige Frau und seine 93-jährige Mutter mit einem Hammer und tötete sich anschließend mit einem Sprung von einer Brücke bei Sinsheim.

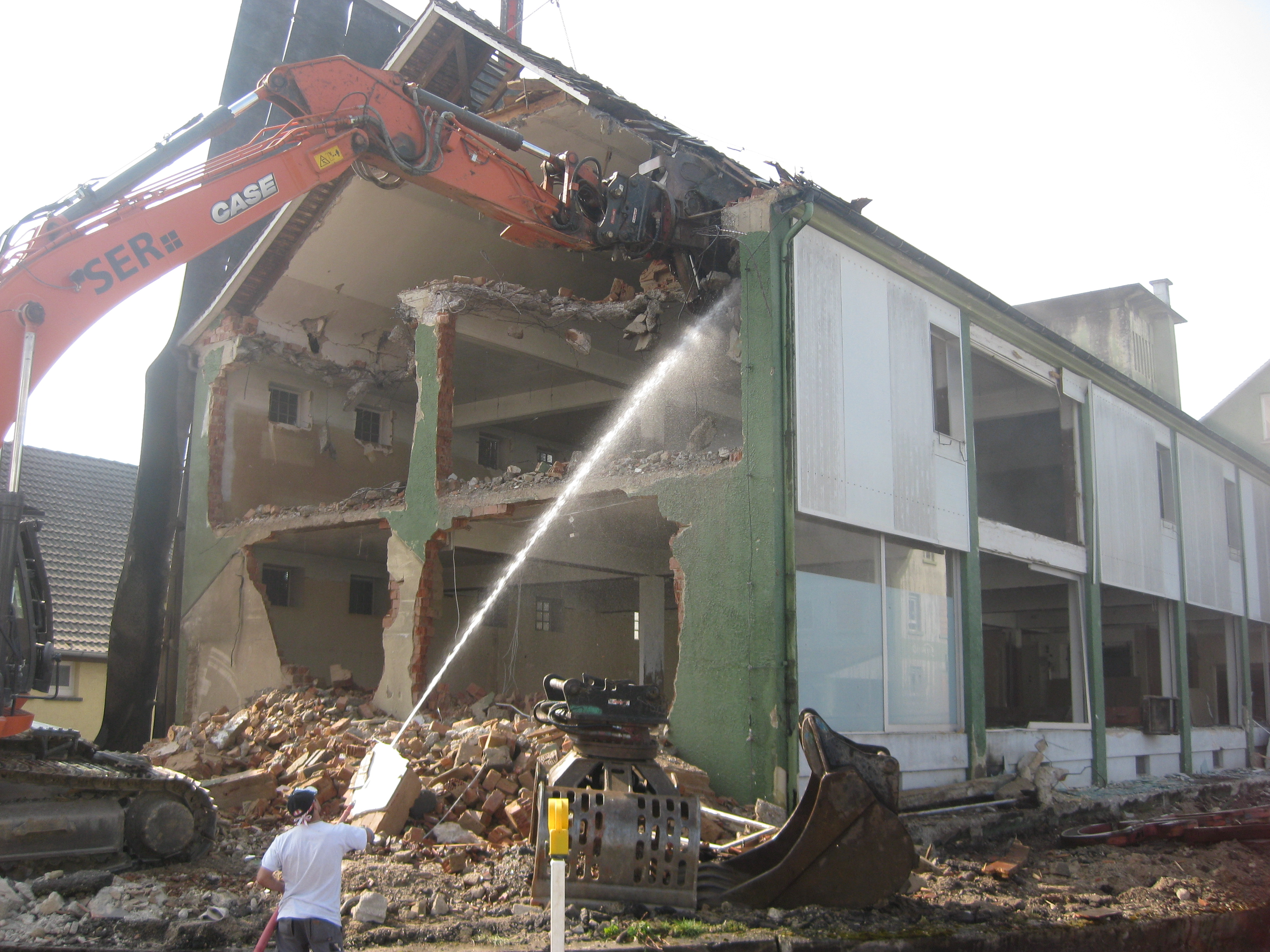
Abriss des Möbelhauses am Marktplatz 2014

Bürgermeister Baldauf gab 2014 bekannt, nach der zweiten Amtsperiode nicht nochmals zu kandidieren. Die Wahl zur Nachfolge am 19. April 2015 gewann Marco Siesing (CDU) mit 68,7 Prozent der Stimmen. Siesing wurde am 19. März 2023 mit 94,4 Prozent der Stimmen für eine zweite Amtszeit wiedergewählt.
Ein kontrovers diskutierter Bau einer überdachten Bushaltestelle mit Grünanlage auf dem ehemaligen Streib-Areal wurde vom Gemeinderat abgelehnt, woraufhin Bürgerinnen und Bürger der Gemeinde einen Anwohnerantrag einreichten, der jedoch, nachdem ein Formfehler im ersten Anlauf vorgelegen hatte, auch im zweiten Anlauf scheiterte. Auf einem Teil der Fläche wurde eine Zahnarztpraxis gebaut, für einen anderen Teil entstanden Pläne für den Bau eines Dorfplatzes.

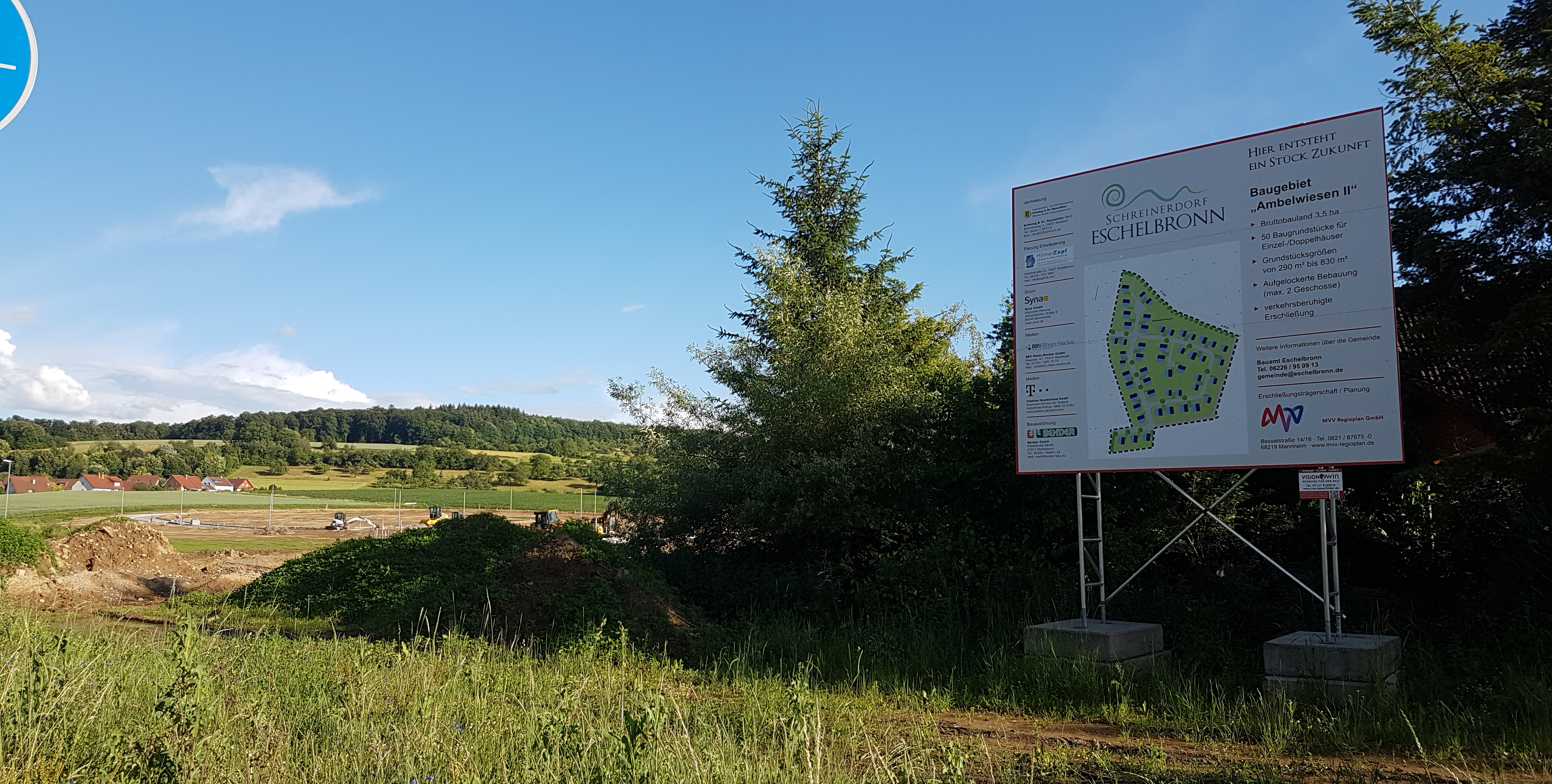
Neubaugebiet Ambelwiesen II mit Informationstafel

Am 1. März 2016 wurde zwischen der Gemeinde und dem Mannheimer Energieunternehmen MVV Regioplan als Träger ein Vertrag zur Erschließung des 3,4 Hektar großen Gebiets Ambelwiesen II am östlichen Rand der Gemeinde unterzeichnet. Außerdem zur Erschließung geprüft, wurde zuvor das Gebiet Lange Äcker II. Mit der Erschließung des Gebiets Lange Äcker II wurde mit einem symbolischen Spatenstich am 23. Mai 2019 begonnen. Dort sollen 53 Baugrundstücke geschaffen werden. Im Juni 2019 wurden bei der Verlegung von Wasserkanälen archäologische Funde gemacht und durch einen ehrenamtlich Beauftragten der archäologischen Denkmalpflege des Regierungspräsidiums Stuttgart untersucht. Im September des gleichen Jahres wurde mit Baggerarbeiten eine qualitative und quantitativen Einordnung der Fundstätte vorgenommen. Bei der Freilegung kamen Hinweise auf Pfostengruben, Pfostengebäude und Zaunreihen zum Vorschein sowie Strukturen, die der römischen Kaiserzeit zugeordnet wurden. Zudem wurden auf die Hallstattzeit datierte Keramikscherben gefunden und Teile eines Pferdeskelettes aus dem 18./19. Jahrhundert ausgegraben. Mehrere Funde aus der Frühalamannenzeit belegen eine nachrömische Ansiedlung in der Umgebung. Ein ebenfalls zum Vorschein gekommener Brunnen und ein Kalkbrennofen aus dem 2./3. Jahrhundert nach Christus stammen. Für die Untersuchung der umliegenden Bereich der Fundstelle von Brunnen und Kalkbrennofen beauftragte die Gemeinde eine Ausgrabungsfirma, die von Ende Oktober bis Ende November 2019 weitere Ausgrabungen vornahm und dokumentierte. Die Kosten der Ausgrabungen wurden nach dem Verursacherprinzip den Grundstückerwerbenden zugeteilt.

### COVID-19-Pandemie

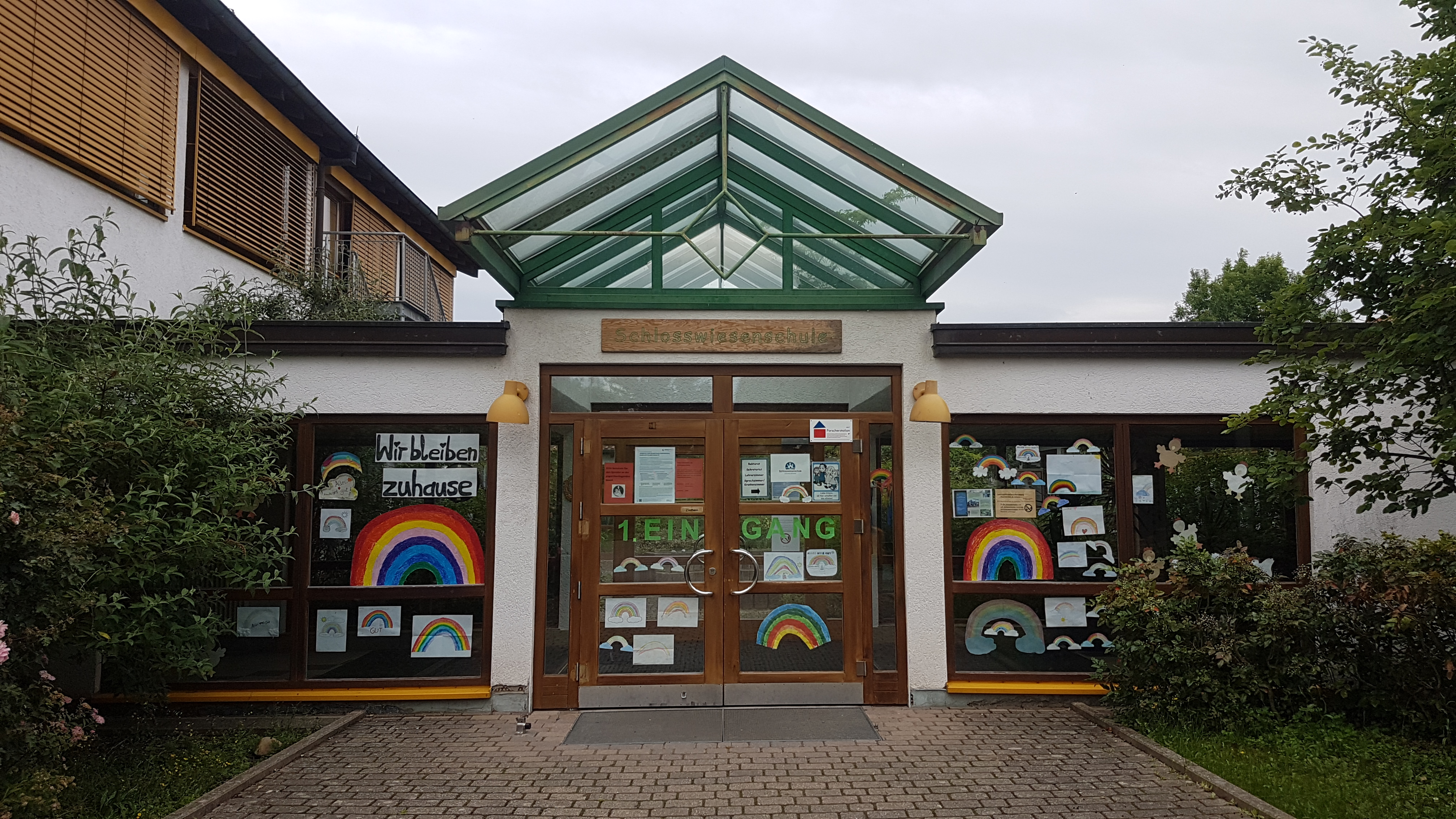
Die geschlossene Schlosswiesenschule während der Pandemie mit Zeichnungen gegen Corona.

Während der COVID-19-Pandemie in Baden-Württemberg im Jahr 2020 wurde ein interner Krisenstab (Verwaltungsstab) gegründet. Gemeindliche Veranstaltungen wie der Sommertagsumzug und die Jahreshauptversammlung der Freiwilligen Feuerwehr abgesagt. Das Rathaus und die weiteren gemeindlichen Dienststellen wurden am 16. März geschlossen und die Gemeinderatssitzungen am 17. März mit erhöhtem Sicherheitsabstand ins Feuerwehrhaus verlegt. Bürgermeister Marco Siesing (CDU) und ein Netzwerk von Ehrenamtlichen in Eschelbronn riefen zur Nachbarschaftshilfe auf. Am 20. März wurde ein bestätigter Krankheitsfall bekannt gegeben. Der Mann war einige Tage zuvor aus einem Risikogebiet eingereist und hatte sich anschließend in freiwillige Quarantäne begeben. Ab 4. Mai wurde das Rathaus wieder schrittweise für den Besuchsverkehr geöffnet.
Ende November brach die Krankheit in dem Eschelbronner Altenheim aus. Am 30. November 2020 meldete das Gesundheitsamt des Rhein-Neckar-Kreises 21 positiv getestete Menschen mit Wohnsitz in Eschelbronn und am darauffolgenden Tag 15 weitere. In dem Altenheim wurden inklusive der Tagesstättenbesucher 49 Menschen positiv getestet und das Heim daraufhin unter Quarantäne gestellt.

## Bevölkerung
In Eschelbronn ist ein kurpfälzischer Dialekt verbreitet. Die Einwohner bezeichnen sich selbst scherzhaft als „Holzwürmer“, was auf das im Ort traditionell ausgeübte Schreinerhandwerk zurückzuführen ist. Ebenfalls existiert der Ortsneckname „Stegstrecker“, mit der die Bewohner spöttisch bezeichnet werden. Er basiert auf einer Erzählung, nach der Eschelbronner Handwerker im Jahr 1703 einen zu kurz geratenen Steg als Brücke über den Schwarzbach zunächst im Wasser eingeweicht und anschließend durch beidseitiges Ziehen mit einem Ochsen- oder Pferdegespann zu verlängern versucht hätten. Tatsächlich war die Brücke vermutlich bei der Montage in den Fluss gefallen und anschließend von dem Gespann herausgezogen worden.
1977 wurde in Eschelbronn ein Landfrauenverein gegründet.

### Einwohnerentwicklung
1672 wurden in Eschelbronn 73 Einwohner gezählt. 1805 hatte „Eschelbrunn“ 490 Einwohner. Bis 1850 erhöhte sich die Anzahl trotz der Auswanderungsbewegung im 19. Jahrhundert auf 870 und stieg mit den verbesserten Verkehrsverbindungen nach Fertigstellung der Badischen Odenwaldbahn erneut von 871 Einwohnern im Jahr 1852 und 1024 im Jahr 1873 auf 1069 im Jahr 1900. Im Ersten Weltkrieg fielen mindestens 53 Eschelbronner. Im Zweiten Weltkrieg fielen 75 und 34 werden vermisst. Bei der Volkszählung im Jahr 1920 wurden 1134 und im Jahr 1939 1200 Einwohner festgestellt. Nach dem Zweiten Weltkrieg wuchs die Bevölkerungszahl im Jahr 1946 durch Kriegsflüchtlinge auf 2017, davon waren 376 Sudetendeutsche, 90 Ungarndeutsche, 44 Oberschlesier und sieben Rumäniendeutsche. Die Anzahl der Einwohner sank bis 1956 wieder auf 1925. Im Jahr 2011 lebten 2515 Menschen in Eschelbronn, der Ausländeranteil betrug 8,7 Prozent.

### Religion

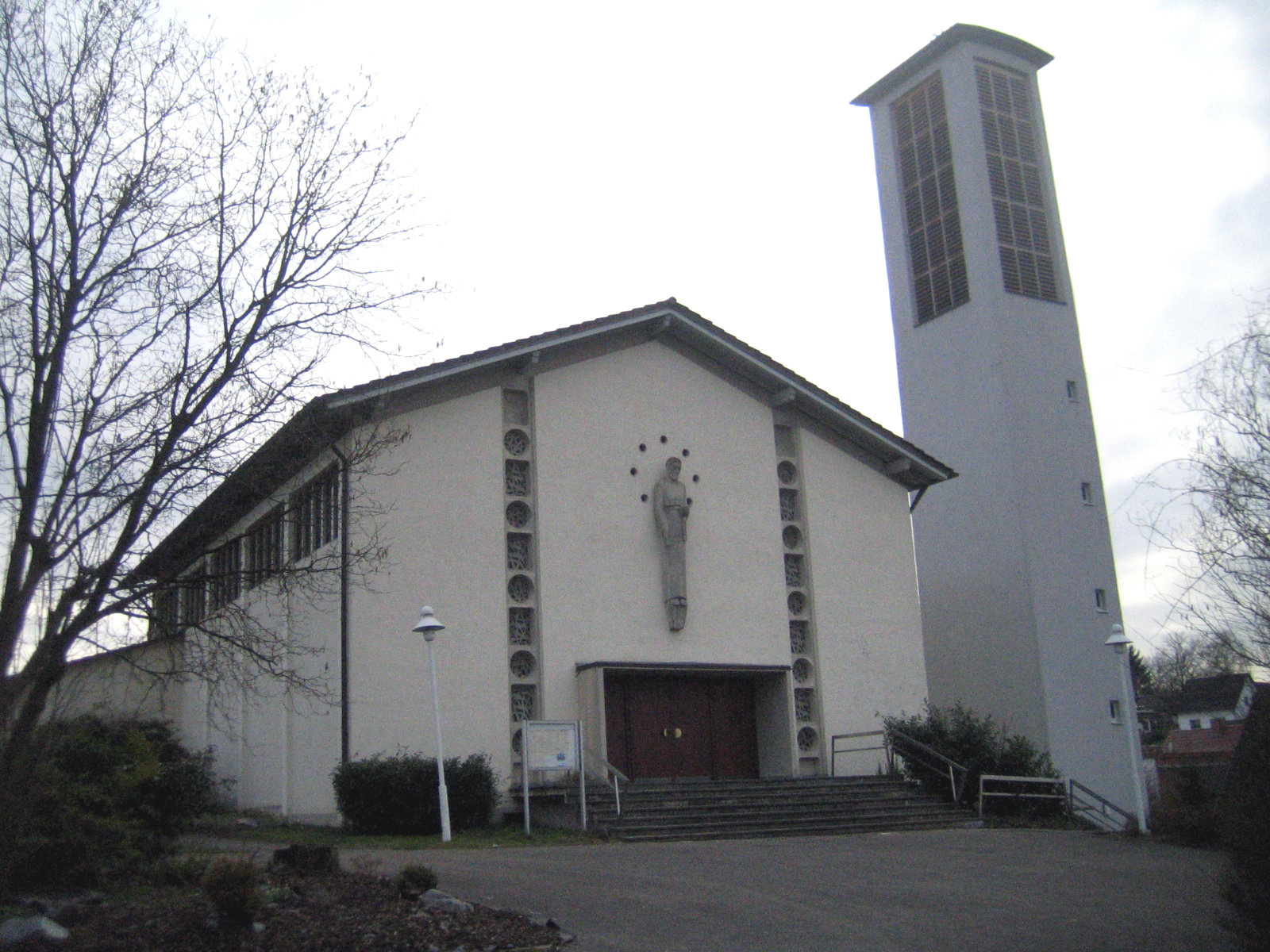
St. Josef

Die Bevölkerung ist überwiegend protestantisch. Neben der evangelischen Kirchengemeinde gibt es eine der Seelsorgeeinheit Waibstadt zugehörige römisch-katholische und eine mit Epfenbach gemeinsam geführte neuapostolische Gemeinde.
| Konfessionelle Bevölkerungsstatistik 1925–1985 |              |            |          |
| Jahr                                           | Protestanten | Katholiken | Sonstige |
| 1925                                           | 1039         | 17         | 79       |
| 1933                                           | 1147         | 16         | 54       |
| 1946                                           | 1280         | 674        | 63       |
| 1985                                           | 1380         | 712        | 183      |

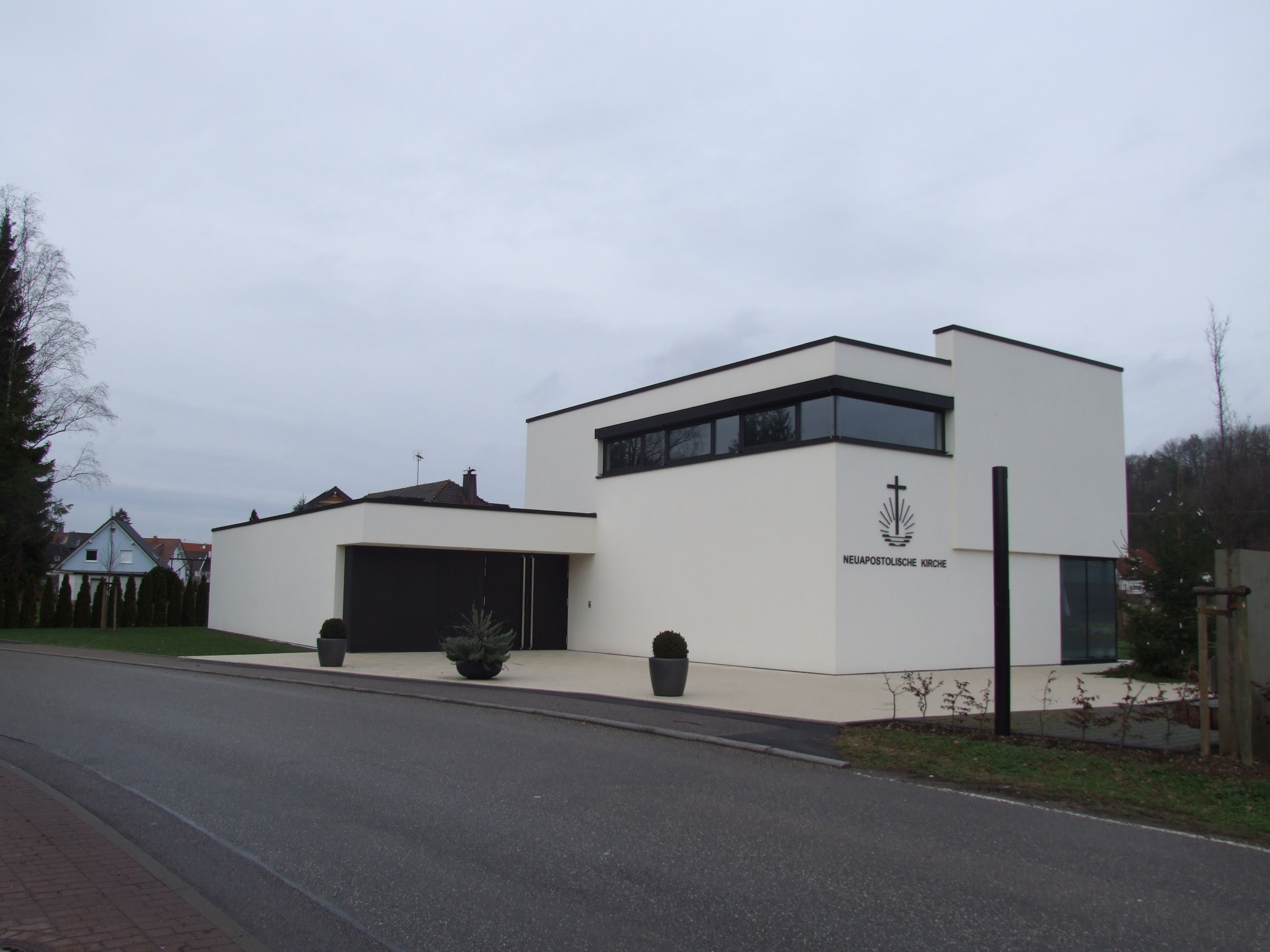
Neuapostolische Kirche

Unter den Römern war das Christentum in der Region verbreitet, verschwand jedoch großteils mit dem Vordringen germanischer Stämme.
Eine Pfarrei existierte in Eschelbronn in Abhängigkeit von Waibstadt spätestens ab dem 14. Jahrhundert. Im Gewann Kirchwiesen befand sich laut einer Ersterwähnung im Jahr 1496 die Holzkirche St. Margareta. Das Kirchenpatronat war hohenlohisches Lehen. 1358 wurde es von den Zwingenbergern an den Propst von Wimpfen Peter von Mauer verkauft, der es wiederum an die Landschad veräußerte. Nach deren Aussterben ging es vermutlich an die Herren von Venningen über.
1526 folgte die gesamte Bevölkerung dem Ortsherrn Joachim von Seckendorff und wurde lutherisch. Seitdem ist der Ort überwiegend evangelisch. 1699 richtete Kurfürst Johann Wilhelm eine katholische Pfarrei für die Orte Daisbach, Eschelbronn, Gauangelloch, Maisbach, Mauer, Meckesheim, Ochsenbach, Schatthausen, Spechbach, Ursenbacherhof, Waldwimmersbach und Zuzenhausen ein, deren Sitz sich 1669 bis 1707 in Spechbach befand. Später gehörte die katholische Kirchengemeinde über 200 Jahre lang zur Pfarrei Zuzenhausen und ging 1937, als in Eschelbronn 16 Katholiken gezählt wurden, an die Pfarrgemeinde Waibstadt. Am 1. April 1938 wurde die gesetzliche Ortskirchensteuer eingeführt. Mit der Ansiedlung mehrerer Flüchtlinge des Zweiten Weltkriegs stieg die Zahl der Katholiken 1946 sprunghaft auf 674. Katholische Messen fanden 1946 bis 1958 in der evangelischen Kirche statt. Mit der am 18. August 1856 gegründeten „Kinderbewahranstalt“ und nach Auflösung des Kleinkinderschulvereins im Jahr 1948, der die Kinderschule ab 1900 verwaltet hatte, übernahm die evangelische Kirchengemeinde die Kleinkinderbetreuung. Am 19. Mai 1957 begann der Bau der katholischen St.-Josef-Kirche. Das Gebäude wurde am 31. August 1958 geweiht. Der evangelische und der katholische Kirchen- und Pfarrgemeinderat gründeten 1978 einen Krankenpflegeverein mit etwa 400 Mitgliedern, eine Grundlage für die spätere Kirchliche Sozialstation Elsenztal.
Für die am 1. Januar 1910 gegründete neuapostolische Kirchengemeinde wurde 1960 ein Kirchengebäude erbaut, das Anfang der 2010er-Jahre durch einen Neubau ersetzt wurde. 2017 fusionierte die neuapostolische Gemeinde mit der in Epfenbach, mit dem Kirchengebäude in Eschelbronn als gemeinsame Begegnungsstätte. Am 26. Februar 2017 fand dort erstmals der Gottesdienst für Gläubige aus den beiden Gemeinden statt.
Bisherige Pfarrer der evangelischen Kirchengemeinde:
| - um 1593–1598: Johannes Meyer - ab 1613: Georg Liebler - 1667–1675: Johann Gottlieb Widmann - 28. Februar 1692–1695: Antonius Jacobus Henckel - 1696–1708: Josua Harrsch - Heinrich Wilhelm Bätgenius | - um 1747 bis 7. Mai 1774: Christian Friedrich Glock - 1774–1803: Karl Wilhelm Glock - 19. November 1803 bis 16. Juni 1849: Gottlieb Karl Theophil Frank - ab um 1849–1862: Wilhelm Frank - Spengler - 1884–1. Oktober 1905: Richard Schmidt | - 1914–1917: Leopold Cordier - Heinrich Vollhardt - ab 1. September 1980: Lemmer - ab 1989: Klaus Böttcher - ab Dezember 2000: Hans-Joachim Goos - seit Juli 2007: Gerhard Eckert |

Standesbücher der evangelischen Gemeinde Eschelbronn:

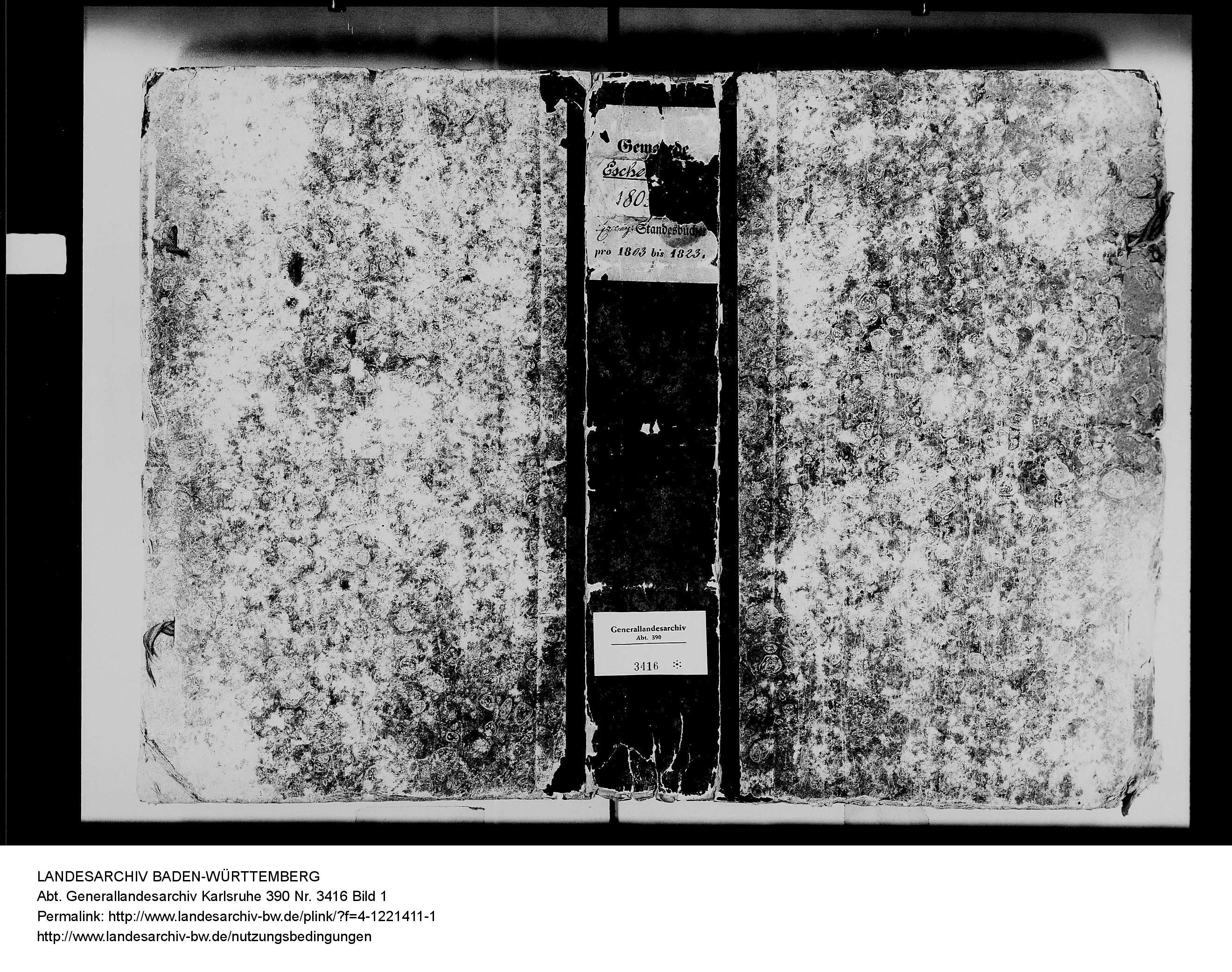
Standesbuch 1803–1823
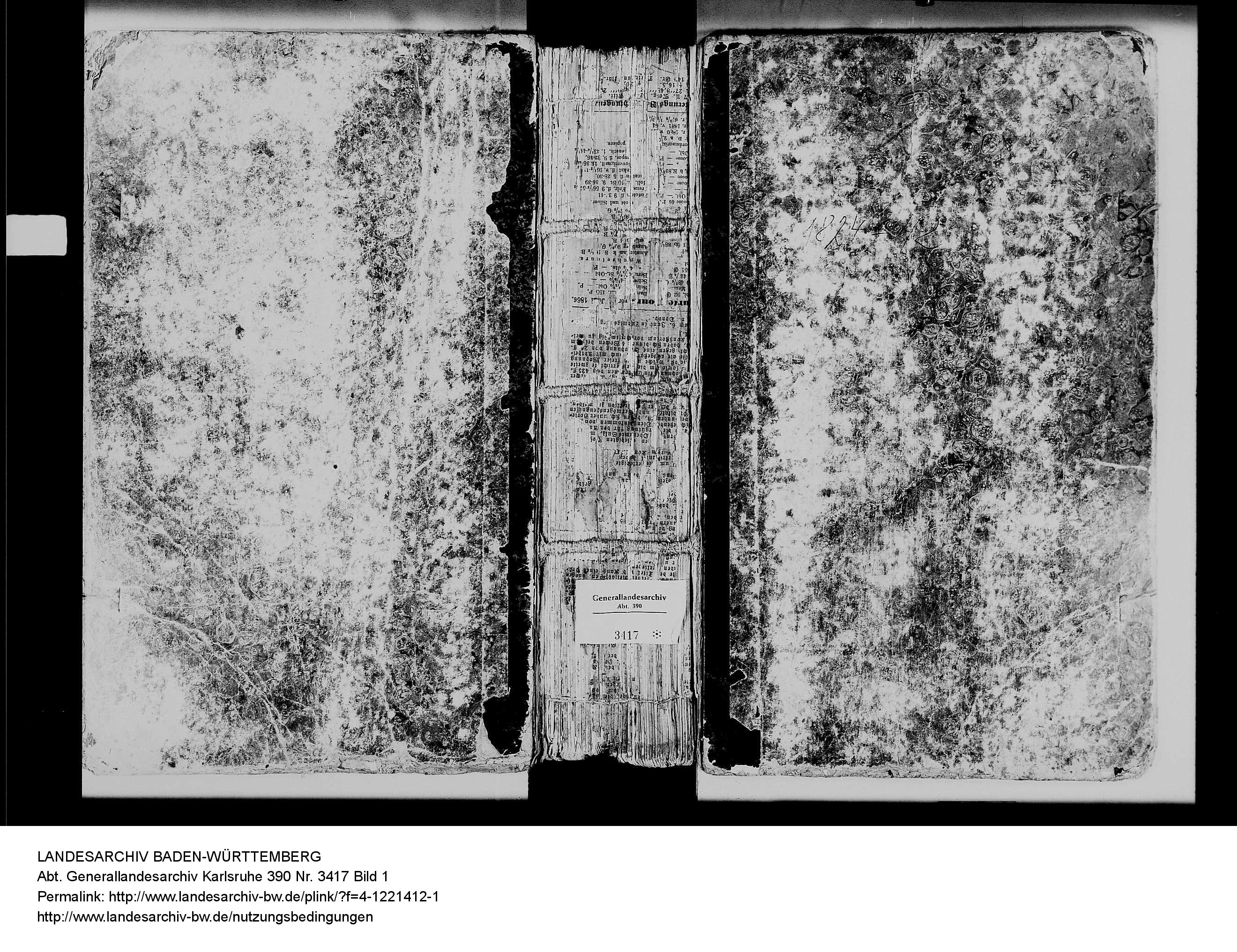
Standesbuch 1824–1842
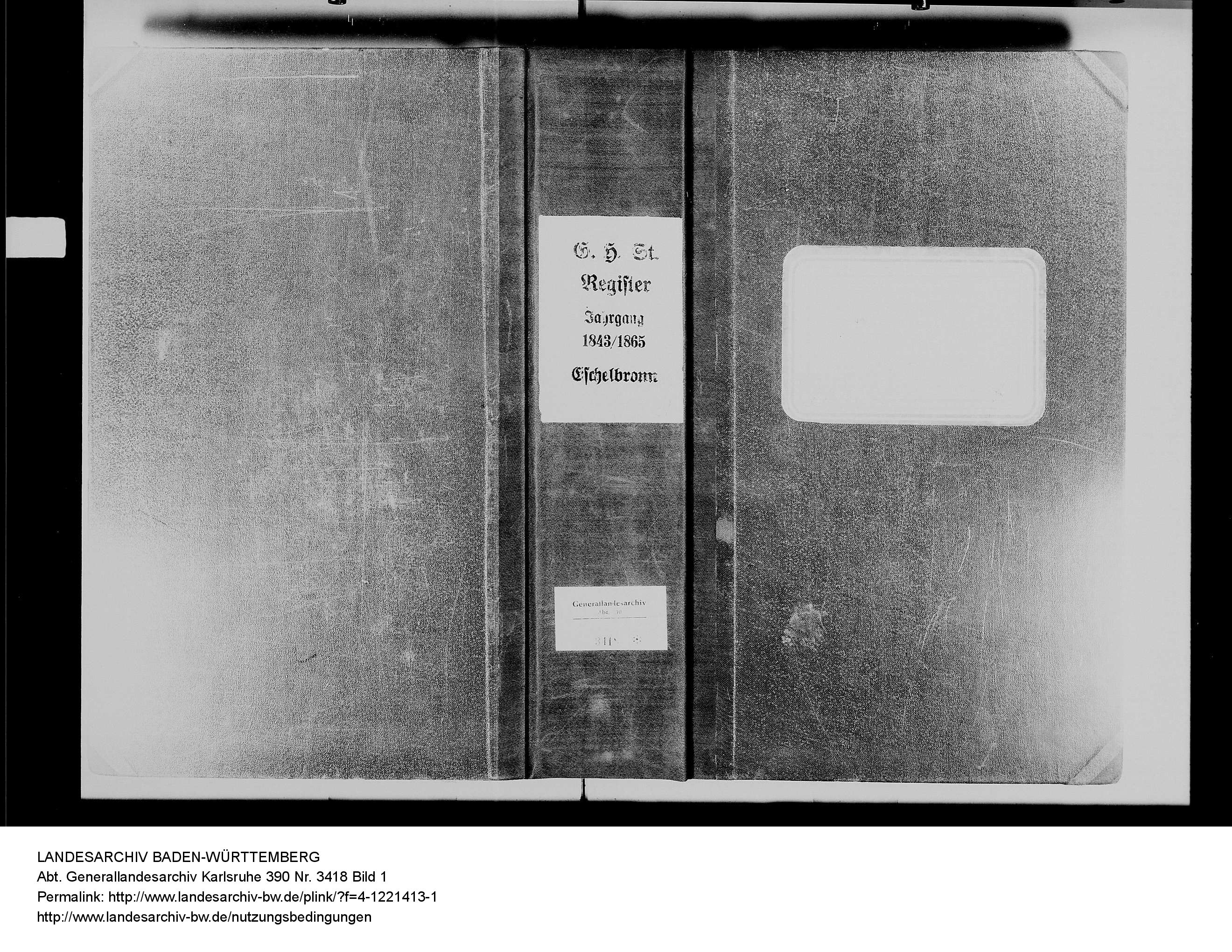
Standesbuch 1843–1865
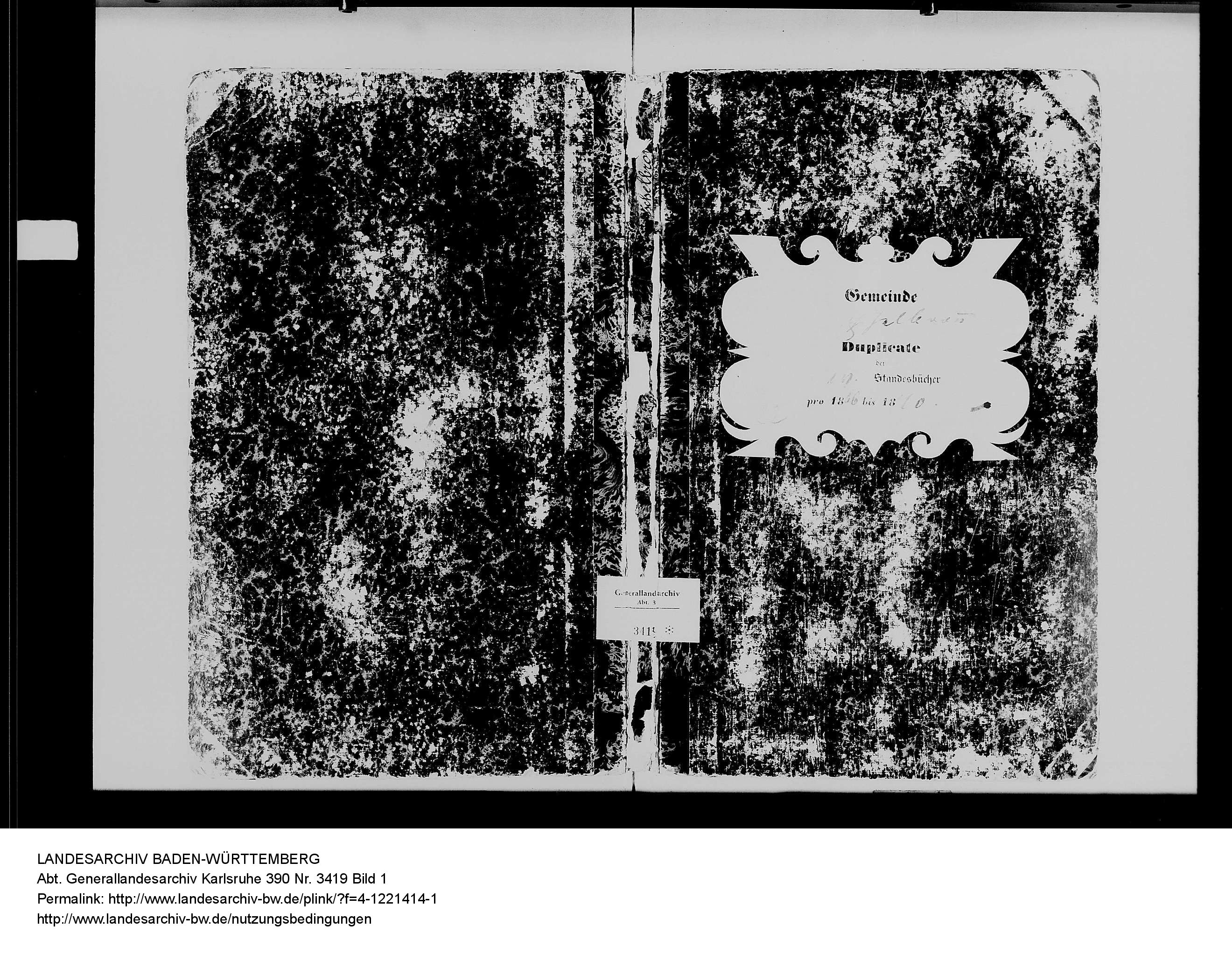
Standesbuch 1866–1870
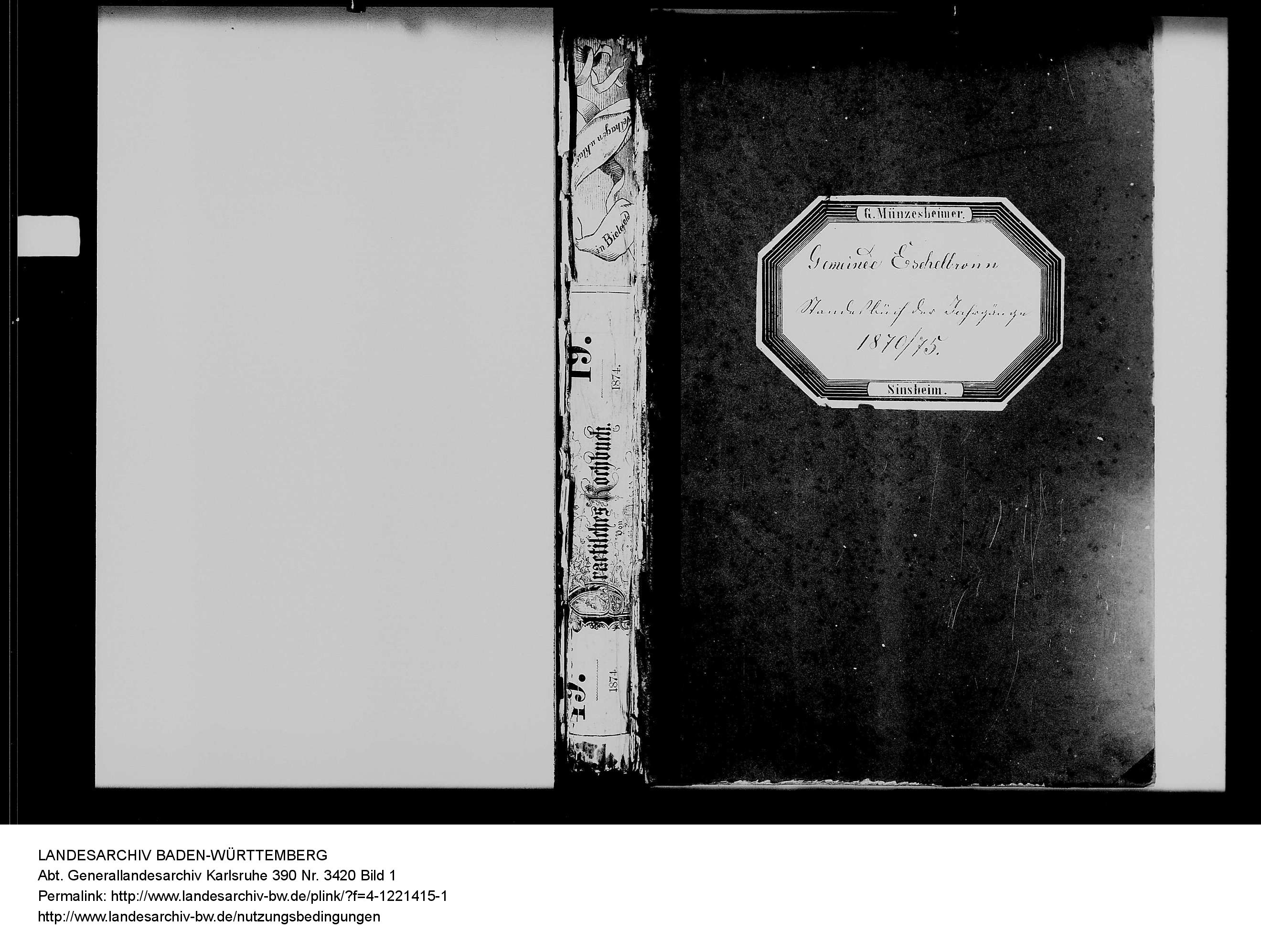
Standesbuch 1870–1875

## Politik
Eschelbronn gehört zum Bundestagswahlkreis Rhein-Neckar. Die Freie Wählervereinigung ist Mitglied im Landesverband Freie Wählervereinigung Baden-Württemberg. Seit den 1940er-Jahren besteht in Eschelbronn ein SPD-Ortsverein und seit dem 28. August 1981 ein CDU-Gemeindeverband. Die VdK-Ortsgruppe ist seit 1946 aktiv. Sie zählte bei Gründung 120 und Ende der 1980er-Jahre 55 Mitglieder. Seit dem 18. Mai 1954 besteht ein Ortsausschuss des Deutschen Gewerkschaftsbunds.
An der Volksabstimmung zu Stuttgart 21 am 27. November 2011 beteiligten sich 719 der 1898 Wahlberechtigten, was einer Wahlbeteiligung von 37,88 Prozent entspricht (Urnenwahl: 610, Briefwahl: 118). 297 Wählerinnen und Wähler (41,31 Prozent) stimmten dabei mit „ja“, 420 (58,41 Prozent) mit „nein“. Zwei der abgegebenen Stimmen (0,28 Prozent) waren ungültig. Damit sprach sich eine Mehrheit gegen das Kündigungsgesetz zu Stuttgart 21 aus.
Bei der Europawahl 2019 erhielt die CDU in Eschelbronn 28,1 Prozent (−6,4), Bündnis 90/Die Grünen 18,3 Prozent (+9,5), die AfD 15,1 Prozent (−0,4), die SPD 13,9 Prozent (−8,8), die FDP 6,6 Prozent (+4,2), die Linke 3,7 Prozent (−0,5) und die Freien Wähler 3,7 Prozent (+1,1). Die Wahlbeteiligung lag bei 65 Prozent und damit um 7,9 Prozent höher als bei der vorherigen Europawahl im Jahr 2014.

### Gemeinderat
Der Gemeinderat hat 12 ehrenamtliche Mitglieder, die für fünf Jahre gewählt werden. Hinzu kommt der Bürgermeister als stimmberechtigter Gemeinderatsvorsitzender.
Die Kommunalwahl 2024 führte zu folgendem Ergebnis (in Klammern: Unterschied zu 2019):
| Gemeinderat 2024                | Gemeinderat 2024 | Gemeinderat 2024 | Gemeinderat 2024 | Gemeinderat 2024 |
| Partei / Liste                  | Stimmenanteil    | Sitze            |                  |                  |
| ------------------------------- | ---------------- | ---------------- | ---------------- | ---------------- |
| Eschelbronner Liste (EL)        | 47,5 % (+4,9)    | 6 (+1)           |                  |                  |
| Freie Wähler                    | 26,8 % (+2,4)    | 3 (±0)           |                  |                  |
| Unabhängige Bürger (UB)         | 25,7 % (−7,3)    | 3 (−1)           |                  |                  |
| Wahlbeteiligung: 67,5 % (+13,2) |                  |                  |                  |                  |

### Haushalt und Finanzen
Im Jahr 2011 betrugen die Ausgaben der Gemeinde 3.565.000 Euro. Demgegenüber standen Einnahmen in Höhe von 3.543.000 Euro. Die Gesamtverschuldung belief sich im Jahr 2014 auf 2.316.000 Euro, was einer Pro-Kopf-Verschuldung von 895 Euro entsprach. In den folgenden Jahren konnten Schulden von knapp einer Million Euro abgebaut werden. Im April 2019 beschloss der Gemeinderat erstmals einen Haushalt nach dem neuen kommunalen Haushalts- und Rechnungswesen. Verabschiedet wurde ein Gesamthaushalt von 7,9 Millionen Euro, der bis zum Jahr 2022 auf 9,4 Millionen Euro ansteigen solle. Vorgesehen wurde, die Schulden der Gemeinde bis Ende 2019 auf 1,7 Millionen Euro zu reduzieren. Dies würde einer Pro-Kopf-Verschuldung von 628 Euro entsprechen und damit dem Landesdurchschnitt entsprechen.

### Bürgermeister und Schultheißen
Bisherige Schultheißen und Bürgermeister:
| - 1564: Endriß Weber - 1595: Endriß Leibfriedt - 1634: Endriß Leibfriedt (vermutlich der Sohn des Vorherigen) - 1646: Conrad Leibfried - 1682: Andreas Wetzel - 1717: Christian Hofrichter - 1738: Joh. Fr. Wolf - Scholl - 1751: Johann Michael Maurer - 1752: Andreas Heilmann († 1755) - 1756: Johann Michel Maurer - 1765–1774: Johann Georg Doll - 1774–1789: Conrad Braun | - 1790–1801: Johannes Grab - 1801–1802: Balthasar Doll (Sohn von Johann Georg Doll) - 1802–1808: Georg Reichert - 1809–1815: Martin Hahn - 1815–1834: Johann Daniel Streib (wurde als „Vogt“ bezeichnet) - 1834–1836: Laule - 1836–1838: Reichert - 1838–1848: Peter Grab - 1848–1876: Christoph Doll - 1877–1888: Georg Michael Dinkel - 1889–1913: Johann Georg Braun - 1914–1930: Johann Adam Dinkel | - 1931–1945: Georg Braun - 1945: Georg Armleder - 1945: Adam Windisch - 1945–1948: Paul Schoch - 1948–1954: Karl Ferch (SPD) - 1. März 1954–30. Juni 1970: Philipp Dinkel - 1. August 1970–15. September 1991: Dieter Janitza - 1. November 1991–31. März 1999: Jürgen Gredel - 17. Juni 1999–2015: Florian Baldauf - 9. Juli 2015–31. August 2024: Marco Siesing (CDU) - seit 2024: Matthäus Bürkle (CDU) |

### Siegel, Wappen und Flagge

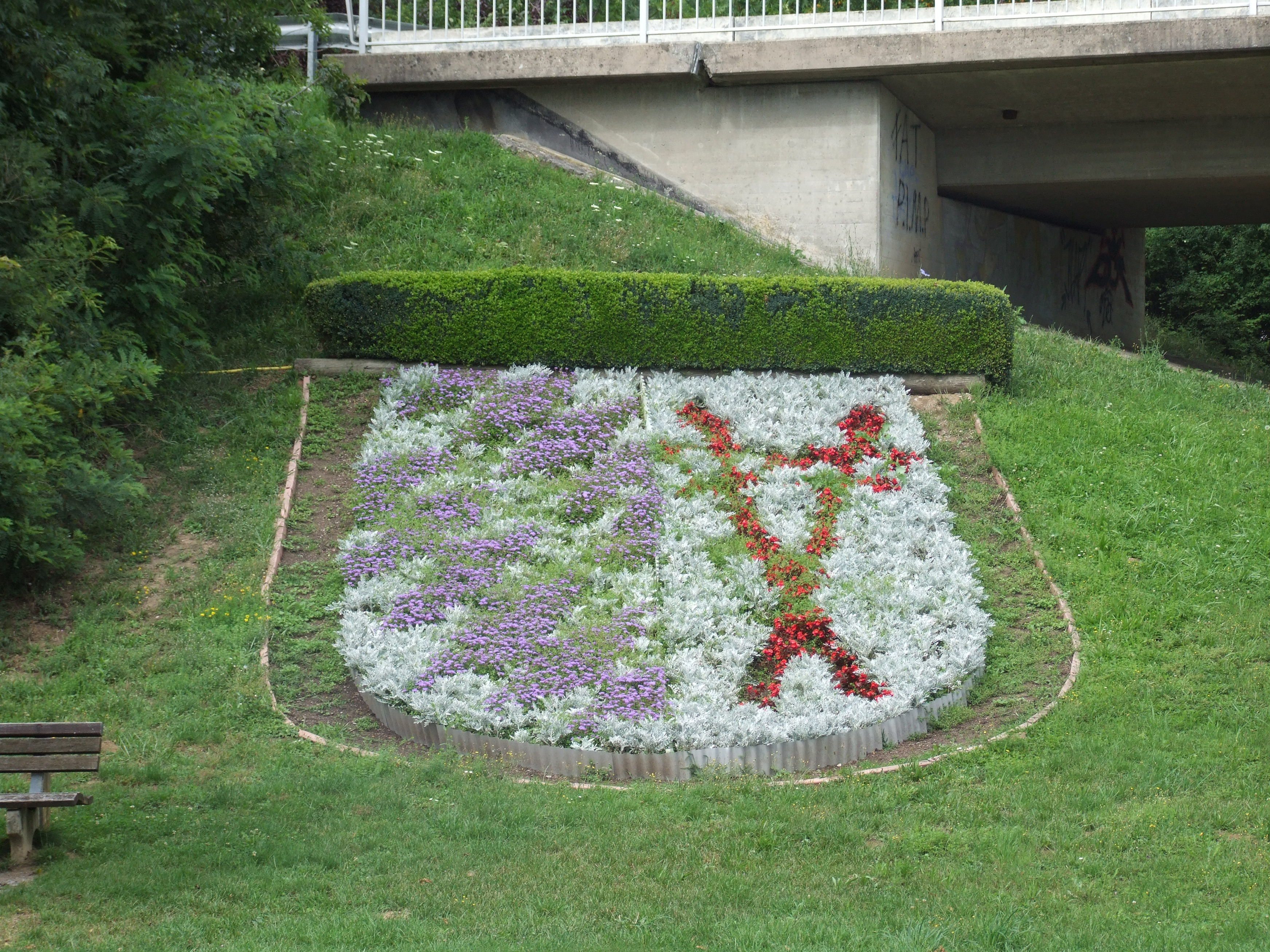
Darstellung des Eschelbronner Wappens als Blumenbeet

Die Verwendung eines Siegels ist ab 1752 belegt. Es zeigt in der Mitte ein Herz aus dem zwischen den Ortsinitialen „E“ und „B“ eine Blumenranke heraus wächst. Auf dem Siegel aus dem 19. Jahrhundert sind diese Initialen in einem bekrönten Wappenschild abgebildet.
Ein Wappen führt Eschelbronn seit Anfang des 20. Jahrhunderts. Es entstand 1901 im Rahmen einer allgemeinen Wappenneuordnung durch das Badische Generallandesarchiv in Karlsruhe. Die Rauten entstammen der kurpfälzischen Zent Meckesheim, die zwei gekreuzten roten Lilienstäbe verweisen auf die einstigen Ortsherren von Venningen. Das Wappen wurde nahe der Ortsausfahrt in Richtung Epfenbach an der Brücke der Landstraße 549 auf Initiative der Siedlergemeinschaft Eschelbronn mit farblich entsprechender Blumenbepflanzung nachgebildet.
Blasonierung: Gespalten; vorne von Blau und Silber schräglinks gerautet, hinten in Silber zwei schräggekreuzte rote Lilienstäbe.
Die Gemeindeflagge führt zwei Streifen mit den Farben Weiß und Blau. Im oberen weißen Feld zeigt sie auf der linken Seite das Gemeindewappen.
Das Recht zur Führung einer Flagge wurde Eschelbronn mit Erlass des Regierungspräsidiums Nordbaden Nr. I/3a – 24517/54 vom 13. November 1954 verliehen.

## Kultur und Vereinsleben
1954 gründete sich der Verkehrsverein, später umbenannt in Heimat- und Verkehrsverein, zur „Pflege des alten Brauchtums und zur Förderung des Fremdenverkehres“. Seine Aufgaben sind unter anderem die Verschönerung des Ortsbildes, die Schaffung eines Heimatarchivs, die Förderung des Fremdenverkehres, Unterstützung des einheimischen Gewerbes und die Koordination der örtlichen Vereinsarbeit. Der Verein übernimmt auch die Organisation der örtlichen Umzüge am Sommertag, zur Kirchweih, am St.-Martins-Tag und des vom Verein initiierten, ab 1959 veranstalteten Fanfarenzugs.
Seit dem 25. Juni 1933 und mit der Neugründung nach dem Zweiten Weltkrieg im März 1946, besteht der Kleintierzuchtverein C 46, der seit 1964 ein Züchterheim am Bettweg unterhält.
Ab 1902 bestand einige Jahre ein Radfahrverein. Anfang der 1970er-Jahre stieg in Eschelbronn das Interesse am Motorsport und es entstand 1976 die Gemeinschaft der PS-Rancher. Im Rahmen des Kinderferienprogramms, das 1988 von der Gemeinde eingerichtet wurde und unter Beteiligung der örtlichen Vereine durchführt, können Kinder während der Sommerferien verschiedene Aktivitäten und Workshops wahrnehmen.

### Museen und Theater

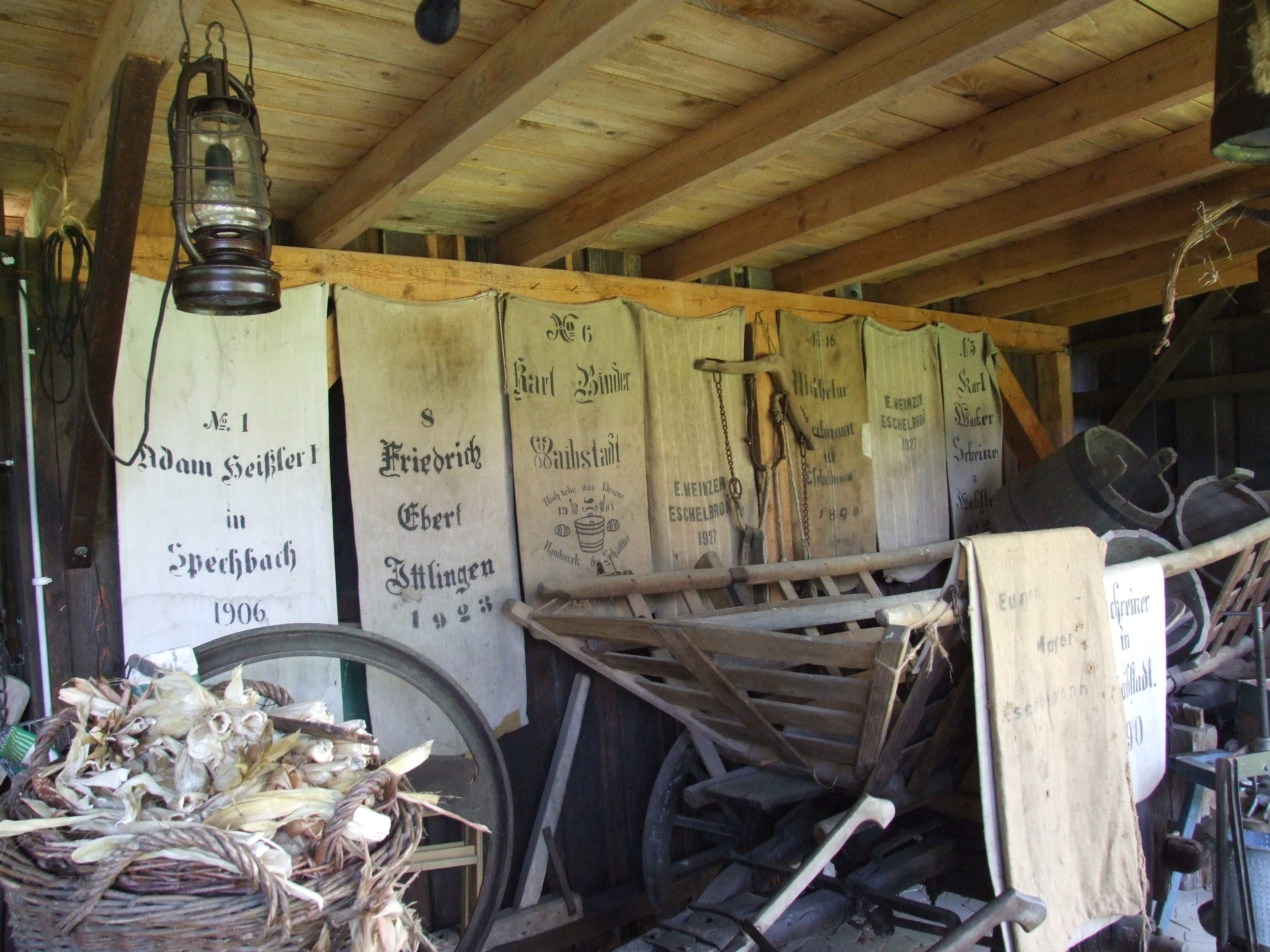
Freilichtmuseum Sellemols Agger

In den Räumen der alten Schule befindet sich seit 1990 das vom Heimat- und Verkehrsverein betreute Schreiner- und Heimatmuseum, das zuvor in der Brunnengasse eingerichtet war. Historische Maschinen und Werkzeuge sind ausgestellt und die Entwicklung der Wirtschaft von der Leinenweberei zum Schreinerhandwerk ist dargestellt. Früher für die Region typische Wohnräume und ein historischer Tante-Emma-Laden sind nachgebildet. Erste Pläne zur Eröffnung eines Heimatmuseums hatte es seitens des Heimatvereins bereits 1956 gegeben, nachdem dieser die Ortschronik Eschelbronn – Deine Heimat veröffentlicht hatte. Mangels geeigneter Räume wurde das Vorhaben jedoch nicht realisiert. Im Jahr 2011 erhielt das Museum den Förderpreis „Vorbildliches Heimatmuseum“ des Regierungspräsidiums Karlsruhe.
Am Vorderen Weißeberg befindet sich das privat betriebene und frei zugängliche Freilichtmuseum Sellemols Agger mit historischen landwirtschaftlichen Geräten der Region.
1989 entstand im Rahmen der 1200-Jahr-Feier die Amateurtheatergruppe Sellemols Theaterleit’ (Damals-Theaterleute) unter Leitung von Marliese Echner-Klingmann und führte das Theaterstück in Mundart Vom Leineweberdorf zum Schreinerdorf auf. 1996 gewann Echner-Klingmann mit dem Stück Aus der Lisbeth ihrm Tagebuch – E Dorf em Kraichgau vun 1939 bis 1945 den Landespreis für Volkstheaterstücke.

### Musik
Musikalisch wird Eschelbronn von einem Gesangsverein, einem Musikverein, einem evangelischen Posaunenchor und einem evangelischen und einem katholischen Kirchenchor repräsentiert.

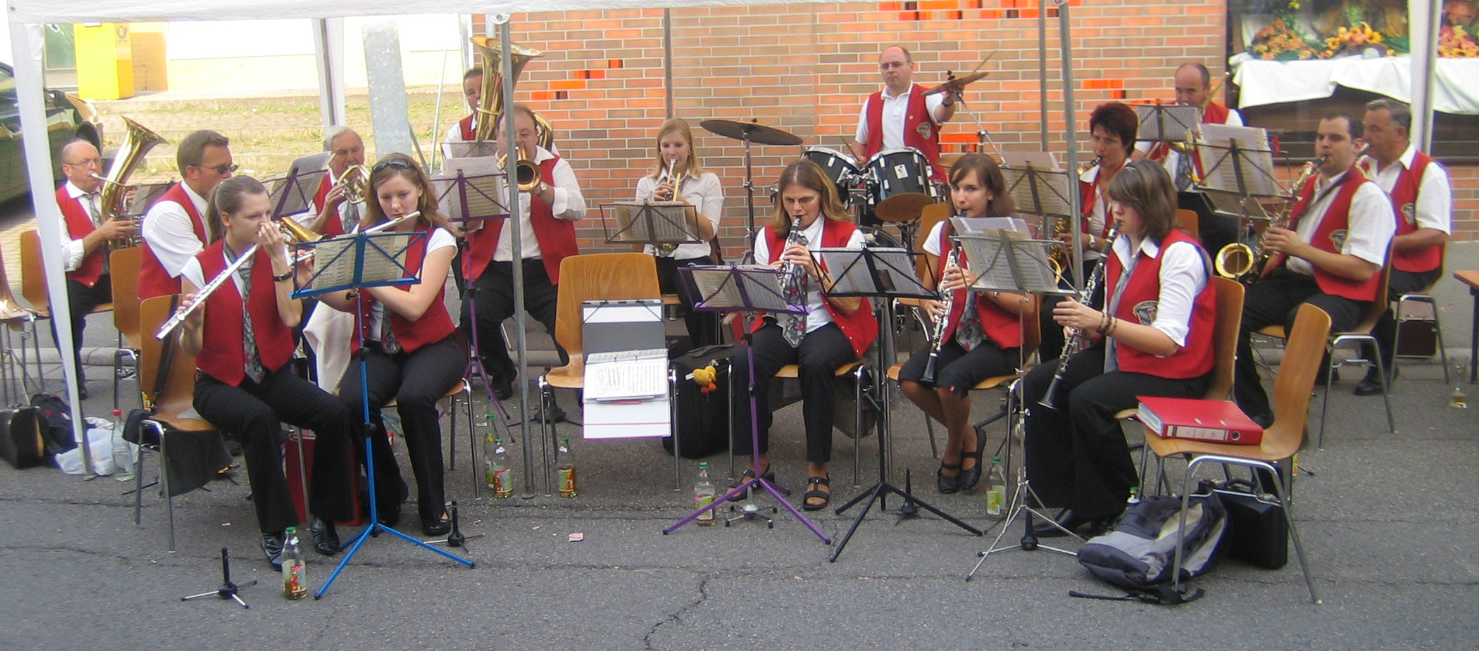
Eschelbronner Musikverein, 2006

Anfang der 1860er bis in die 1870er Jahre gab es schon einen Gesangsverein. 1886 wurde aus dem Militärverein heraus der Gesangsverein Lyra als reiner Männergesangsverein gegründet, der sich seit 1983 mit dem Männerchor Hogia’r D Dwylan aus Wales austauscht. Anlässlich des hundertjährigen Bestehens wurde dem Verein von dem damaligen Landrat Jürgen Schütz die Zelter-Plakette verliehen.
Der Musikverein Eschelbronn erhielt am 21. August 1954 seine Satzung und drehte 1960 einen Heimatfilm, von dem es seit 2012 eine digitale Neufassung gibt. 1964 trat erstmals die Jugendkapelle auf.
Der evangelische Posaunenchor, der bis 1933 die Gottesdienste begleitete, wurde im Mai 1899 von dem Mühlenbesitzer Karl Ziegler gegründet. Die Instrumente wurden später an die Musikanten verkauft, damit sie nicht von der Hitlerjugend beschlagnahmt wurden. Der Chor wurde am 28. Juni 1939 aufgelöst und nach dem Krieg am 19. September 1947 neu gegründet, wobei die ehemaligen Mitglieder die Instrumente zur Verfügung stellten. 1988 hatte der Chor 26 aktive Bläser.
Vor der Gründung des evangelischen Kirchenchors am 1. Dezember 1946 existierte bereits mehrere Jahrzehnte lang ein evangelisch geprägter „Gemeinschaftschor“ in der alten Kinderschule. Nach dem Bau der katholischen Kirche wurde 1960 ein katholischer Kirchenchor mit damals 23 aktiven Mitgliedern gegründet.

### Historische Bauwerke

#### Rathaus

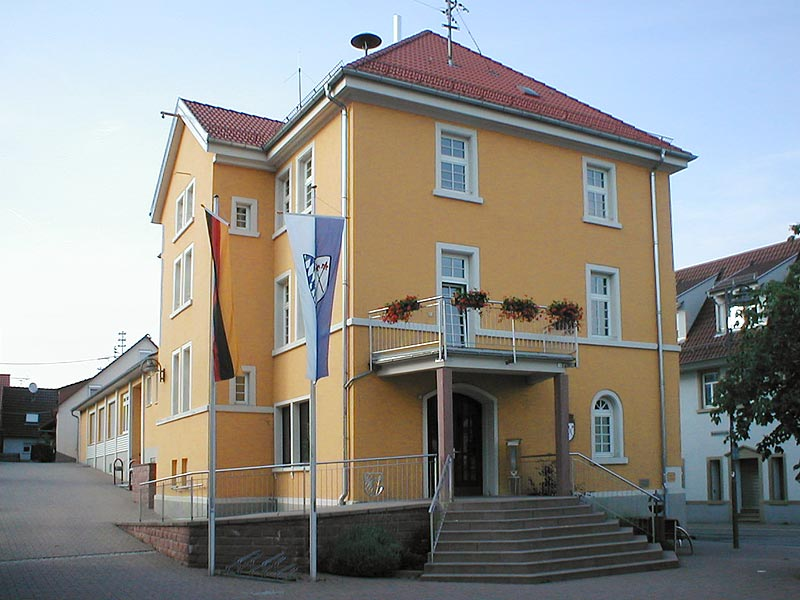
Rathaus

Das Rathaus am Marktplatz wurde 1838 mit einem Kostenvoranschlag von 6058 rheinischen Talern unter dem damaligen Bürgermeister Peter Grab erbaut. Die Eingangstreppe befand sich zunächst an der Oberstraße. Sie wurde im 20. Jahrhundert von einem zwischen Neidensteiner Straße und Bahnhofstraße abbiegenden Lastwagen demoliert und später auf den Marktplatz verlegt. Das Gebäude wurde Anfang des 21. Jahrhunderts renoviert, die Fassade gestrichen und der Treppenaufgang umgebaut. 2002 wurde vor dem Rathaus eine Kastanie gepflanzt. Bis zum Umbau der Eingangstreppe und des Marktplatzes befand sich direkt vor dem Eingang ein Trinkwasserbrunnen, der 2004 durch einen sechseckiger Brunnen aus Sandstein mit vier Wasserstrahlen und einem eingeprägten Hobel in der Mittelsäule ersetzt wurde.

#### Evangelische Kirche

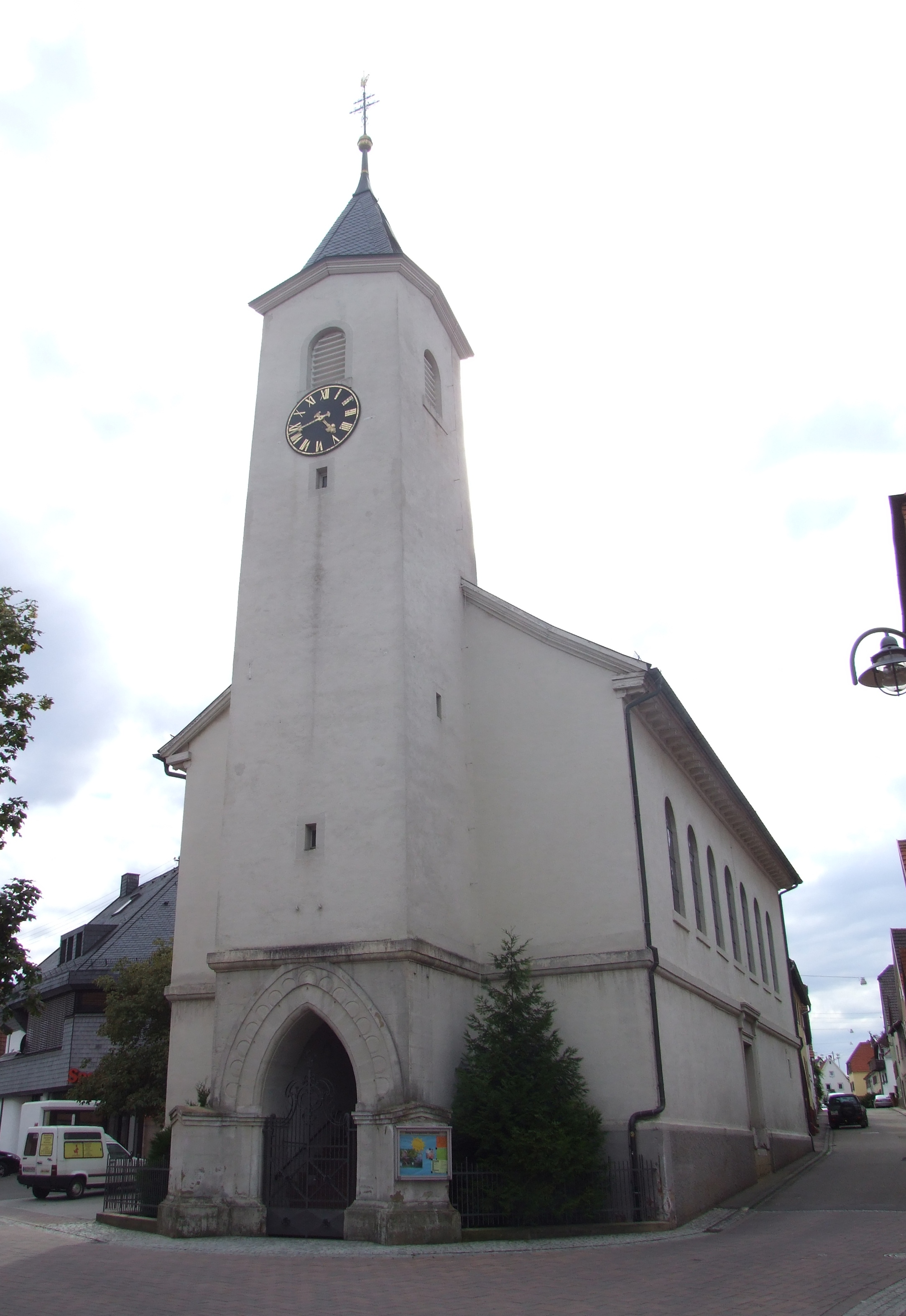
Evangelische Kirche

Die denkmalgeschützte evangelische Kirche wurde 1811 nach Plänen des Schwetzinger Baumeisters Georg Frommel im klassizistischen Weinbrenner-Stil erbaut. Bilder und Illustrationen der den Marktplatz prägenden Kirche dienen als charakteristisches Erkennungsmerkmal der Gemeinde. Die Kosten für den Bau in Höhe von 10.000 Talern mussten nach einem Rechtsstreit mit der Gemeinde von der Freifrau von Venningen übernommen werden. 1929 wurde die Kirche unentgeltlich von der Ortsgemeinde an die Kirchengemeinde übereignet.

#### Altes Bahnhofsgebäude

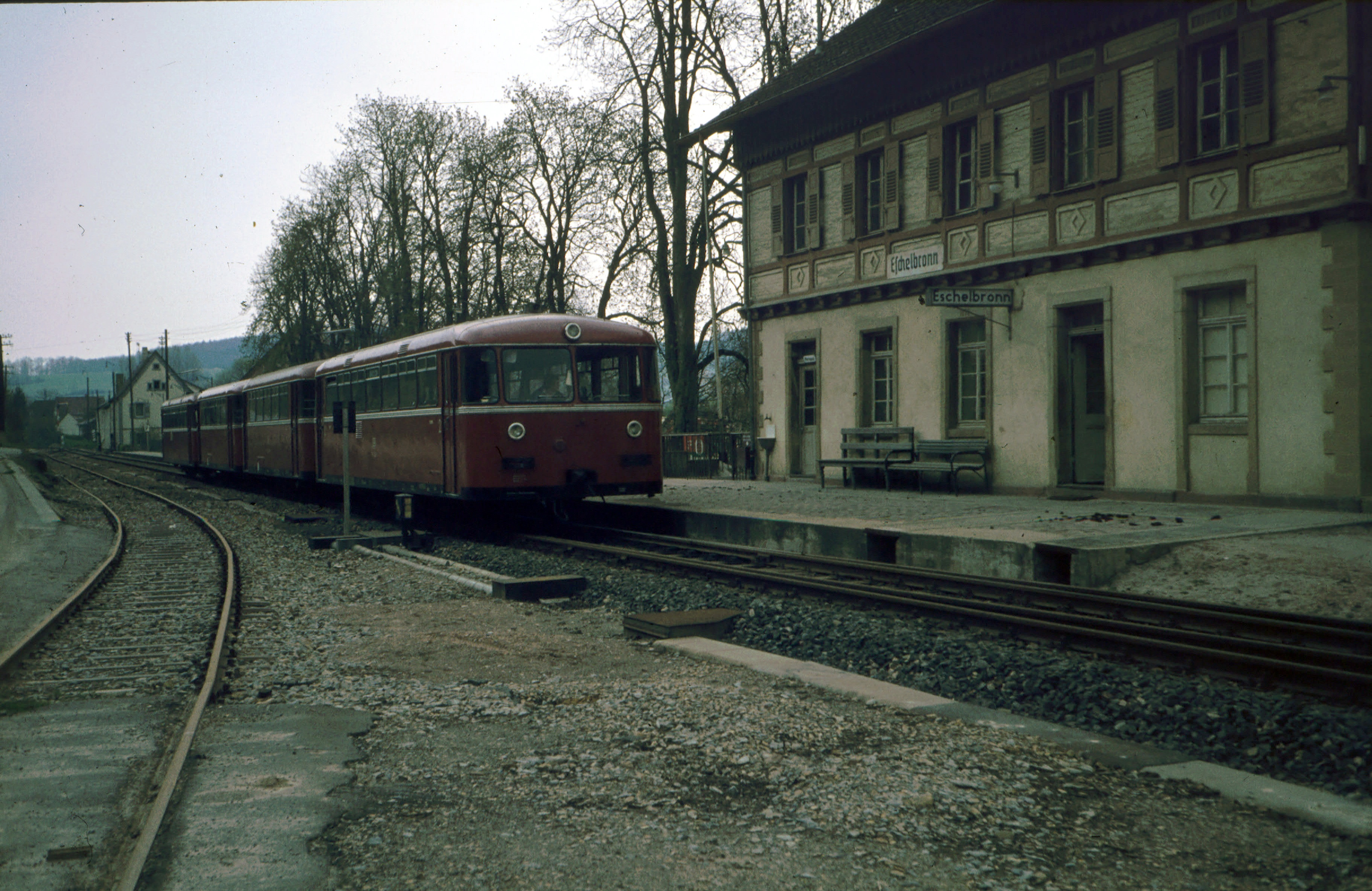
Der Bahnhof mit dem ehemaligen Bahnhofsgebäude, 1978

Bis 1983 befand sich am Gleisverlauf in der Bahnhofstraße ein 1875/ 1876 erbautes und 1876 eingeweihtes Bahnhofsgebäude mit einer Güterhalle, einer Verladerampe und einem Pumpbrunnen, der auch das gegenüberliegende Bahnwärterhaus versorgte. 1982 trat die Bundesbahn die Bahnlinie der Odenwaldbahn an die SWEG ab. Auf einer Bürgerversammlung wurden Pläne für den Abriss des Hauses diskutiert. Um sich für den Erhalt des historischen Bahnhofsgebäudes einzusetzen, gründete sich am 30. Oktober 1981 die Bürgerinitiative für Umweltschutz, Kultur- und Heimatpflege Eschelbronn mit Marliese Echner-Klingmann als Vorsitzende. Am 29. November 1981 entschieden sich jedoch bei einer Abstimmung 576 der wahlberechtigten Bürger, 57,5 Prozent, für den Abriss. Auch durch eine Eingabe beim Petitionsausschuss des Landtags von Baden-Württemberg konnte der Abriss nicht verhindert werden. Das Bahnwärterhaus besteht als Wohnhaus weiter.

#### Alte Schule

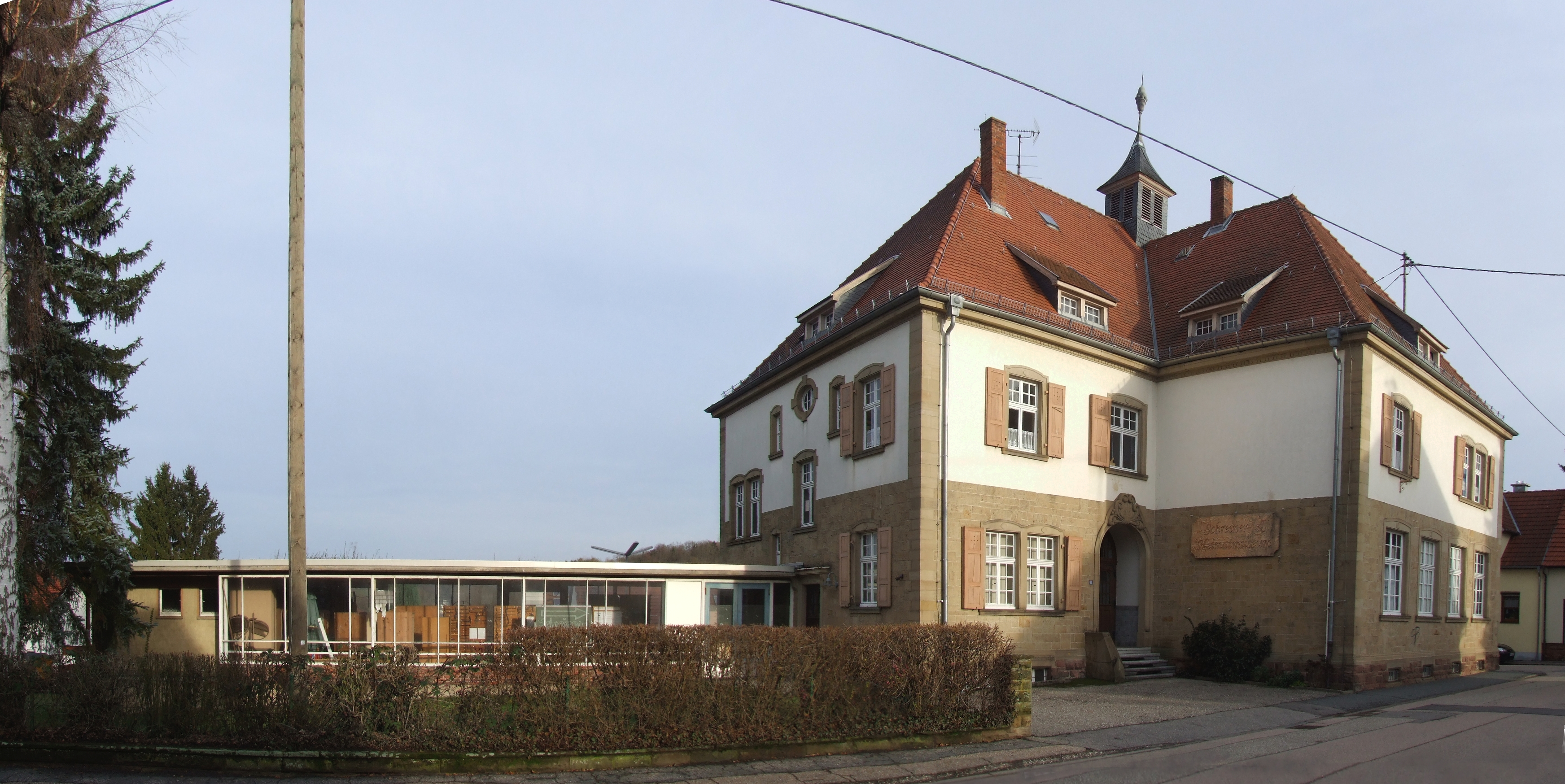
Alte Schule mit Pausenhalle

Die Alte Schule wurde 1911 nach Plänen des Architekten Josef Huber erbaut und diente bis 1989 als Schulhaus. Das Gebäude mit zwei Etagen und einem Dachgeschoss trägt einen Glockenturm. Nachdem der Hauptschulunterricht 1965 in die damalige Schreinerfachgewerbeschule verlegt worden war, befand sich nur noch die Grundschule in dem Gebäude. Im Souterrain war bis Mitte der 1970er-Jahre ein Volks- und Schülerbad eingerichtet. Nach dem Hochwasser 1994 wurde die Alte Schule einige Zeit als Kindergarten genutzt. Heute befindet sich dort das Eschelbronner Schreinermuseum.

#### Wasserburg und Schloss
Bei Ausgrabungen durch das Landesdenkmalamt Baden-Württemberg von 1971 bis 1975 wurden zahlreiche Relikte aus mehreren Zeitabschnitten gefunden, die auf die im 13. Jahrhundert errichtete Wasserburg Eschelbronn hinweisen. Der Standort wird von einem Wasserbecken am Sportplatz markiert. Mit der Bachritterburg Kanzach wurde in den Jahren 2000/01 die Eschelbronner Wasserburg rekonstruiert.
Das sogenannte Schloss Eschelbronn, das an der Schloßstraße stand, wurde im 18. Jahrhundert südwestlich der Burg durch Carl Philipp von Venningen errichtet. Entgegen der Bezeichnung handelte es sich lediglich um einen einfachen Gutshof.

#### Fachwerkhäuser

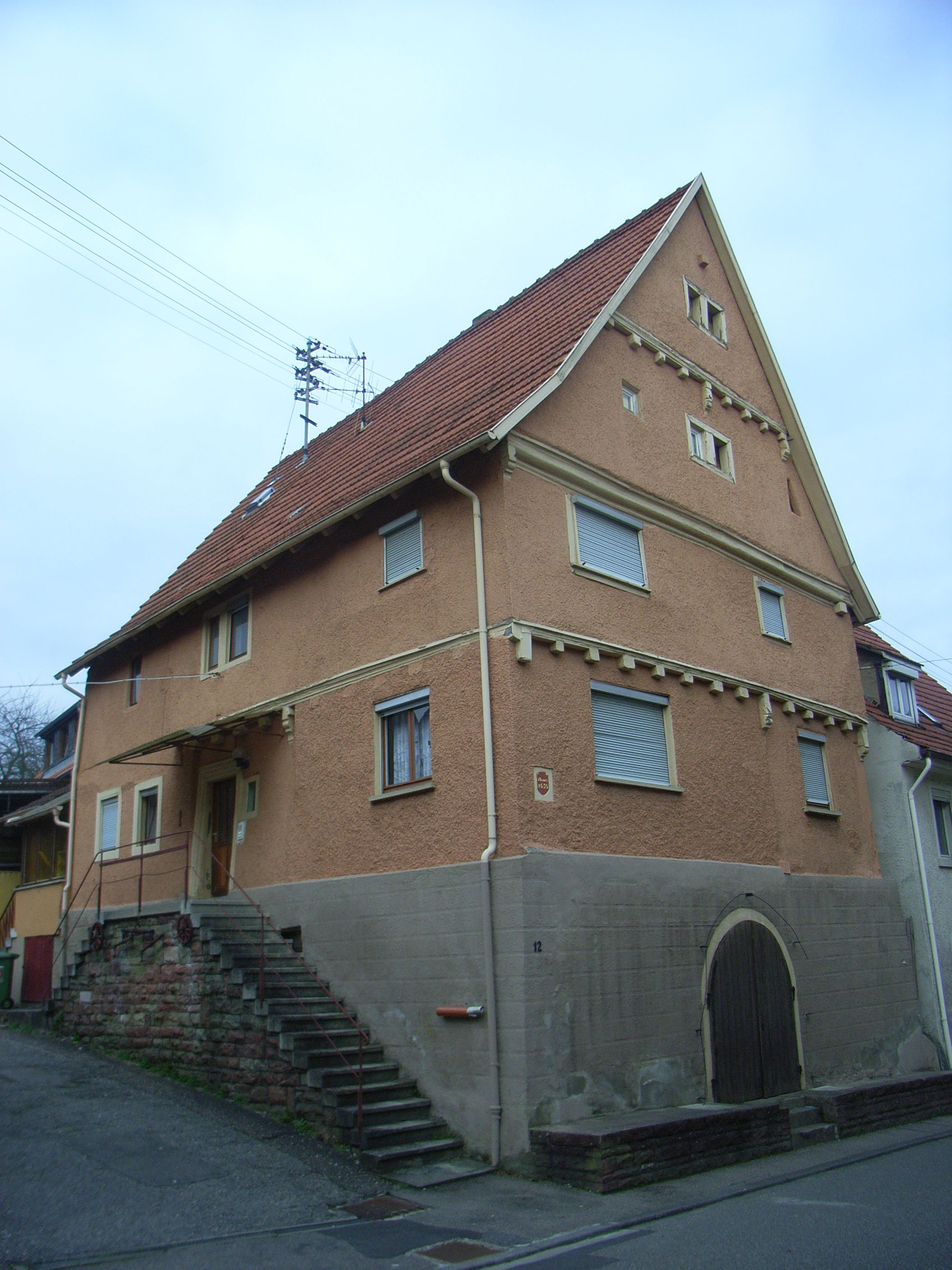
Das „Hauck’sche Haus“ in der Oberstraße 12

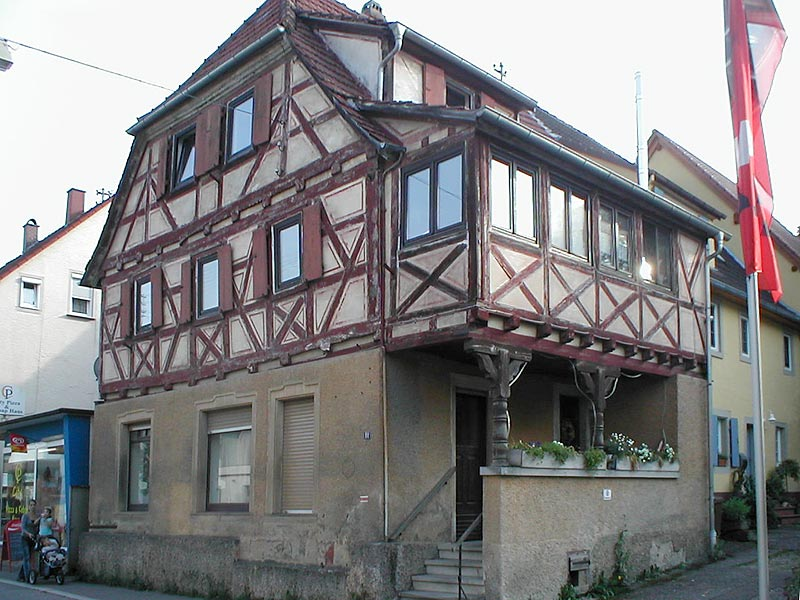
Historisches Fachwerkgebäude in der Bahnhofstraße

Anders als in den umliegenden Ortschaften wurden in Eschelbronn mit der Entwicklung von der Leinenweberei zum Schreinerhandwerk als Haupterwerbsquelle fast alle Fachwerkhäuser verputzt.
Das Fachwerkhaus in der Oberstraße 12, auch „Hauck’sches Haus“ genannt, wurde 1630 während des Dreißigjährigen Krieges erbaut und ist das älteste erhaltene Haus der Gemeinde. 1813 war es Schauplatz einer Auseinandersetzung mit russischen Soldaten, die während der Befreiungskriege auf dem Marsch nach Frankreich in Privathaushalten im Ort einquartiert waren.
Weitere historische Fachwerkhäuser sind Kandelstraße 14 und der Bahnhofstraße 11. Bei letzterem handelt es sich um ein typisches Eschelbronner Leinenweberhaus, in dem im Erdgeschoss bis zu drei Webstühle standen und dessen Fachwerk im Gegensatz zu den meisten anderen Häusern im Ort nicht verputzt wurde. Später befand sich dort ein Kolonialwarenladen.

#### Altes Pfarrhaus

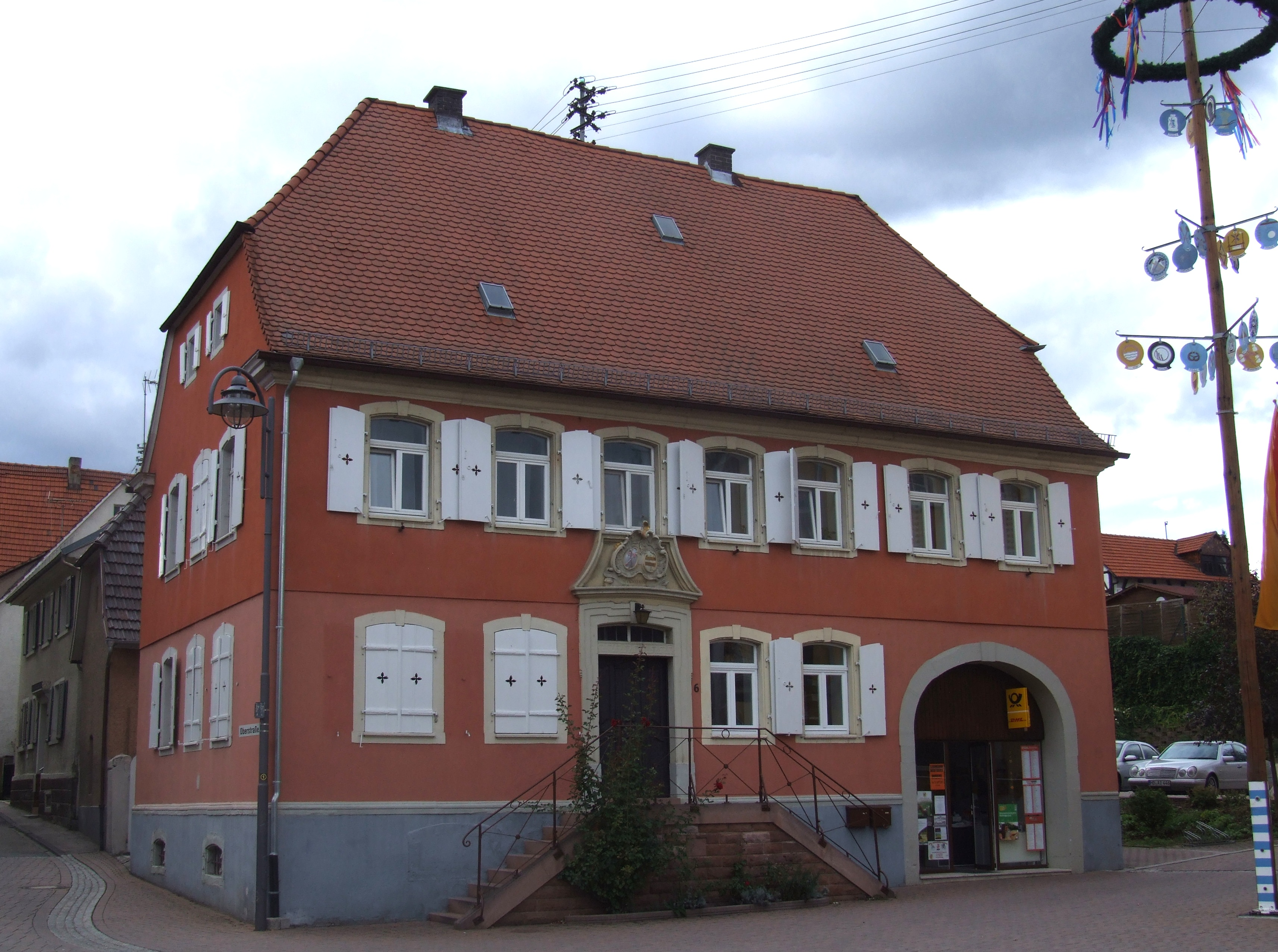
Altes Pfarrhaus mit Venninger und Gemminger Wappen

Das Alte Pfarrhaus wurde 1783 errichtet, von der Familie von Venningen finanziert und trägt ihr Wappen über dem Eingangstor. Das Gebäude besitzt zwei Stockwerke und ein Dachgeschoss. Der erste Stock im Hochparterre ist von zwei Seiten über eine repräsentative Eingangstreppe erreichbar. Über dem Eingangsbereich befinden sich ein Venninger und ein Gemminger Wappen. Das Gebäude ging 1972 in Privatbesitz über. Ein neues Pfarrhaus steht heute in der Neidensteiner Straße.

#### Evangelisch-lutherische Kirche
Die evangelisch-lutherische Kirche befand sich von 1575 bis 1807 mit einem Friedhof am Marktplatz. Sie wurde durch die Ortsherren von Seckendorff und Capler von Oedheim genannt Bauz erbaut, nachdem die Bevölkerung Eschelbronns 1526 nach dem Ortsherrn Joachim von Seckendorff das lutherische Bekenntnis angenommen hatte. Nach ihrem Abriss wurde an gleicher Stelle die Evangelische Kirche Eschelbronn erbaut.

### Denkmäler und Zeitzeugnisse

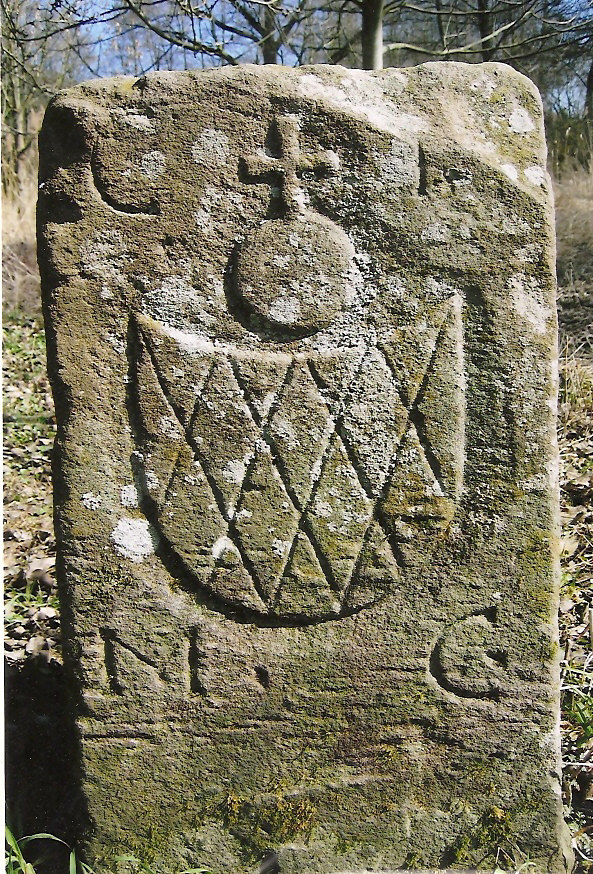
Grenzstein von 1780 neben der Bahnlinie nach Neidenstein

1886 wurde auf dem Marktplatz das Eschelbronner Kriegerdenkmal zum Gedenken an die Teilnehmer und Opfer des Deutsch-Französischen Krieges errichtet. Es wurde später neben das Feuerwehrhaus in der Bahnhofstraße umgesetzt und erhielt danach auf dem Eschelbronner Friedhof neben der Leichenhalle, gegenüber dem Mahnmal für die gefallenen Soldaten des Ersten und des Zweiten Weltkriegs seinen Platz. Zwei weitere Gedenktafeln an die im Ersten Weltkrieg gefallenen Soldaten befinden sich in der evangelischen Kirche, außerhalb des Gebäudes ist je eine Gedenktafel für die Pfarrer Antonius Jacobus Henckel und Josua Harrsch angebracht. Auf dem Friedhof erinnert eine 1997 von Wilfried Wolf gestiftete Tafel an den in China tätig gewesenen Missionar Georg Ziegler über seinem Grabstein.
Vor allem in den Jahren zwischen 1750 und 1834 wurden an mehreren Stellen um Eschelbronn Grenzsteine als Gemarkungsgrenzen gesetzt, die jedoch nach der Neuvermessung des Großherzogtums Baden im Jahr 1851 nicht mehr zutrafen. Die Inschriften „CP“ und „MC“ stehen für Kurpfalz und Meckesheimer Cent. Andere Steine tragen die Inschrift „NVZ“ (Novalzehnt). Abgebildet sind der Reichsapfel und die Rauten des Meckesheimer Zent sowie auf der Rückseite das Wappen der Familie von Venningen. Ein neuer, von einem Eschelbronner Steinmetz gefertigter Grenzstein wurde zusammen mit einer Zeitkapsel am 3. Oktober 2003 anlässlich der 1225-Jahr-Feier der Nachbargemeinde Zuzenhausen an der Gemarkungsgrenze von Eschelbronn, Daisbach und Zuzenhausen im Gewann Zollstock/Wolfsklinge gesetzt.

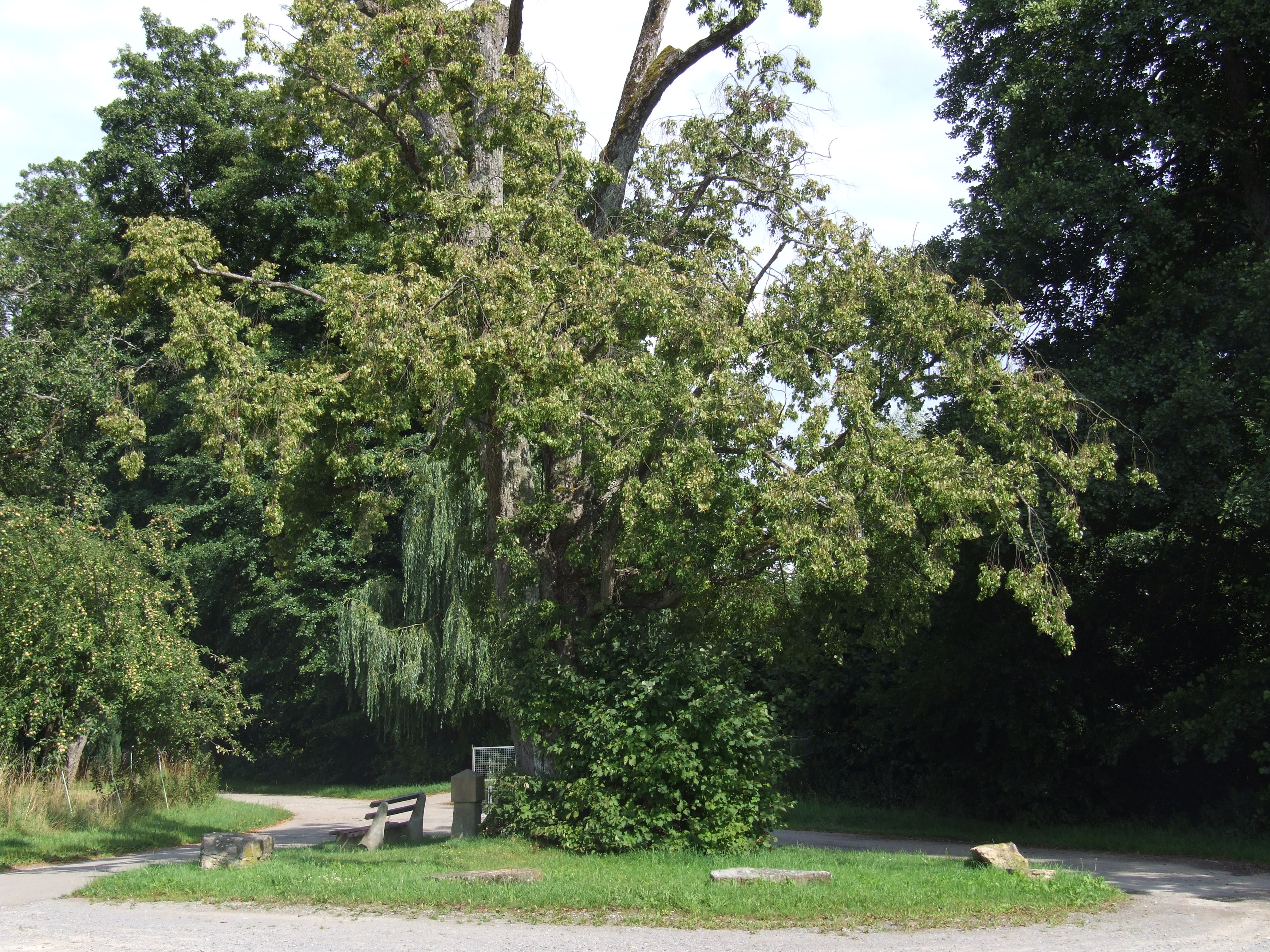
Die alte Linde am Bettweg

Mit der alten Linde und der Kastanienallee besitzt Eschelbronn mehrere als Naturdenkmal geschützte Baumexemplare. Die Linde steht am Bettweg und wurde vermutlich vor 1850 gepflanzt. Daneben befindet sich ein historischer Wegweiser mit Entfernungszeiten zu den Nachbarortschaften, da die Stelle bis 1862 eine der wichtigsten Wegekreuzungen darstellte. An der Linde befindet sich die Brücke über den Schwarzbach, an der sich die Sage über die „Eschelbronner Stegstrecker“ abgespielt haben soll.
Die Kastanienallee in der Bahnhofstraße ist eine 310 Meter lange Reihe mehrerer alter Kastanien, deren jüngste nach Schätzungen um 1875 gepflanzt wurden. Die Bäume wurden am 7. Mai 1981 als Naturdenkmale unter Schutz gestellt. Der letzte Baum in Richtung Ortsausgang wurde auf Anordnung der Naturschutzbehörde des Rhein-Neckar-Kreises 2008 gefällt, weil er den Verkehr gefährdet hätte.

### Sport
Der Turnverein wurde 1902 gegründet und stellte seine Aktivität während des Ersten Weltkriegs bis zur Neugründung 1919 ein. Er wurde 1921 um eine Abteilung für Schülerinnen und Schüler und 1927 eine Frauenabteilung sowie eine Handball- und eine Faustballabteilung erweitert. Nach dem Vereinsverbot während des Zweiten Weltkriegs wurde er 1947 neugegründet. Er richtete im Folgejahr das erste Kreisturnfest der Nachkriegszeit aus. Nachdem der Turnverein mit seinen Sportveranstaltungen anfangs in wechselnde Provisorien ausweichen hatte müssen, bekam er 1974 mit dem Bau der Sport- und Kulturhalle einen festen Trainingsraum, worauf sich mehrere neue Interessengruppen und Sportabteilungen bildeten, darunter eine Skigymnastikgruppe, eine Leichtathletikabteilung und eine Handballgruppe für Schülerinnen und Schüler, Jugendliche und Frauen. 1976 zählte der Verein 387 Mitglieder und wuchs bis Ende der 1980er-Jahre auf 550 an. Im Jahr 2006 zählte er über 800 Mitglieder, darunter etwa 300 Schülerinnen und Schüler. In 34 Gruppen werden wöchentlich verschiedene Sportarten wie Turnen, Handball, Leichtathletik, Ski und Wandern angeboten.

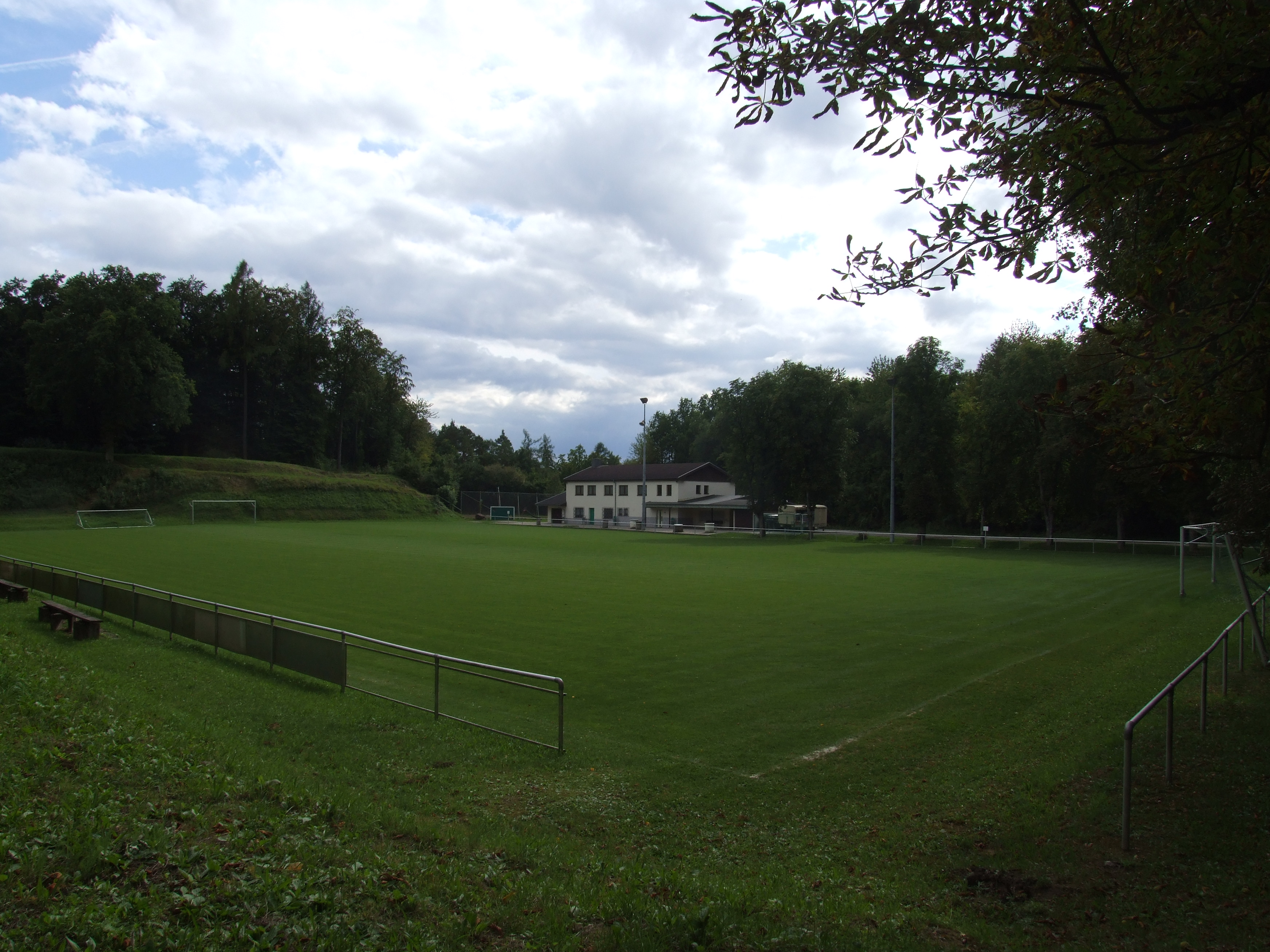
Sportplatz des FC 1920 Eschelbronn auf dem Kallenberg

Gründerzeitmannschaft des FC Eschelbronn

Der FC Eschelbronn besteht seit dem 12. August 1920 und hat etwa 400 Mitglieder. Am 1. Juli 1928 wurde der Sportplatz Kallenberg auf einem von dem Zementwerk HD zur Verfügung gestellten Areal fertiggestellt. Nach Kriegsende wurde der Verein am 24. November 1945 erneut gegründet und am 10. Oktober 1947 der Fußballplatz eingeweiht. Ein zugehöriges Clubhaus wurde am 1. August 1954 eingeweiht und 1967 erweitert und ausgebaut. Der FC hat eine erste und eine zweite Mannschaft und eine Alte-Herren-Mannschaft Fans des FC Bayern München schlossen sich 1980 zu einem Fanclub mit zirka 40 Mitgliedern zusammen.
Der Schützenverein geht auf zwei im Jahr 1924 gegründete Heimatschutzgruppen zurück. Zunächst unter dem Namen Schützengilde Heimattreu gegründet, wurde er 1926 in Schützenverein Eschelbronn umbenannt und erhielt ein Schützenhaus auf dem Kallenberg. Nach dem Zweiten Weltkrieg wurde der Verein verboten, der Schießstand gesprengt und das Vereinshaus dem Fußballclub übereignet. 1954 wurde er neu gegründet und das Vereinshaus rückübereignet.
Der Karateclub wurde 1974 gegründet. 1977 richtete er erstmals die baden-württembergischen Meisterschaften in Semi-Kontakt und traditionellem Karate mit der Beteiligung von 19 Mannschaften aus. 1988 wurde er um die Disziplinen Judo und Jiu-Jitsu erweitert.
Der am 17. Dezember 1976 gegründete Tennisclub besitzt seit Mai 1980 zwei und seit März 1982 drei Tennissandplätze. Mit zwölf Mannschaften fand im Sommer 1986 das erste Tennis-Grümpelturnier statt. Ende der 1980er-Jahre zählte der Verein 140 Mitglieder.
Animiert von dem bei den Ausgrabungen entstandenen Schlosssee wurde der Sportfischerverein im Jahr 1979 gegründet, der seit 1982, zunächst einmal, später zweimal jährlich eine Fischerprüfung für Angler in und außerhalb der Region anbietet.
Der Tischtennisverein wurde am 21. Mai 1987 gegründet. Allerdings bestand bereits zuvor ein am 25. Februar 1966 gegründeter Verein mit etwa 50 Mitgliedern unter dem Namen Eschelbronner Tennis-Club, der sich 1971 auflöste. Die Tischtennisabteilung schloss sich dem Schützenverein an und nutzte bis zum Bau der neuen Schießanlage im Jahr 1987 dessen Räumlichkeiten.

TV Eschelbronn
FC Eschelbronn
TTV Eschelbronn
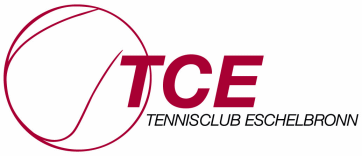
TC Eschelbronn

### Festveranstaltungen und Umzüge

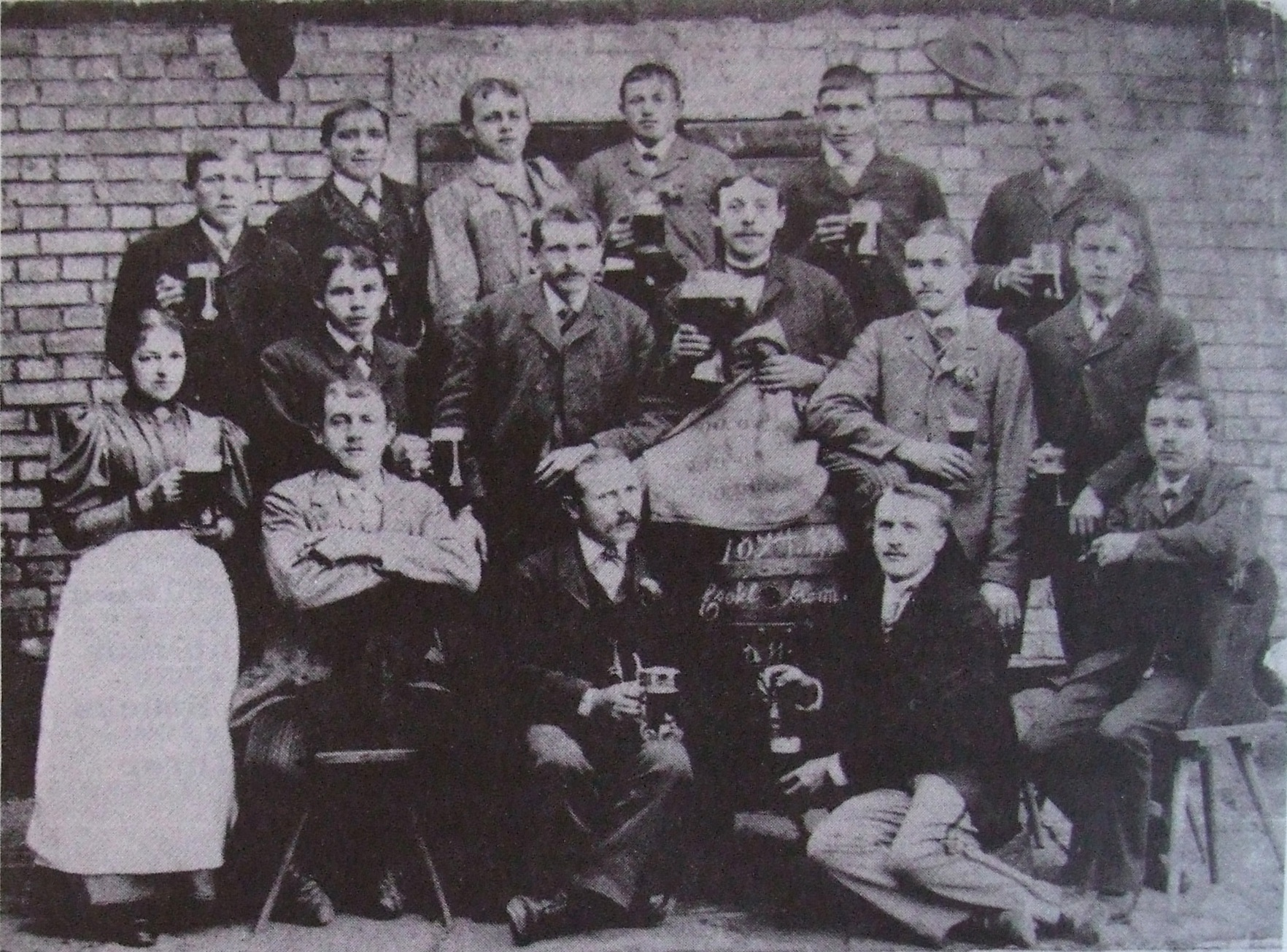
Kerwe in Eschelbronn 1894

Jährlich findet im September die Eschelbronner Kerwe statt. Von der Dorfjugend oder von Stammtischen der einzelnen Gaststätten wurde dazu einst ein Kirchweih-Umzug unter finanzieller Beteiligung der Gastronomen organisiert. Von 1933 bis Kriegsbeginn wurde statt des Kirchweih-Umzugs jährlich am Tag der Arbeit ein 1.-Mai-Umzug von der Deutschen Arbeitsfront organisiert und im Auftrag des Sinsheimer Büros des Reichsnährstands von den Landfrauen und der Landjugend ein Umzug zum Erntedankfest veranstaltet. Die Einholung der neuen Glocken der evangelischen Kirche am 14. September 1949 wurde ebenfalls mit einem Festumzug begleitet. Nach seiner Gründung im Jahr 1956 übernahm der Heimat- und Verkehrsverein die Organisation der Kirchweih-Umzüge, an denen sich meist sieben bis acht Ortsvereine beteiligten. Der Verein ist außerdem Mitveranstalter der jährlich für Kinder stattfindenden Sommertags- und Sankt-Martins-Umzüge. Der Sommertagsumzug fand erstmals im März 1958 mit Begleitung des Musikvereins statt. Zum ersten Sommertagsumzug wurden 270 süße Brezeln verteilt, deren Zutaten von Müllern der umliegenden Gemeinden und örtlichen Landwirten gespendet wurden. Die Gemeinde finanzierte Papier zur Herstellung der Sommertagsgestecke.

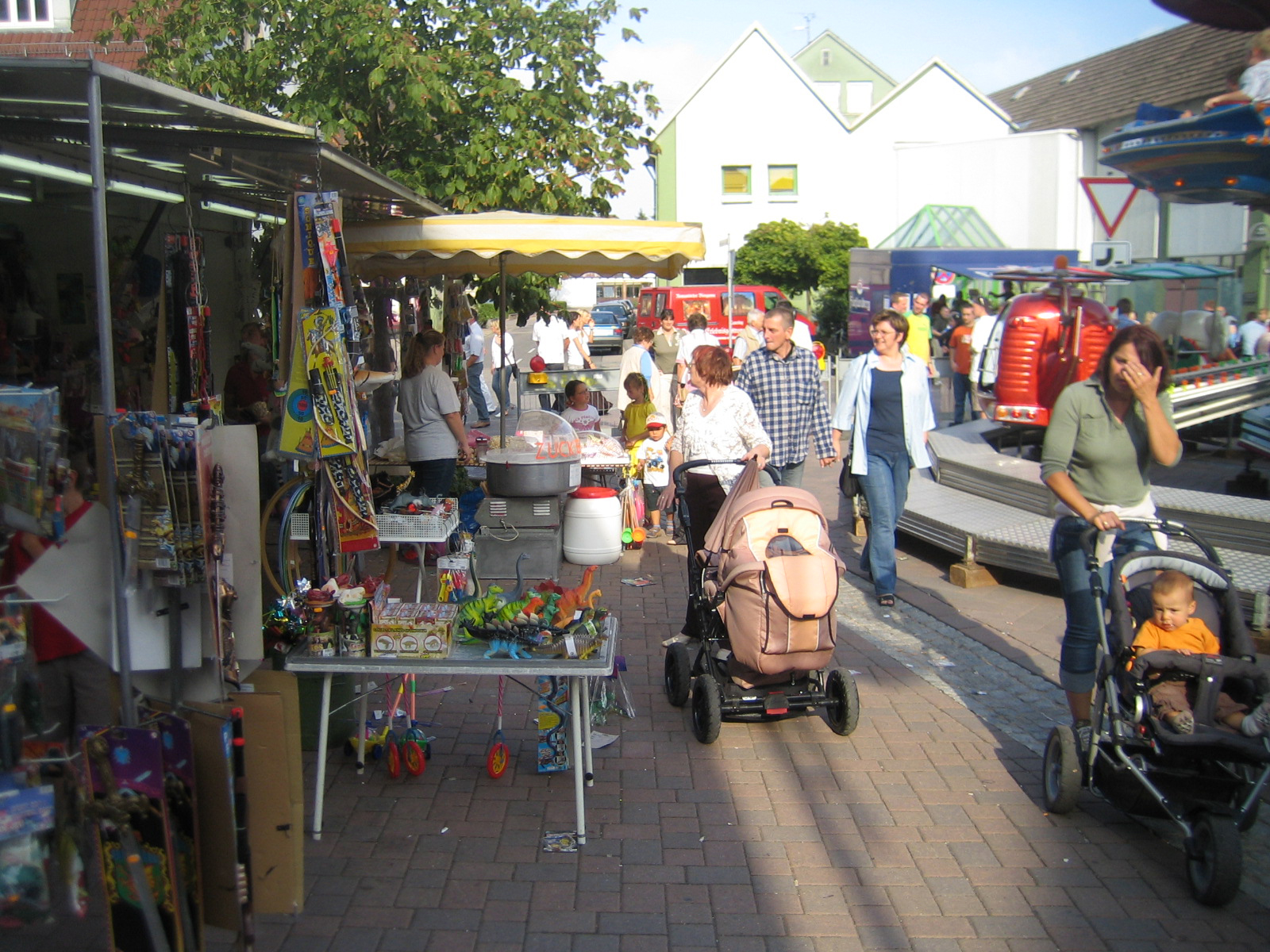
Eschelbronner Kerwe, 2006

Ab 1959 wurde außerdem vom Heimat- und Verkehrsverein ein Fanfarenzug unter Kooperation mit dem Mühlhausener Pendant veranstaltet. Wegen finanzieller Schwierigkeiten wurde er jedoch Anfang der 1970er-Jahre wieder eingestellt. Für eine musikalische Förderung wäre eine Verbandszugehörigkeit erforderlich gewesen. Eine geplante Aufnahme in den Badischen Turnerbund scheiterte daran, dass sich der Fanfarenzug dafür hätte vom Heimat- und Verkehrsverein lösen und dem Eschelbronner Turnverein 1902 anschließen müssen, was der Vereinsvorstand einstimmig ablehnte. Anfang der 1960er-Jahre gestaltete der Heimat- und Verkehrsverein die Kerweumzüge alleine und später wieder unter Beteiligung weiterer Vereine. Die Umzüge hatten teilweise einen thematischen Fokus, beispielsweise im Jahr 1962 zum hundertjährigen Bestehen der Bahnlinie oder 1963 als Erinnerung an die über 60 Jahre zuvor eingeführte Stromversorgung. Später wurde die Organisation vom Bürgermeisteramt übernommen.
Der Sankt-Martins-Umzug wurde erstmals am 11. November 1971 abgehalten. In Begleitung des Musikvereins nahmen etwa 450 Kinder daran teil. Beim Sankt-Martins-Umzug werden süße Brezeln verteilt.
Im März 1977 fand in der Schlosshalle erstmals der gemeinsam vom Heimat- und Verkehrsverein und vom Ortsverein des Deutschen Roten Kreuzes veranstaltete Seniorennachmittag statt, der von etwa 300 Senioren und Angehörigen besucht wurde. Das Treffen wurde seitdem einmal, ab 1996 einige Jahre zweimal jährlich in wechselnden Veranstaltungsräumen abgehalten. Später wurden die evangelische und die katholische Kirchengemeinde in die Organisation des Seniorennachmittags einbezogen, der regelmäßig zum Erntedankfest stattfindet.
Alle zwei Jahre wird von der Freiwilligen Feuerwehr Eschelbronn das erstmals am 20. August 1978 ausgetragene Marktplatzfest veranstaltet. Zum 1200-jährigen Bestehen des Ortes fand ein Festumzug statt, der sich inhaltlich mit der Geschichte Eschelbronns befasste.
Insgesamt 18-mal fand zudem bis 2010 jährlich am dritten Wochenende im März der Schreinermarkt statt, der im letzten Jahr seines Bestehens unter anderem von der Landtagsabgeordneten Elke Brunnemer und dem Bundestagsabgeordneten Stephan Harbarth eröffnet wurde. In der Sport- und Kulturhalle präsentierten ortsansässige Möbelhersteller ihre Produkte. Werkstätten, Schreinereien und Möbelhäuser hatten an diesem Wochenende geöffnet. Zudem wurden den Besuchern diverse Handwerkstechniken vorgeführt. Später wurde der Schreinermarkt als verkaufsoffener Sonntag einiger ortsansässiger Schreinergewerbe ohne Festveranstaltung fortgeführt.
Von den PS-Rangern wird regelmäßig das Pfingstfest am Ziegelhüttenwald veranstaltet. Unter Teilnahme von Musikvereinen und Kirchenchören findet jährlich in der Vorweihnachtszeit auf dem Marktplatz das Adventssingen statt. Durch den Heimat- und Verkehrsverein wurde dazu ab 1979 Glühwein verkauft, der zunächst in Plastikbechern und später zur Müllvermeidung in käuflichen Keramik- und Porzellantassen ausgegeben wurde. Diese waren jährlich mit einem anderen Motiv bedruckt, auf dem in der ersten Serie ehemalige Ansichten alter Eschelbronner Gebäude und in der zweiten Serie Schreinerei-Motive zu sehen waren, gedruckt von dem Künstler Klaus Koch aus Eberbach. Die Auflagen betrugen 500 Stück, ausgenommen im Jahr 1993, in dem 700 produziert und 400 verkauft wurden. Folgende Motive wurden herausgegeben:
| 1. Serie „Alte Ansichten“, braun aus Keramik: - 1992: Wasserschloss - 1993: Ziegler’sche Mühle, Fotografie aus dem Heimatbuch „1200 Jahre Eschelbronn“ - 1994: Schloss Eschelbronn nach einem Gemälde von Elisabeth Kasper - 1995: Verladestation am Bahnhof - 1996: Bahnhofsgebäude - 1997: Hauck’sches Haus, Abbildung aus dem Heimatbuch „1200 Jahre Eschelbronn“ Sondertasse, kobaltblau aus Porzellan: - 1998: Marktplatz im Schnee | 2. Serie: Schreinerei-Motive, schwarz - 1999: Typische Schreinerei bis in die 1950er-Jahre mit Hobelbank, Werkzeugschrank und Werkzeugen - 2000: Schreiner beim Furnieren - 2001: Tischkreissägemaschine - 2002: Älteste bis dahin in Eschelbronn noch in Betrieb befindliche Hobelmaschine - 2003: Bandsäge - 2004: Schlosserei |

## Wirtschaft
Verschiedene Unternehmen der Gemeinde sind in der aus einer Werbegemeinschaft hervorgegangenen Gewerbevereinigung im Schreinerdorf Eschelbronn zusammengeschlossen. Zu den größeren Unternehmen gehören die Möbelhäuser Amend, Geiß und Streib und die Schreinerei Rüdiger Vogel.

### Von der Landwirtschaft zur Leinenweberei

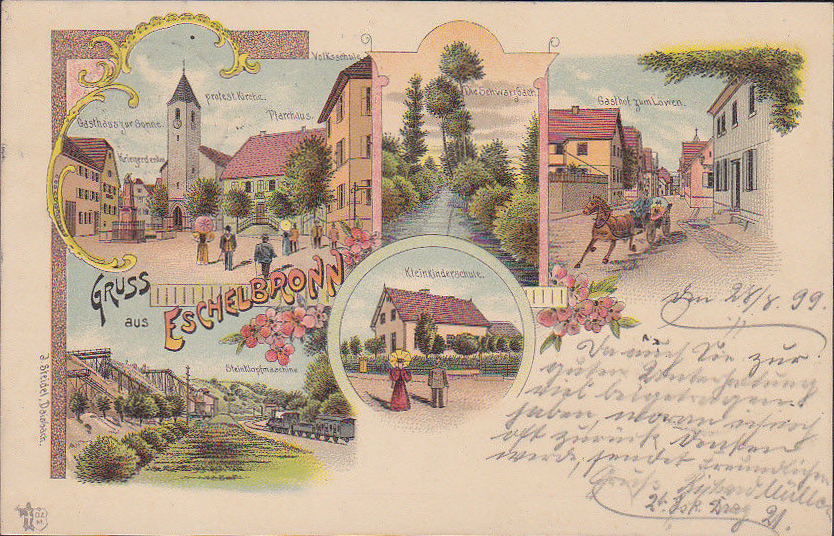
Ansichten Eschelbronns auf einer Postkarte von vor 1900

Die Landwirtschaft war ursprünglich die Haupterwerbsquelle der Eschelbronner Bevölkerung. Der Frondienst wurde 1832 abgelöst. Durch die Realteilung waren die landwirtschaftlichen Anbauflächen zunehmend zerstückelt worden und viele Menschen mit landwirtschaftlichen Betrieben wegen zu geringem Grundbesitz auf gewerblichen Nebenverdienst angewiesen.
| Landwirtschaftl. Betriebe   | 1873 | 1907 | 1930 | 1949 | 1960 | 1970 | 1975 | 1980 | 1987 |
| --------------------------- | ---- | ---- | ---- | ---- | ---- | ---- | ---- | ---- | ---- |
| Betriebe mit unter 2 ha0    | 068  | 0120 | 0150 | 0115 | 086  | 036  | 011  | 02   | 02   |
| Betriebe mit 2–10 ha        | 079  | 085  | 073  | 057  | 024  | 015  | 08   | 04   | 02   |
| Betriebe mit 10–20 ha       | 014  | 02   | 01   | 05   | 06   | 04   | 02   | 02   | 02   |
| Betriebe mit 20 ha und mehr | 0-   | 0-   | 0-   | 01   | 02   | 04   | 06   | 06   | 06   |
| insgesamt                   | 0161 | 0207 | 0224 | 0178 | 0118 | 059  | 027  | 014  | 012  |

Vom 18. bis ins späte 19. Jahrhundert entwickelte sich die Leinenweberei zum wichtigsten wirtschaftlichen Faktor. Für das Jahr 1860 sind in den Kirchenbüchern der evangelischen Kirche namentlich 35 Weber gelistet. Mitte des 19. Jahrhunderts verfügte jede ansässige Familie über einen Webstuhl, um Textilien zum Verkauf und für den Eigenbedarf anzufertigen.
Städtische Händler fuhren im Frühjahr in den Ort, um die Restposten aufzukaufen und an Einzelhändler weiterzugeben. Im Laufe der Industrialisierung sank die Nachfrage der Großhändler jedoch zunehmend, weswegen manche Weber zu Fuß in die Städte reisten, um ihre Ware über Haustürverkäufe abzusetzen. Anfangs stellten die Landweber auf Grund preiswerterer Mietkosten noch eine beträchtliche Konkurrenz für die innerstädtische Produktion dar. Da die Industrie dennoch voranschritt, preiswertere Baumwolle importierte und die Landbetriebe nicht in mechanische Webstühle investierten, verlor das Handwerk in Eschelbronn an Bedeutung. Anfang des 20. Jahrhunderts zählte der Ort noch neun Leinenweber und im Jahr 1909 war die Zahl auf zwei gesunken.
Zeitweise wurde in Eschelbronn Tabak angebaut und getrocknet. Erstmals Ende des 19./Anfang des 20. Jahrhunderts und erneut in der Zeit vor dem Zweiten Weltkrieg bis einige Jahre danach zogen einige Landwirte den Tabakanbau dem damals aufkommenden Zuckerrübenanbau als Zusatzerwerb vor und verkauften die getrockneten Blätter am Auktionstag auf dem Marktplatz. Zur Förderung der Ziegenzucht gab es einige Jahrzehnte lang einen Verein für die Sicherung der Futterversorgung. Die Ziegenhaltung wurde nach dem Ende des Zweiten Weltkrieges nach und nach eingestellt.

### Entwicklung zum Schreinerdorf
Nach den Kirchenbüchern waren Mitte des 18. bis Anfang des 19. Jahrhunderts nur Andreas Wolff (1748–1802) und Johann Adam Butschbacher (1761–1832) als Schreiner tätig. Sie betrieben die Schreinerei vermutlich als Nebentätigkeit zur Landwirtschaft und Leinenweberei. Als Schreinermeister wurden später Johann Georg Wolff (* 1788) und Andreas Schön (1782–1861) genannt.

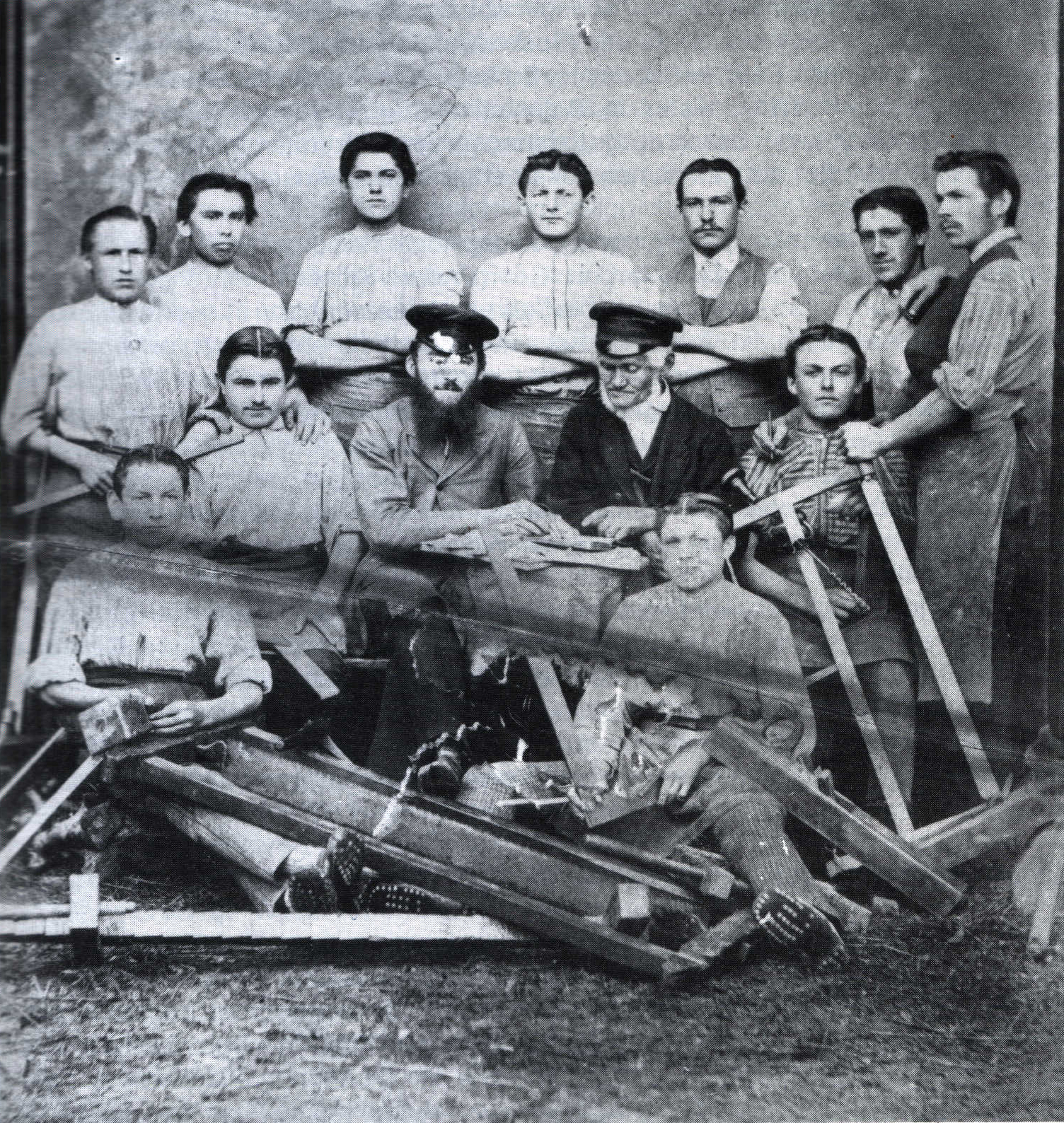
Die Schreinerei Adam Kaiser gilt als Pionierbetrieb des Schreinerdorfs (Aufnahme von 1882)

Um 1868 oder 1870 lernte der Eschelbronner Schreinergeselle Georg Adam Kaiser auf den Wanderjahren in Lahr den aus Lanterswil stammenden Schweizer Johannes Reimann († 6. September 1895) kennen, der ihm die Technik des Furnierens näher brachte und um 1870 nach Beendigung der Wanderjahre mit Kaiser nach Eschelbronn zog. Kaiser führte das Furnierverfahren neben weiteren Neuerungen, die er während der Wanderjahre erlernt hatte, in der Schreinerei seines Vaters in der Neugasse 69 ein. Möbel wurden in Eschelbronn vorher kostenintensiver aus Massivholz gefertigt. Reimann richtete eine Schreinerei im ersten Obergeschoss der Oberstraße 16 ein und fertigte neben Furnieren Intarsien. Die Schreinerei Kaiser bildete 1882 zwölf Gesellen aus, die sich später größtenteils ebenfalls mit Lehrbetrieben selbstständig machten.
Ende des 19. Jahrhunderts fasste das Schreinerhandwerk mehr und mehr Fuß, da zu dieser Zeit noch keine industrielle Konkurrenz bestand, und machte den Ort als Schreinerdorf bekannt. Mit dem Bau des Bahnhofs 1876 wurden die für die Produktion und den Vertrieb erforderlichen Transportmöglichkeiten deutlich verbessert, sodass in einem Protokoll von 1895 von zehn Werkstätten die Rede ist, die in Städte exportierten. 1902 wurde der Ort zudem an das Stromnetz angeschlossen. Um 1910 wurde ins Saargebiet, ins Elsass und nach Lothringen geliefert. In dem Tätigkeitsbericht des Eschelbronner Gewerbevereins aus dem Jahr 1913 waren 41 selbstständige Schreinermeister, 73 Gesellen und 40 Lehrlinge verzeichnet. 1918 übernahm Philipp Ernst die Schreinerei von Kaiser und verlegte den Betrieb in die Schulstraße. Bis 1960 wuchs der Betrieb mit 200 Beschäftigten zum bedeutendsten Unternehmen der Gemeinde an.
Nach dem Ersten Weltkrieg wurde auf Initiative des Kommunisten Adam Windisch der Holzarbeiter-Verband als Interessenvertretung der ortsansässigen Schreiner gegründet. Unmittelbar nach dem Zweiten Weltkrieg baute Windisch, der kurzzeitig als Bürgermeister eingesetzt worden war, die Holzgewerkschaft auf, die einen örtlichen Tarifvertrag durchsetzen konnte.

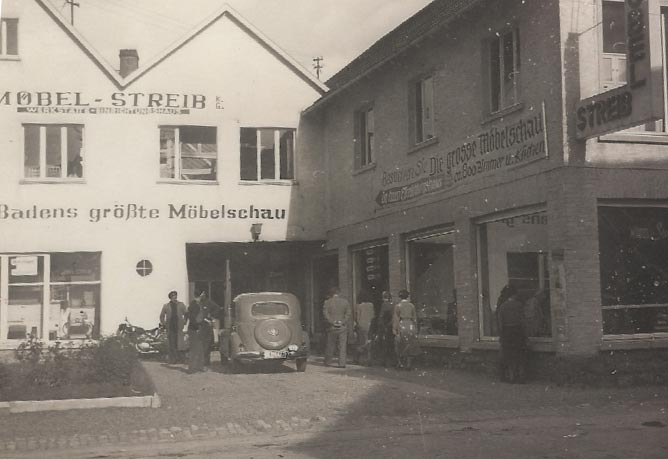
Möbel-Einzelhandel gegen Ende der 1950er-Jahre

In den 1920er-Jahren konzentrierte sich die Produktion vor allem auf Schlafzimmer. 1925 hatte Eschelbronn 1135 Einwohner und 54 Schreinereien. Während sich die Produktion anfangs noch auf Einzelanfertigungen aus der Region konzentrierte, begann zur Jahrhundertwende die Fertigung in Kleinserien, zunächst für Kleiderschränke, die vor allem unter dem Schweizer Begriff Chiffonnier bekannt waren. 1931 wurde für 3000 Reichsmark von Max Stier ein Chevrolet als erstes Möbeltransportfahrzeug Eschelbronns angeschafft, wodurch der Transport nicht mehr an den Schienenverkehr gebunden war. Der Fuhrpark wurde in den 1930er-Jahren mit Fahrzeugen vom Typ Opel Blitz erweitert, die jedoch im Zweiten Weltkrieg für den Sanitätsdienst eingezogen wurden. In den 1930er-Jahren wuchs die Zahl der Schreinereien auf 60. Zeitweise war der Ort wegen der Möbelproduktion als „Mecka der Brautleute“ bekannt. Nach dem Zweiten Weltkrieg entstanden Möbeleinzelhandelsunternehmen in Eschelbronn. Am Marktplatz wurde in den Jahren zwischen 1949 und 1959 das Möbelhaus Streib gebaut, das bis 2005 in Betrieb war und anschließend bis zu seinem Abriss 2014 leer stand. Die umsatzstärkste Zeit hatte der Möbelhandel in den Jahren zwischen 1950 und 1980.
Am 14. und 15. Juli 1979 fand die Jubiläumsfeier 100 Jahre Schreinerdorf Eschelbronn statt. Während der 1980er-Jahre produzierte das Unternehmen Geiß täglich etwa 20 Schlafzimmer. Die Anzahl an Möbelschreinereien und -werkstätten sowie Möbelfachgeschäften nahm in den folgenden Jahrzehnten stetig ab, sodass Mitte der 2000er-Jahre noch etwa zehn Betriebe gezählt wurden. Im alten Schulhaus existiert ein Schreinermuseum.
Im Auto- und Technikmuseum Sinsheim befindet sich seit 2017 eine Sitzbank in Form eines Hobels, die als Leihgabe von einem Eschelbronner Schreinerunternehmen zur Verfügung gestellt wurde und mit einem Wappen und einem Schriftzug auf das „Schreinerdorf Eschelbronn“ verweist.
Im Januar 2022 wurde der Gemeinde durch den baden-württembergischen Innenminister Thomas Strobl offiziell die Zusatzbezeichnung „Schreinerdorf“ verliehen.

### Wirtschaftliche Entwicklung neben der Land- und Holzwirtschaft
Die erste Dokumentation einer gastronomischen Einrichtung stammt aus dem Jahr 1568, wo im Zusammenhang mit einer Schlägerei von „der Eschelbronner Wirtschaft“ zu lesen ist. 1835 existierten vier gastronomische Einrichtungen, betrieben von Konrad Dörzbach, Georg Reichert, Philip Dinkel und Daniel Jungmann. Zwei Gastronomiebetriebe sollen sich laut mündlicher Überlieferungen in der Kandelstraße befunden haben.
1888 trat Eschelbronn der Schwarzbachfischereigenossenschaft mit Sitz in Waibstadt bei, deren Ziel darin bestand, den Fischbestand im Schwarzbach zu optimieren. Am 1. Januar 1899 wurde der Gewerbe- und Handwerkerverein als Zusammenschluss und Interessenvertretung der örtlichen Gewerbetreibenden und Handwerker gegründet, der 1910 mit 30 Mitgliedern unter dem Namen Gewerbeverein Eschelbronn aktiv war. Ab 1929 diente ein von Wilhelm (Max) Stier zum Kaufpreis von 1200 Reichsmark beschaffter Mercedes-Benz, Baujahr 1925, als erstes gewerbsmäßig genutztes Taxi in Eschelbronn, das insbesondere zur Beförderung von Unternehmensvertretern bestimmt war, die Eschelbronn für Unternehmensbesuche in Schreinerbetrieben aufsuchten.
Am 5. Juli 1880 wurde der Darlehenskassenverein Eschelbronn gegründet und 1890 in Ländlicher Kreditverein Eschelbronn e.G.m.u.H. umbenannt. 1927 erfolgte eine weitere Umbenennung in Spar- und Darlehenskasse e.G.m.u.H. Die unbeschränkte Haftpflicht wurde 1955 durch eine beschränkte Haftpflicht ersetzt. Mitte der 1950er-Jahre erwirtschaftete die Kasse monatlich einen Umsatz von etwa einer Million Mark. 1936 nahm die Sparkasse mit wöchentlichen Kundenbesuchen ihre Tätigkeit in Eschelbronn auf und richtete 1958 in dem Wohnhaus in der Oberstraße 4 eine feste Filiale ein, in der zunächst einmal, später zweimal wöchentlich feste Betriebszeiten bestanden. Mit Umbauarbeiten im Jahr 1970 wurde die Filiale für die steigende Nachfrage ausgebaut und 1980 eine feste Zweigstelle der Sparkasse Sinsheim in der Kandelstraße eröffnet. 1954 entstand eine Produktionsstätte des Klavier- und Flügelherstellers C. Bechstein.
Der Unternehmer Roland Ernst, Enkel des Möbelfabrikanten Philipp Ernst, gründete 1959 das Unternehmen „Möbelvertrieb Eschelbronn“, mit dem er später vor allem auf dem Immobilienmarkt tätig war. Eschelbronn nahm über das Unternehmen über zwei Millionen DM an Gewerbesteuer ein, bis es 1986 nach Heidelberg verlegt wurde.

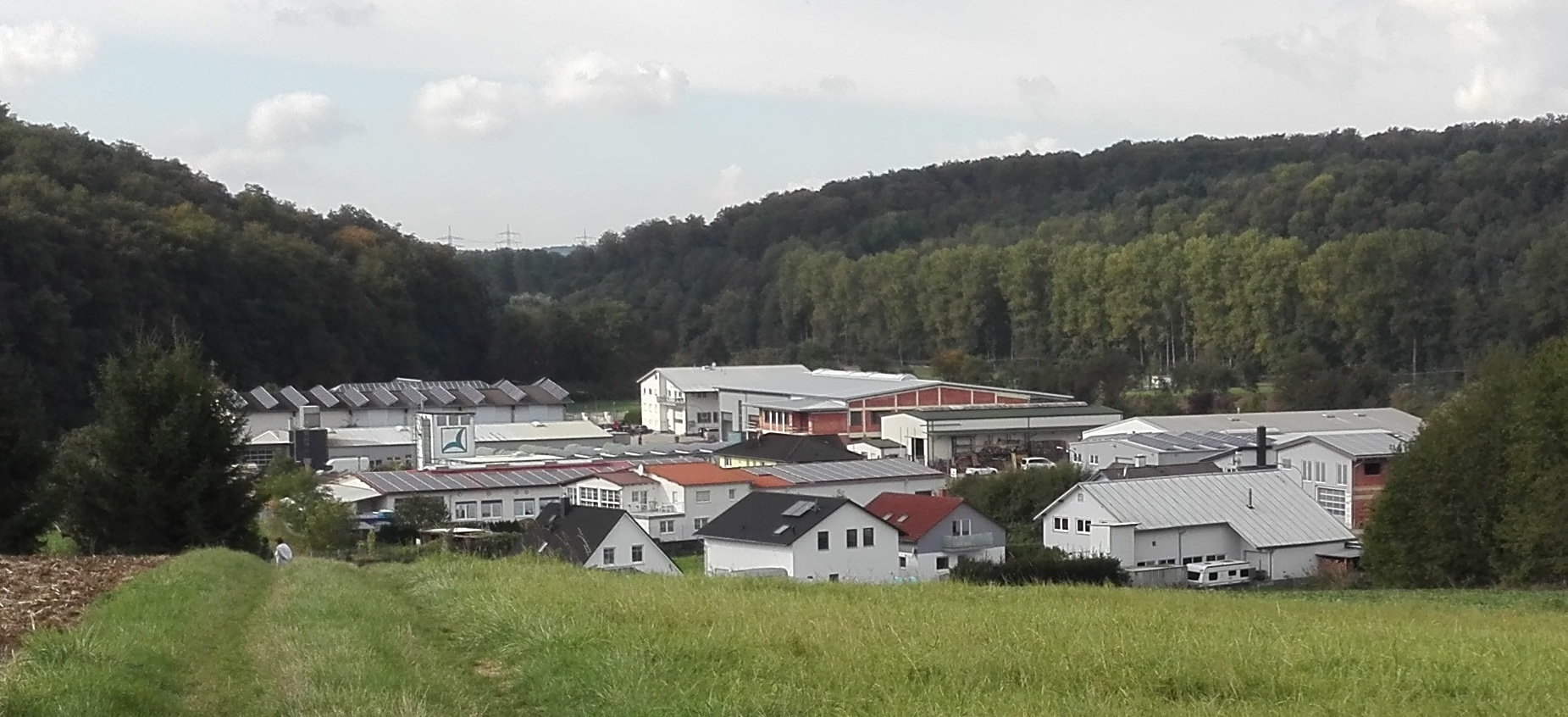
Blick auf das Industriegebiet

1960 wurde die Paul Ernst Maschinenfabrik gegründet. Das Unternehmen verkaufte zu Beginn vor allem Schwabbel-Maschinen an örtliche Schreinerei-Betriebe und konnte sich 1962 mit der Entwicklung einer Lackzwischenschliffmaschine, die über 2500 Mal verkauft wurde, überregional etablieren. Die Paul Ernst Maschinenfabrik gilt als Technologieführer für Maschinen zum Entgraten von Blechen und gewann 1993 den Innovationspreis des Landes Baden-Württemberg. Ende 2014 wurde das Unternehmen, das zu der Zeit 45 Menschen beschäftigte und einen Umsatz von knapp sieben Millionen Euro erzielte, an den oberösterreichischen Spezialmaschinenbauer Wintersteiger verkauft. Wegen rückläufiger Umsatzzahlen wurde das Werk im Mai des Folgejahres zunächst auf Kurzarbeit umgestellt und Ende 2015 eine vollständige Schließung angekündigt. Die rückläufigen Umsätze seien unter anderem auf die Wirtschaftssanktionen gegen Russland zurückzuführen.
Ende 2016 begann der Getränkehersteller Naturella auf einem Privatgrundstück in der Bruchklinge eine Bohrung zur Gewinnung von Mineralwasser, das zur Herstellung von Fruchtsäften verwendet werden sollte. Geplant war zunächst ein einjähriger Pumpversuch zur Erhaltung einer Genehmigung für eine dauerhafte Grundwasserförderung durch das Wasserrechtsamt, bei Nutzung gemeindeeigener Wirtschaftswege. Das Wasser hätte zum Abfluss über den Schwarzbach in den Oppenlochgraben geleitet werden sollen. Von dem Unternehmen wurde als Entgegenkommen die Einrichtung einer Wasserentnahmestelle für die Bürgerinnen und Bürger zugesagt. Der Gemeinderat lehnte das Vorhaben ab, da eine Absenkung des Grundwassers und eine Beeinträchtigung der Wasserversorgung im Ort befürchtet wurden.

### Historische Unternehmen

#### Schuhmannsmühle
Die Schuhmannsmühle, auch „Alte Mühle“ genannt, war eine Bannmühle und die größte und älteste der drei am Epfenbach gelegenen Mühlen. Sie existierte mehrere Jahrhunderte lang und befand sich an dem Straßendreieck Richtung Eschelbronn, Meckesheim und Epfenbach am Mühlkanal, einem höher gelegenen Wasserlauf des Epfenbachs nahe dessen Mündung in den Schwarzbach. Laut einem Mühlenverzeichnis des Amts Dilsberg aus dem 16. Jahrhundert gehörte sie ursprünglich den Vogtsjunkern Johann Friedrich Herrn zu Eltz und Hans Pleiker Landtschad. Diese vererbten die Mühle dem ersten namentlich bekannten Müller Michel Schütz. Aus einem Erblehensbrief geht hervor, dass 1711 Hans Georg Schuhmann der neue Betreiber war. Im 18. Jahrhundert ging der Besitz an die Herren von Venningen über, diese überließen die Mühle jedoch mit einem Erblehen über mehrere Generationen der Familie Schuhmann. Das Erblehen wurde im August 1852 aufgehoben.
Während des Zweiten Weltkriegs wurde in der Mühle für die Wehrmacht gemahlen. Der Betrieb wurde in den Jahren 1956/57 eingestellt und die Mühle am 25. Mai 1956 für 73.500 Mark von der Gemeinde Eschelbronn der Familie Schuhmann abgekauft. In den Jahren 1967/68 verkaufte die Gemeinde die Mühlenanlage in zwei Grundstücksteilen weiter. Sie wurde im Laufe der Zeit durch Neubauten ersetzt.

#### Ziegler’sche Mühle

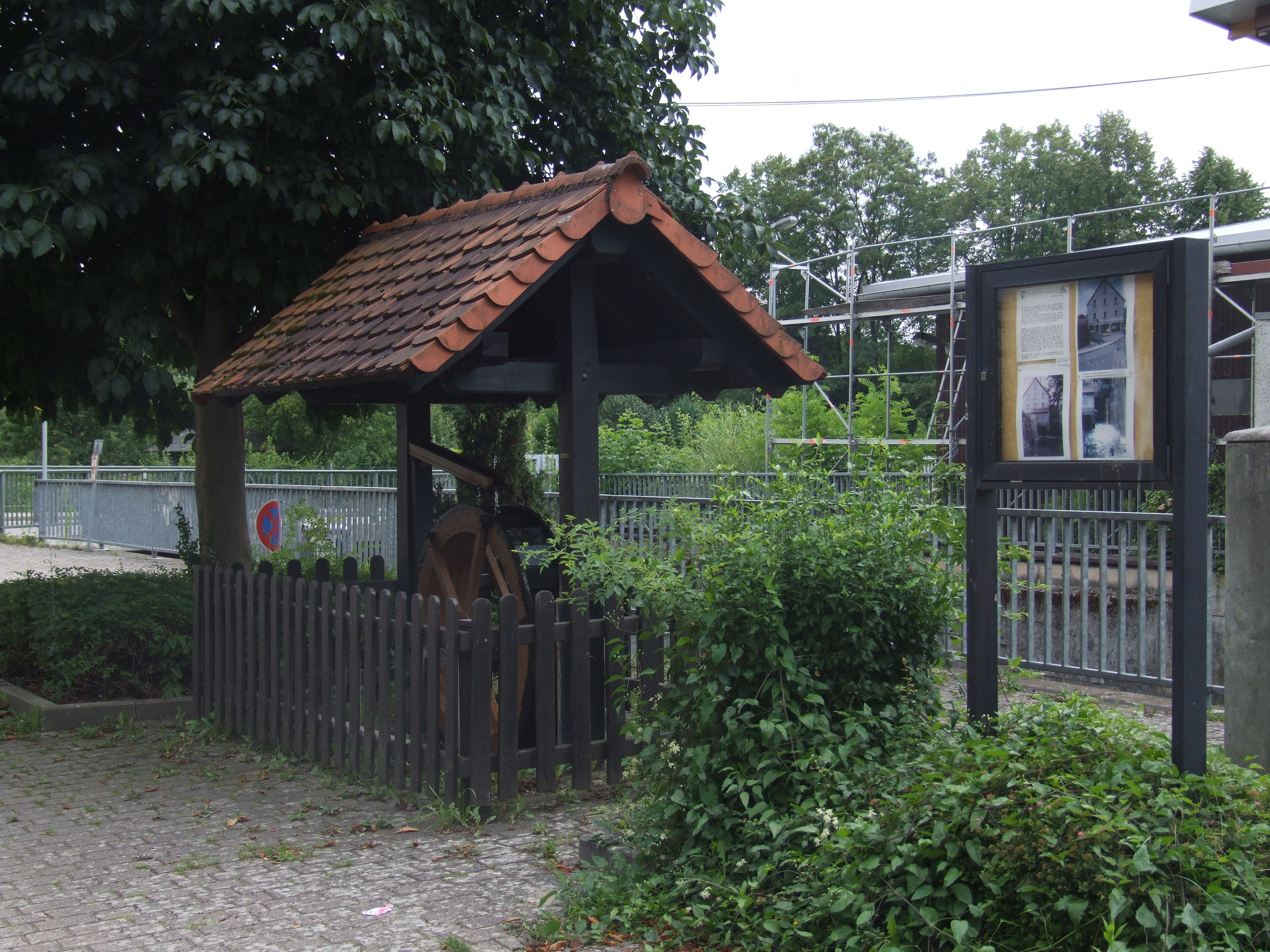
Ein Wasserrad und eine Infotafel erinnern an die Ziegler’sche Mühle

Die Ziegler’sche Mühle war eine mit der Schuhmannsmühle konkurrierende Säge- und Mahlmühle. Sie stand ab 1668 an der Brücke am Schwarzbach und führte mehrfach zu Kontroversen wegen vertraglicher und rechtlicher Auseinandersetzungen zwischen den Betreibern und der Gemeinde und zu wiederkehrenden, durch ihren Standort verursachten Hochwassern. Im 18. Jahrhundert waren zudem eine Hanfreibe und eine Ölmühle in Betrieb.
Im Jahr 1985 wurde die Mühle abgerissen. Heute befindet sich an dieser Stelle ein Erinnerungsplatz mit einem Wasserrad und einer Informationstafel. Weiterhin wurde die anliegende Sägemühle betrieben, die sich in den 2000er-Jahren in der sechsten Generation der Familie Ziegler befand.

#### Ziegelei Maßholder
Die Ziegelei Maßholder bestand ab dem 17. Jahrhundert in der Friedhofstraße und wurde zu einem traditionellen Familienbetrieb mit einer über 300-jährigen Geschichte. Die Gründungszeit lässt sich nicht mehr genau datieren. Die Ziegelei erlebte in den 1890er-Jahren einen besonderen Aufschwung, verursacht durch zunehmende Bautätigkeiten, und belieferte die umliegende Region über die Gemeinde hinaus.
Der zur Herstellung verarbeitete Lehm wurde aus der einige hundert Meter entfernt gelegenen Lehmgrube nahe dem sogenannten Fuchsbau gewonnen. Mit Beginn des Ersten Weltkriegs wurde die Produktion von Lehmziegeln beendet. Nach dem Krieg übernahm Jakob Maßholder den Betrieb von seinem Vater Adam Maßholder und stellte ihn auf die Produktion von Schlackensteinen um. Die Schlacke wurde hierzu aus Wiesloch bezogen. Bis etwa 1927 wurden Tuffsteine produziert. Außerdem gehörte dem Unternehmen ein Steinbruch, aus dem Mauersteine zum Häuserbau gewonnen wurden. Der Betrieb der Ziegelei wurde später aus Altersgründen aufgegeben und die Gebäude 1954 abgerissen.

#### Philipp Ernst
Das Unternehmen Philipp Ernst bestand von 1918 bis 1970 und entwickelte sich zu einem der größten Eschelbronner Unternehmen. Der Gründer Ernst arbeitete zunächst in der Schreinerei Adam Kaiser, dem ältesten Schreinerbetrieb Eschelbronns. Nachdem Kaiser die Schreinerei aufgegeben hatte, übernahm Ernst 1918 dessen Werkstatt in der Neugasse. Um den Betrieb zu vergrößern, baute er eine Betriebsstätte im sogenannten „Neuen Stadtviertel“ zwischen Schul-, Garten-, Wiesen- und Ringstraße. Die Philipp Ernst oHG, deren Schornstein während seines Bestehens das Eschelbronner Ortsbild prägte, produzierte ausschließlich Schlafzimmer. Nur während des Zweiten Weltkrieges wurden zeitweise Munitionskisten hergestellt. Nach dem Krieg wuchs die Fabrik mit über 200 Arbeitsplätzen zu einem bedeutenden Unternehmen in der Region. Im März 1970 wurde der Betrieb eingestellt und das Gelände von einem Unternehmen übernommen, das es 1972 erneut weitergab. 1987 kaufte ein regionales Bauunternehmen das Areal, nachdem es ein Jahr lang ungenutzt gewesen war, und errichtete Wohnhäuser darauf.

#### Gasthaus und Brauerei zur Sonne

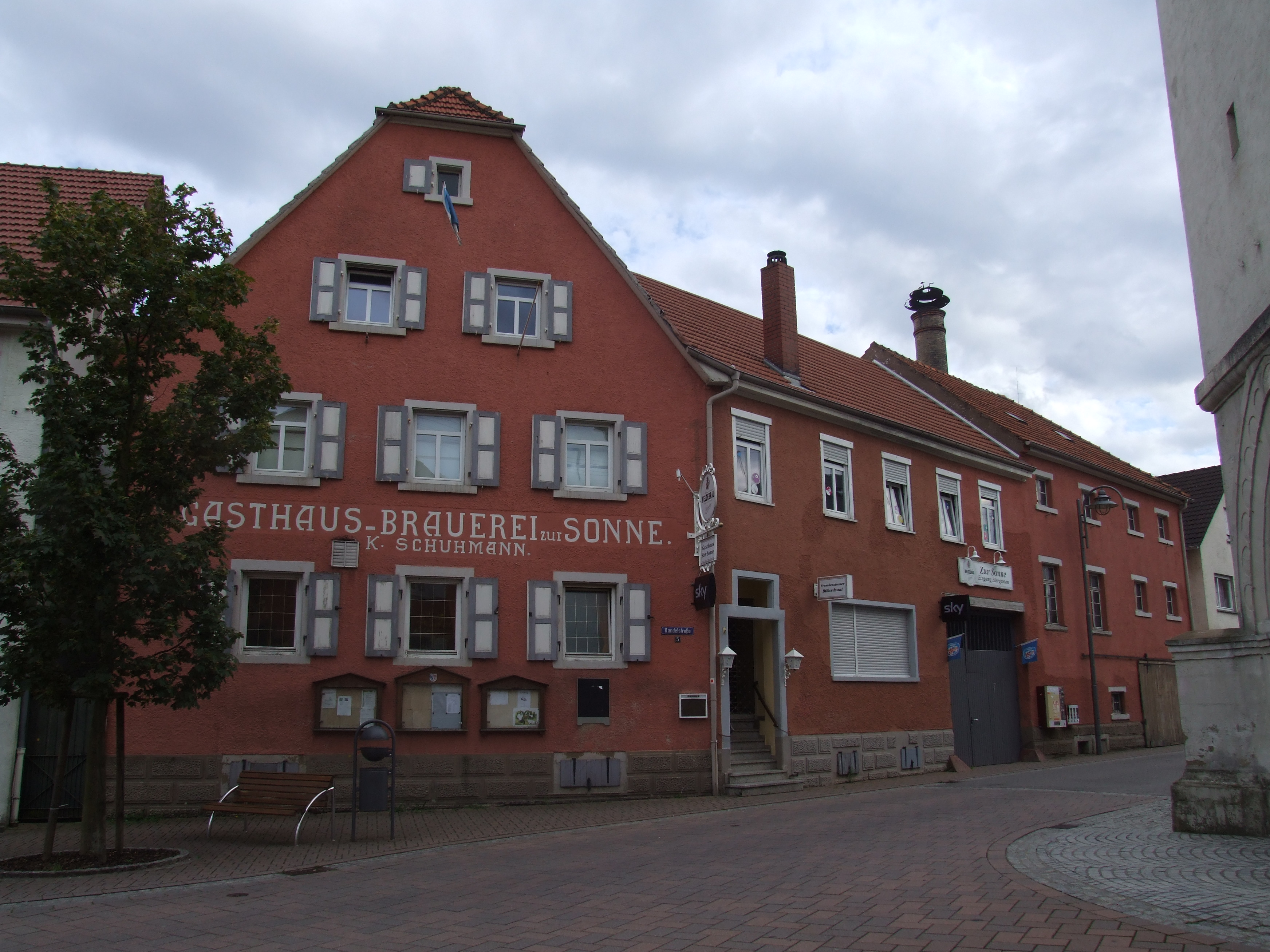
Gasthaus zur Sonne am Marktplatz

Das „Gasthaus zur Sonne“ in der Kandelstraße am Eschelbronner Marktplatz ist das wahrscheinlich älteste Gasthaus der Gemeinde. Es besitzt Fremdenzimmer, betrieb eine Kegelbahn und wurde von mehreren örtlichen Vereinen als Vereinslokal genutzt. Das Gasthaus wurde namentlich erstmals mit der Vergabe neuer Schildgerechtigkeiten im Jahr 1856 erwähnt. Es wurde von Heinrich Ganshorn betrieben, der 1874 nach Amerika auswanderte, und wechselte im Laufe der Zeit mehrmals den jeweils als „Sonnenwirt“ bezeichneten Besitzer. Die Brauerei wurde 1877 eingerichtet. Als weitere Betreiber sind der Metzger Friedrich Ernst und später Karl Schuhmann dokumentiert, der das Lokal über drei Generationen als Familienbetrieb weitergab. Die Biermarke „Sonnenbräu“ wurde mit dem Slogan „Trinkt Schuhmann′s Tropfen aus Malz u. Hopfen“ beworben. Nachdem der Brauereibetrieb eingestellt worden und das Ehepaar Schuhmann der dritten Generation in Ruhestand gegangen waren, wurde der Betrieb erneut an wechselnde Betreiber weitergegeben.

#### Gasthaus und Brauerei zum Deutschen Kaiser
Das im 19. Jahrhundert gegründete „Gasthaus zum Deutschen Kaiser“ befindet sich am Marktplatz in der Schloßstraße. Der Gastronom Konrad Dörzbach betrieb bereits 1835 ein Gasthaus in Eschelbronn. Es trug den Namen „Gasthaus zum Adler“ und wurde 1861 von dem Schwiegersohn Dörzbachs Georg Michael Scholl übernommen und 1870 von dem Ratschreiber Christian Dinkel gekauft, der es 1871 umbenannte in „Gasthaus zum Deutschen Kaiser“. Nach dem Ersten Weltkrieg wurde Saal- und Café in der Neidensteiner Straße angebaut. Nach dem Zweiten Weltkrieg wurde das Gasthaus bis zum Ruhestand des Ehepaars Eugen und Anni Dinkel geborene Frick von der Familie Dinkel weiterbetrieben. Zugehörig waren eine hauseigene Brauerei, ein Veranstaltungssaal, eine Kegelbahn und Fremdenzimmer. Es wechselte anschließend mehrmals den Besitzer, bis ein aus Jugoslawien stammender Gastronom  den Betrieb übernahm.

#### Gasthaus zum Goldenen Pflug

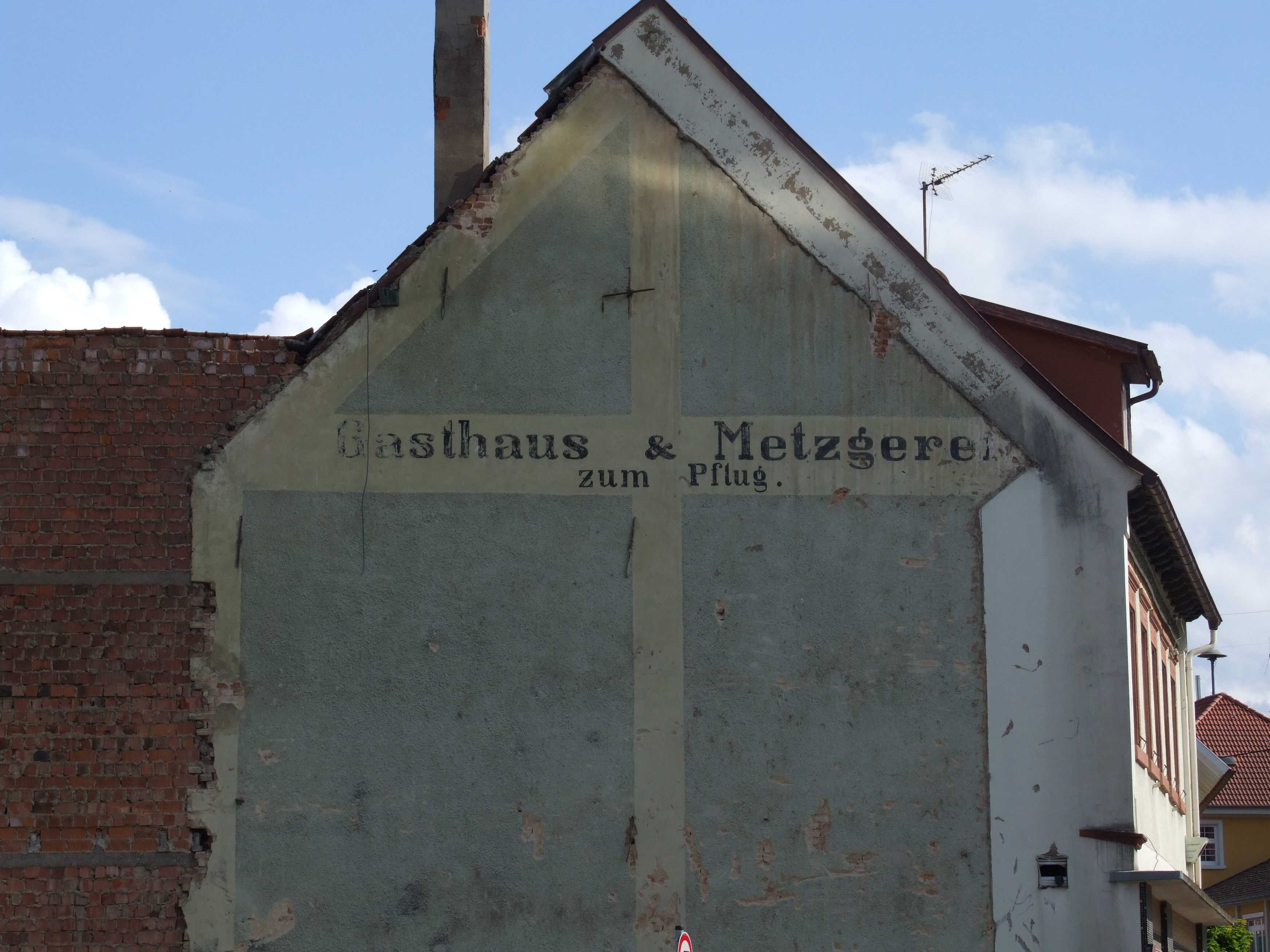
Nach Abriss eines anliegenden Gebäudes wurde die Reklame des ehemaligen Gasthauses zum Pflug vorübergehend wieder sichtbar.

Das Gasthaus zum Pflug existierte 64 Jahre lang in der Bahnhofstraße. Es wurde von dem Betreiber Christoph Stier im Jahr 1909 eröffnet und wechselte mehrmals den Pächter. Später übernahm eine Metzgerei aus der Nachbargemeinde Reichartshausen den Betrieb. Der Metzgereibetreiber schloss das Gasthaus im Jahr 1973 und führte nur noch den Metzgereibetrieb fort. Nach dem Abriss eines anliegenden Gebäudes im 21. Jahrhundert wurde die Reklame des ehemaligen Gastraums wieder sichtbar, jedoch einige Zeit später übermalt.

#### Gasthaus zum Löwen
Das Gasthaus zum Löwen in der Oberstraße wurde bei seiner ersten namentlichen Erwähnung 1856 von Georg Adam Butschbacher betrieben. Zugehörig waren sieben Fremdenzimmer, eine Kegelbahn, eine Gartenwirtschaft und ein Gaststall für Pferde. Pächterwechsel fanden im Jahr 1909 sowie vor und nach dem Zweiten Weltkrieg statt. 1976 wurden das Haus gekauft und die Gasträume modernisiert. Anfang der 1990er Jahre wurde das Gasthaus von einer Familie aus dem griechischen Fischerort Ammoudia übernommen.

#### Weitere Unternehmen
In den 1920er-Jahren befand sich eine von Adolf Hotop betriebene Buchdruckerei im Ort. Weitere ehemalige gastronomische Einrichtungen waren der Eschelbronner Hof, das 1965 eröffnete Eiscafé Reichert, das Cafe Laule, das Café Picco und in den Räumlichkeiten des ehemaligen Eiscafé Reichert von 1988 bis 1992 die Pizzeria Da Tina, die von 1994 bis 2000 als Pizzeria Salento weiterbetrieben wurde.

## Infrastruktur

### Bildung

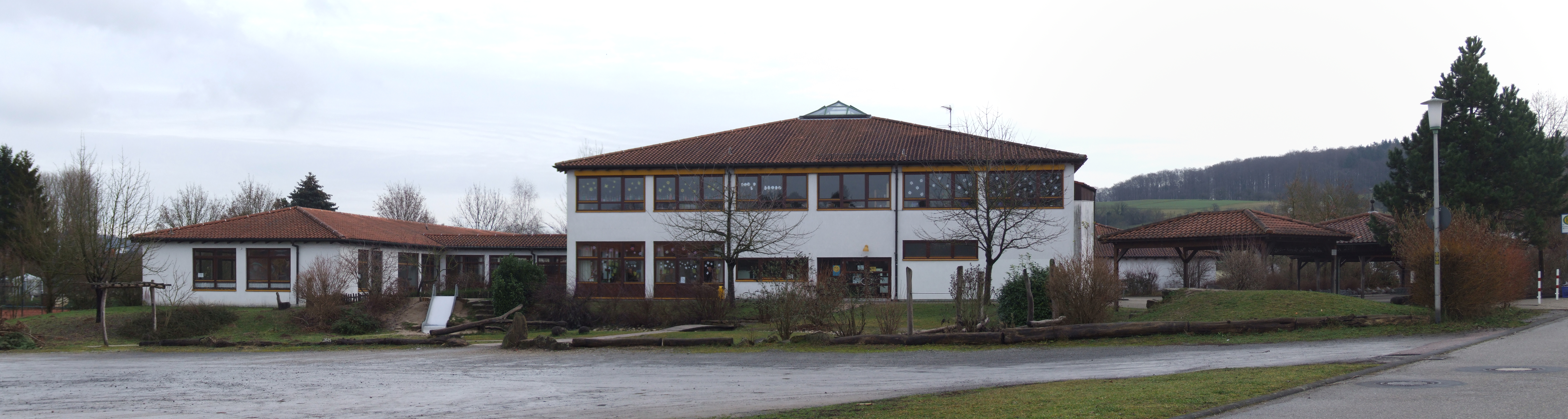
Grund- und Hauptschule mit Werkrealschule

Eschelbronn besitzt mit der Schlosswiesenschule eine gemeinsame Grund- und Hauptschule mit Werkrealschule. Die Haupt- und Werkrealschule wird von Schülerinnen und Schülern aus Eschelbronn und Neidenstein besucht. Seit 1996 bietet die Schule mit zwei pädagogischen Fachkräften eine Kernzeitbetreuung an.

### Entwicklung und ehemalige Bildungseinrichtungen
Die erste belegbare Volksschule lässt sich auf das Jahr 1717 datieren. Im 18. Jahrhundert existierte eine Industrieschule. Später fand der Unterricht im alten Rathaus, sowie anschließend in dessen Neubau statt, bis das 1911 erbaute Schulhaus fertig gestellt war.
Lehrlinge wurden sonntags in Waibstadt unterrichtet, bis, unter anderem auf Initiative des Gewerbe- und Handwerkervereins, am 2. Mai 1908 eine Gewerbeschule in Eschelbronn eingerichtet wurde. Die Eschelbronner Gewerbeschule wurde mit zunehmender Anzahl an Schülerinnen und Schülern ab 1926 in drei aufsteigende Klassen unterteilt und 1929 die Ausbildung zunächst auf das Bau- und Holzgewerbe, später gänzlich auf die Schreinerei beschränkt. Nach einem Entschluss des Landkreises Sinsheim nach 1950 wurde für die Schreinerfachschule ein eigenes Schulhaus erbaut. Später wurde sie nach Sinsheim verlegt.
Am 20. Juni 1962 wurde ein Antrag auf Anbau und Erweiterungen der Grund- und Hauptschule im alten Schulhaus an das örtliche Schulamt gestellt und die Notwendigkeit zusätzlicher Räume nach Prüfung durch das Gesundheitsamt Sinsheim am 19. Dezember desselben Jahres bestätigt. Eine Kommission des Oberschulamts Karlsruhe schlug daraufhin nach einem Besuch am 28. Mai 1963 einen Neubau vor, der jedoch nicht realisiert wurde. Stattdessen wurde 1966 das Schulgebäude der ehemaligen Schreinerfachschule als Hauptschule für Schülerinnen und Schüler aus Eschelbronn und Neidenstein eingerichtet.
Da bei Schulveranstaltungen die Mithilfe der Mitglieder des Elternbeirats abnahm, wurde am 30. Januar 1984 der Förderverein der Grundschule Eschelbronn und der Nachbarschafts-Hauptschule Neidenstein (später: Förderverein der Schloßwiesenschule Eschelbronn-Neidenstein) als Bindeglied zwischen Schulverwaltung und Elternbeirat gegründet. Der Verein mit ursprünglich über 50 Mitgliedern übernimmt die Organisation von Schulfeiern, während die Schule und die Lehrkräfte für die Programmgestaltung verantwortlich sind. Des Weiteren beteiligt er sich am Kinderferienprogramm und den Kirchweihumzügen. Mittels Einnahmen von Schulveranstaltungen finanziert der Verein den Nachhilfeunterricht, gibt Zuschüsse für Klassenfahrten und Landschulheimaufenthalte und übernimmt die Kosten für Neuanschaffungen an Lehrmaterial.
Die Baugenehmigung für die neue Grund- und Hauptschule mit Werkrealschule wurde im März 1987 erteilt. Der Bau begann im Oktober desselben Jahres unter dem Entwurf des Architektenbüros Loewer. Das Richtfest fand am 12. August 1988 statt. 1989 wurde die Schlosswiesenschule mit Gesamtkosten von 8,5 Millionen Mark fertiggestellt und im Rahmen der 1200-Jahr-Feier der Gemeinde im Herbst eröffnet. Seit 2015 stellt die Schlosswiesenschule eine Ganztagsgrundschule mit Mensabetrieb.

### Kindergarten
Der Kindergarten wird von einer Kindergartenleiterin, vier ganztags tätigen Gruppenleiterinnen und drei halbtags tätigen Erzieherinnen betreut.
Ursprünglich wurde am 18. August 1856 eine evangelische „Kinderbewahranstalt“ als Schule für Kleinkinder gegründet und war in der Friedhofstraße 14 untergebracht. Die Institution zog später in die Bahnhofstraße 4 und war anschließend in der Bahnhofstraße 7 untergebracht, worauf die Gegend später noch im Volksmund „Kinderschulberg“ genannt wurde. Nach einem Brand fand sie in der Siedlerstraße 5 eine neue Unterkunft. Ein Kindergarten wurde erstmals 1893 in der Neugasse Ecke Siedlerstraße erbaut und bis 1969 genutzt. Ab dem Jahr 1900 wurde er von dem Kleinkinderschulverein bis zu dessen Auflösung 1948 verwaltet. Der heutige Kindergarten „Die Holzwürmer“ befindet sich hinter dem Pfarrhaus in der Neidensteiner Straße. 2013 erfolgte ein Umbau, dessen Kosten auf etwa eine Million Euro veranschlagt wurden. Bei den Arbeiten kamen im Rahmen zweier Unfälle drei Bauarbeiter ums Leben. Die neuen Räume wurden am 17. März 2014 bezogen.

### Verkehr

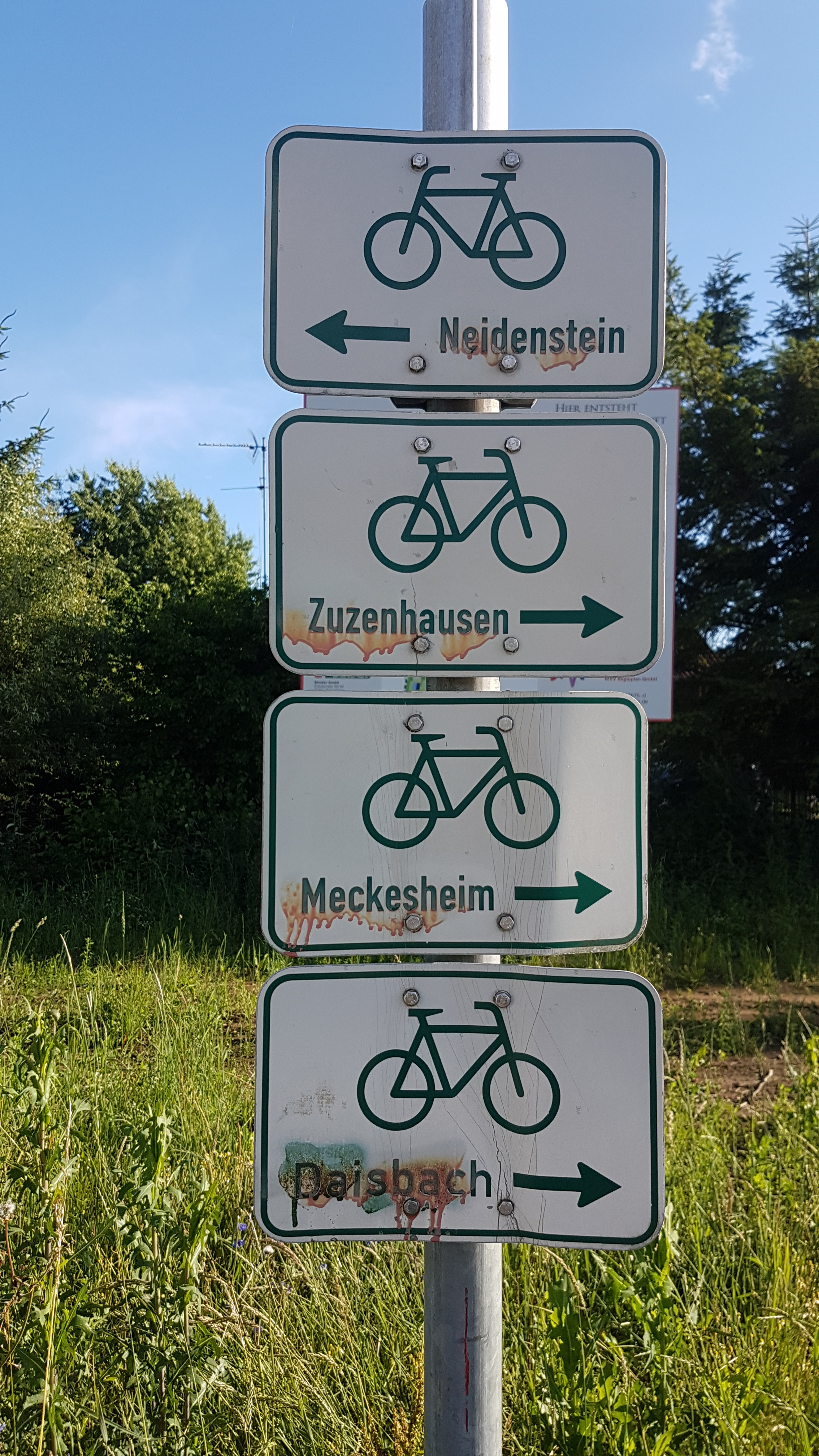
Radwegebeschilderung in Eschelbronn

#### Öffentlicher Personenverkehr

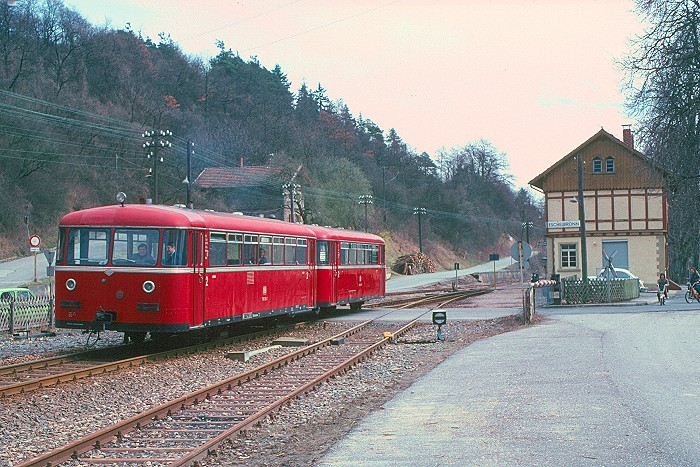
Bahnhof 1980

Eschelbronn ist seit 1862 an die Bahnstrecke Meckesheim–Neckarelz angebunden. Diese wurde später mit einer Linie in das Netz der S-Bahn RheinNeckar eingebunden, mit der über die Linien S5 und S51 umsteigefreie Verbindungen nach Heidelberg und Mannheim bestehen.
Das Unternehmen PalatinaBus verbindet die Gemeinde über die drei Buslinien 782, 795 und 796 mit dem Busnetz Sinsheim und Umgebung. Es existieren die sechs Bushaltestellen Schule, Neuapostolische Kirche, Post, Bahnhof, Seerain und Industriestraße.

#### Motorisierter Individualverkehr
Der Ort ist über die 1969 fertiggestellte Landesstraße 549 an die Bundesstraße 45 angebunden und liegt in der Nähe der Bundesautobahn 6 zwischen den Auffahrten Rauenberg und Sinsheim.
Im Jahr 1983 waren 1062 Kraftfahrzeuge angemeldet. Die Anzahl der zugelassenen Fahrzeuge stieg bis 2005 auf 1985 und war in den folgenden Jahren bis 2009 mit 1675 Fahrzeugen wieder rückläufig, wobei ab 2008 statistisch nur noch angemeldete Fahrzeuge ohne vorübergehende Stilllegungen oder Außer-Betrieb-Setzungen aufgeführt werden. Im Jahr 2012 waren 1862 Fahrzeuge zugelassen.

#### Radverkehr

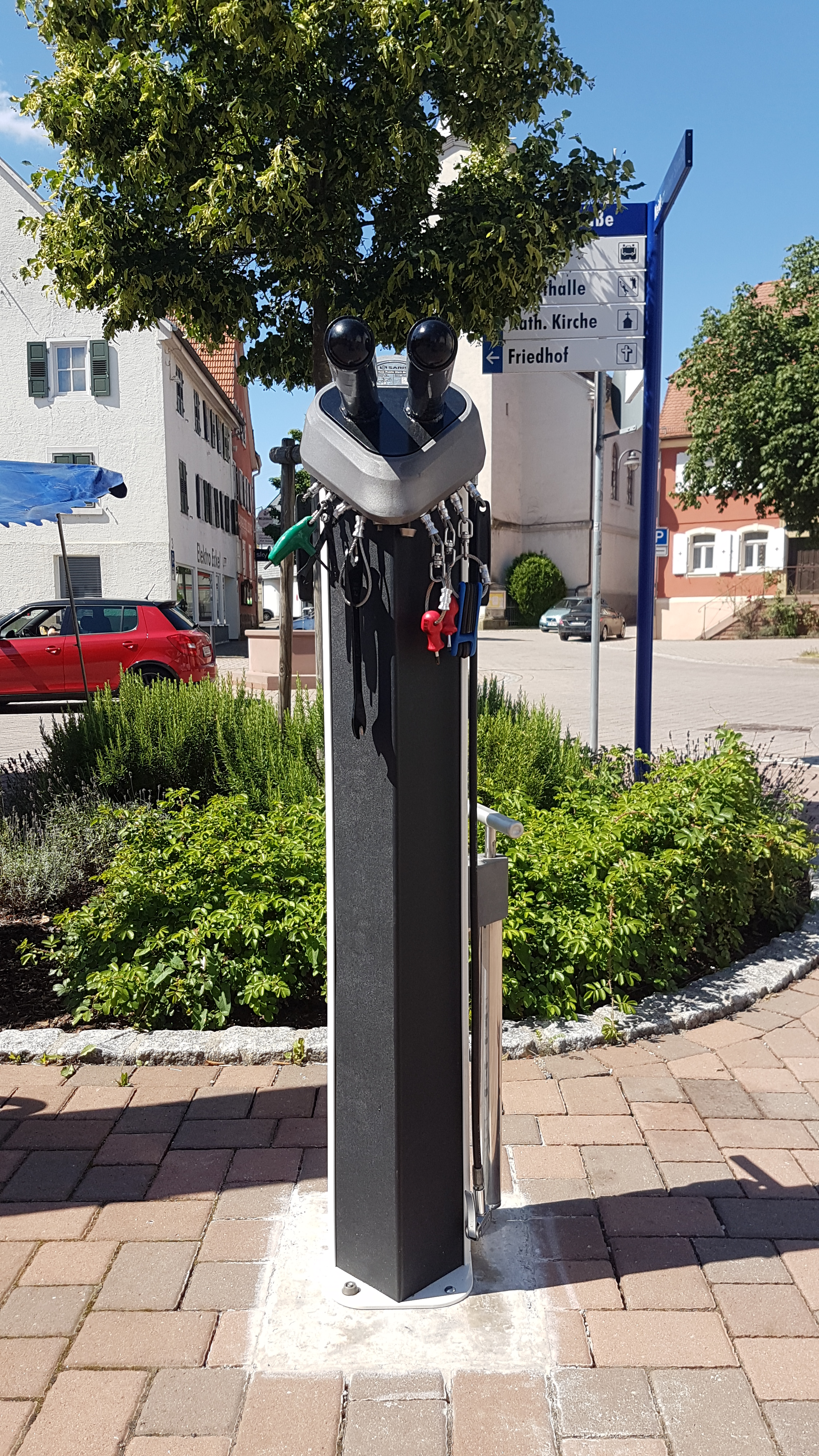
Fahrrad-Servicestation am Marktplatz

Durch eine Alltagradsroute aus dem Radnetz Baden-Württemberg ist Eschelbronn über Meckesheim mit Neckargemünd und in der anderen Richtung über Neidenstein und Waibstadt mit Mosbach verbunden.
Innerhalb des Siedlungsgebiets existieren keine baulichen Radwege. Lediglich auf der Neidensteiner Straße befindet sich ab der Kreuzung Neugasse / In den Kirchwiesen in rechter Fahrtrichtung Richtung Neidenstein ein straßenbegleitender gemeinsamer Geh- und Radweg. Eschelbronn ist mit der Nachbargemeinde Spechbach neben den Kreisstraßen 4279 und 4180 durchgängig mit einem Radweg verbunden. Ein weiterer Rad- und Fußgängerweg nach Epfenbach ist vorgesehen.
Durch Eschelbronn verläuft die Burgen-Tour Kraichgau-Stromberg, eine etwa 52 Kilometer lange regionale Radroute, die den Ort mit den Gemeinden Zuzenhausen und Neidenstein verbindet.
Auf dem Marktplatz befindet sich eine öffentliche Fahrradservice-Station.

#### Fußverkehr und Wanderwege
Durch Eschelbronn führt der Main-Stromberg-Weg, ein 171,5 Kilometer lange Fernwanderweg, der von Hessen nach Baden-Württemberg führt. Er verbindet die Gemeinde mit den umliegenden Orten Mönchzell und Daisbach.
In Eschelbronn existieren drei Wanderparkplätze für insgesamt sechs Wanderwege des Naturparks Neckartal-Odenwald. Der Wanderparkplatz Kallenberg ist Ausgangspunkt für den vier Kilometer langen Hetzenloch-Weg, der Wanderparkplatz Lohbrunnen für den Bußloch-Weg (Länge: 2,9 Kilometer) und der Wanderparkplatz Sporthalle für den Neurott-Weg (Länge: 3,3 Kilometer), den Weißeberg-Weg (Länge: 3,8 Kilometer), den Kuhloch-Weg (Länge: 4,8 Kilometer) und den Schloss-Weg, der von der Burg Neidenstein über Eschelbronn nach Mönchzell führt und als einziger der sechs Wanderwege kein Rundwanderweg ist (Länge: 4,7 Kilometer).

### Wasserversorgung

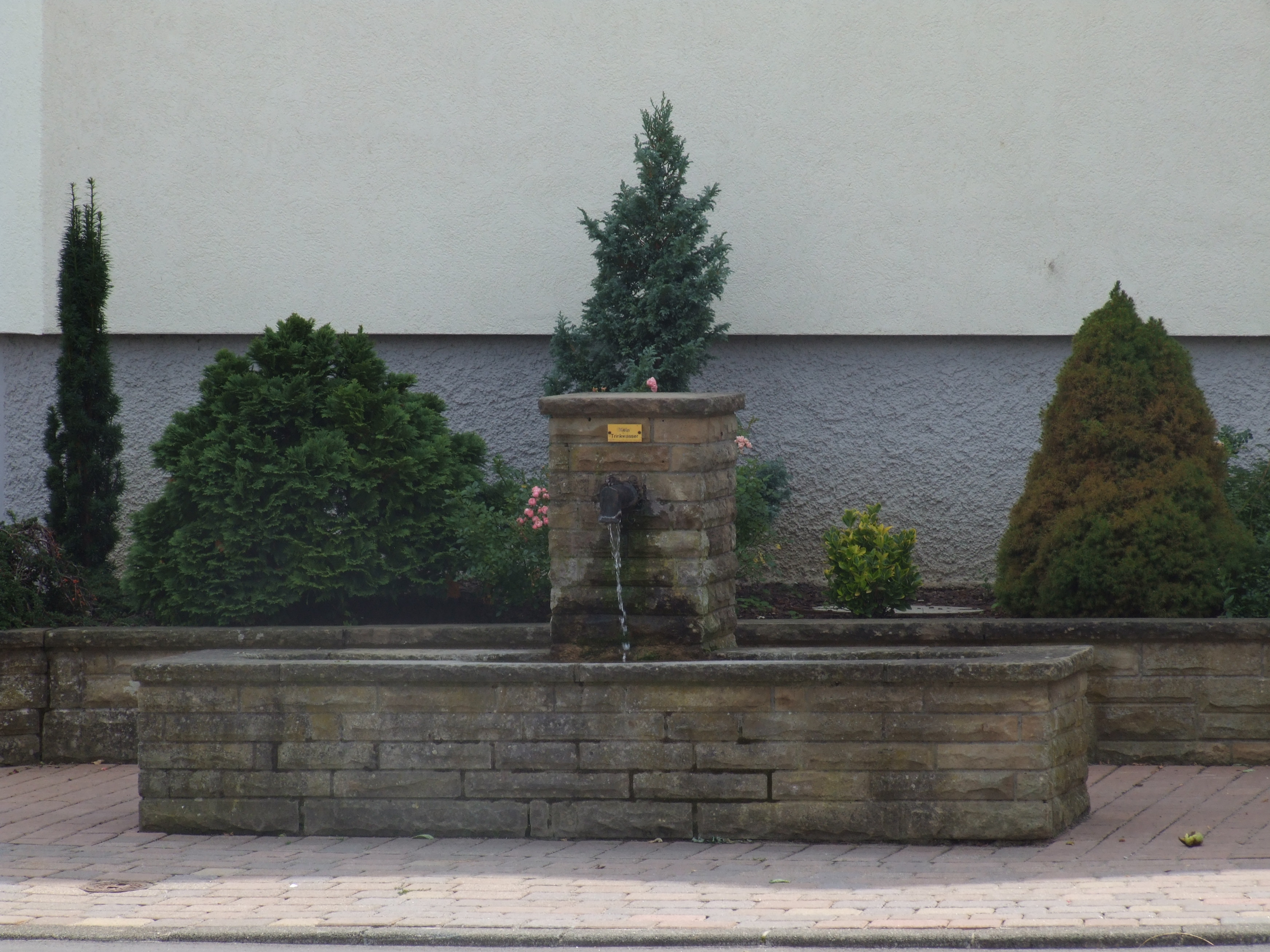
Während Trinkwasser seit 1928 aus der Hetzenlochquelle gefasst wird, wurden die Dorfbrunnen an der Durstbüttenstraße (siehe Bild), der Neugasse und dem Rathaus an die Durstbüttenquelle angeschlossen.

Trinkwasser wird in Eschelbronn zu etwa 85 Prozent mit dem Härtegrad 21 bei einer Quellschüttung von zehn bis zwölf Litern pro Minute aus der Hetzenlochquelle und zu etwa 15 Prozent und dem Härtegrad 8 vom Bodensee bezogen. Das Wasser der Hetzenlochquelle wird über eine sich 500 Meter talabwärts befindende Pumpstation durch das Gemeindegebiet zum Hochbehälter im Gewann Weiße Berg befördert. Der Mischwert der Wasserhärte liegt zwischen 16 und 17.
Die Durstbüttenquelle wurde, vermutlich im 18. Jahrhundert, mit drei Metern Tiefe zur ersten örtlichen Wasserversorgung eingerichtet und versorgte zunächst über Kiefern- und Lärchenholzrohre, ab 1893 über Gussrohre, die Dorfbrunnen in der Bahnhofstraße, in der Schloßstraße und in der Neugasse Ecke Siedlerstraße, sowie die beiden Brunnen mit Sandsteintrögen in der Kandelstraße und am Marktplatz vor dem „Gasthaus zur Sonne“. Weitere Brunnen, von denen Grundwasser gefasst werden konnte, standen in der Oberstraße, wo sich später eine Litfaßsäule befand, in der Schulstraße gegenüber dem Eingang der alten Schule und in der Friedhofstraße Ecke Weißer Berg. Der Gutshof der Familie von Venningen besaß einen eigenen Sandsteinbrunnen. Im Randbezirk waren diverse Pumpbrunnen vorhanden, beispielsweise am damaligen Bahnhofsgebäude und bis 1969 am Bahnwärterhaus am Mühlweg (Wintgersberg).

Da die Durstbüttenquelle zunehmend versiegte, schloss die Gemeinde 1929 mit dem Betreiber der Schuhmannsmühle einen Vertrag zur Wasserentnahme aus der Hetzenlochquelle gegen eine Zahlung von 3000 Reichsmark. Dieser hatte bis zum späteren Kauf durch die Gemeinde das Nutzungsrecht an der 1928 gefassten Quelle besessen. Am 15. Juni 1930, wurde der Ort erstmals über 200-Millimeter-Gußleitungen aus der Hetzenlochquelle mit Trinkwasser versorgt und bis 1931 mit Kosten in Höhe von rund 143.139 Reichsmark (Hauptleitung: 99.317 RM, Hochbehälter und Pumpstation: 29.477 RM, Quellfassung: 8045 RM, sonstige Kosten: 6300 RM) eine moderne Wasserversorgungsanlage installiert.

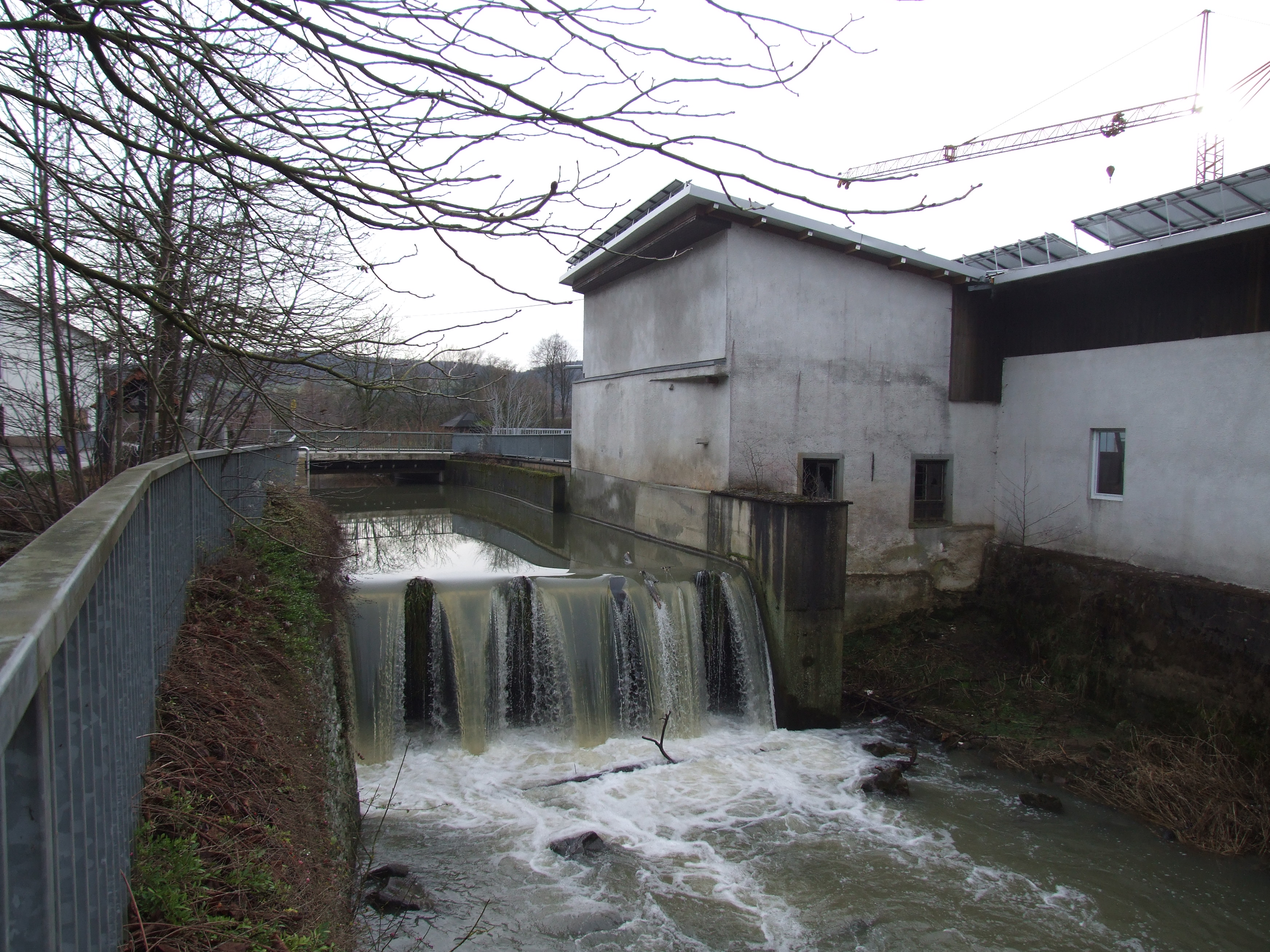
Bei der Brücke an der Ziegler’schen Mühle wird das Wasser aus der Hetzenlochquelle durch den Schwarzbach in den Ort geleitet.

 Von der Quelle fließt das Wasser in einen Pumpwasserbehälter mit einer Haupt- und zwei Notpumpen, wo es zunächst in einen 300 Meter entfernten Hochbehälter im Gewann Vorderer Kallenberg gepumpt wurde. Er befand sich 80 Meter höher als der Marktplatz, wo der Wasserdruck 3,5 atü betrug. Überschüssiges Wasser floss durch eine Oberleitung in den Mühlkanal, einen höher gelegenen Wasserlauf des Epfenbachs. Von dem Hochbehälter wurde das Wasser über den Hetzenlochweg und die Bahnhofstraße durch den Schwarzbach in den Ort geleitet. Durch eine Satzung waren die Einwohner zum Netzanschluss verpflichtet. 1954 installierte der Ort als erste Gemeinde des damaligen Landkreises Sinsheim Wasserzähler. Nach vermehrtem Auffinden von Kolibakterien Mitte der 1960er-Jahre wurde das Wasser mit einer Chlordosierungsanlage aufbereitet.
Mit der Erweiterung des Siedlungsgebiets konnte der Hochbehälter am Vorderen Kallenberg keine ausreichende Versorgung mehr bieten. Nach einem Gemeinderatsbeschluss im Jahr 1972 wurde daher ab Frühjahr 1974 mit Kosten in Höhe von 534.000 Mark ein neuer Hochbehälter mit einem Fassungsvermögen von 700 Kubikmetern auf dem Flur Weiße Berg gebaut und ab 1975 über eine Zuleitung vom Ortsnetz statt des alten Behälters in Betrieb genommen.
1971 trat die Gemeinde dem Wasserversorgungsverband Rheintal bei und erwarb eine Wasserbezugsanwartschaft von neun Litern und Bezugsrecht von einem Liter pro Sekunde. Mit dem Bau einer neuen Leitung wurde Eschelbronn 1978 an die Fernwasserversorgung angebunden.

### Abwasserbeseitigung
Das in Eschelbronn anfallende Abwasser wird an die Sammelkläranlage des Abwasserzweckverbandes Meckesheimer Cent zwischen Meckesheim und Mauer geleitet und dort nach der Klärung in den Schwarzbach gelassen.
Unter dem damaligen Ortsherrn Carl Philipp von Venningen wurde 1780 mit Kosten in Höhe von 3548 Gulden und 34 Groschen der Venningsche Kanal, ein Abwasserkanal vom ehemaligen Schlosssee zum Schwarzbach, ausgehoben. 1896 beklagten 24 Einwohner fehlende Vorkehrungen gegen Hochwasser beim Innenministerium des Großherzogtums Baden, was vom Bezirksamt Sinsheim in einem Schreiben vom 20. Juni desselben Jahres an die Gemeinde weitergetragen wurde. In der Folge beschloss der Gemeinderat 1903 den Bau der Kanalisation in der Bahnhofstraße bis zum Haus Nummer 125, was jedoch wegen der voraussichtlichen Kosten in Höhe von 1300 Mark mehrfach vom Bürgerausschuss abgelehnt wurde. Mangels Gefälle und der tieferen Lage des Ortskerns, verursachten stehender Regen- und Abwasser Schlamm- und Geruchsbildung sowie Feuchtigkeitsschäden an den Gebäuden. Mitte der 1920er-Jahre wurde daher, nach Genehmigung des Amts Sinsheim vom 22. September 1921, mit dem Bau einer Ortsentwässerungsanlage in den Schwarzbach begonnen. Dem Finanzierungsplan war diesmal im Vorjahr mehrheitlich von dem Bürgerausschuss zugestimmt worden. Der Kanal wurde mit der späteren Erweiterung des Siedlungsgebiets schrittweise ausgebaut.
Am 7. Mai 1934 schloss das Rentamt des Freiherrn von Venningen in Eichtersheim mit der Gemeinde einen Vertrag, der es ihr gestattete, dessen privaten von der Schlosswiese zum Bahnhof in den Schwarzbach führenden Abwasserkanal zu nutzen und die Unterhaltskosten künftig zu teilen. Mit dem Zusammenschluss des Abwasserzweckverbands Unteres Schwarzbachtal, dem Eschelbronn angehörte, und dem Abwasserzweckverband Meckesheimer Cent im Jahr 1966, wurde von dem Wasserzweckverband 1979 eine gemeinsam genutzte Kläranlage bei Meckesheim gebaut.

### Energieversorgung

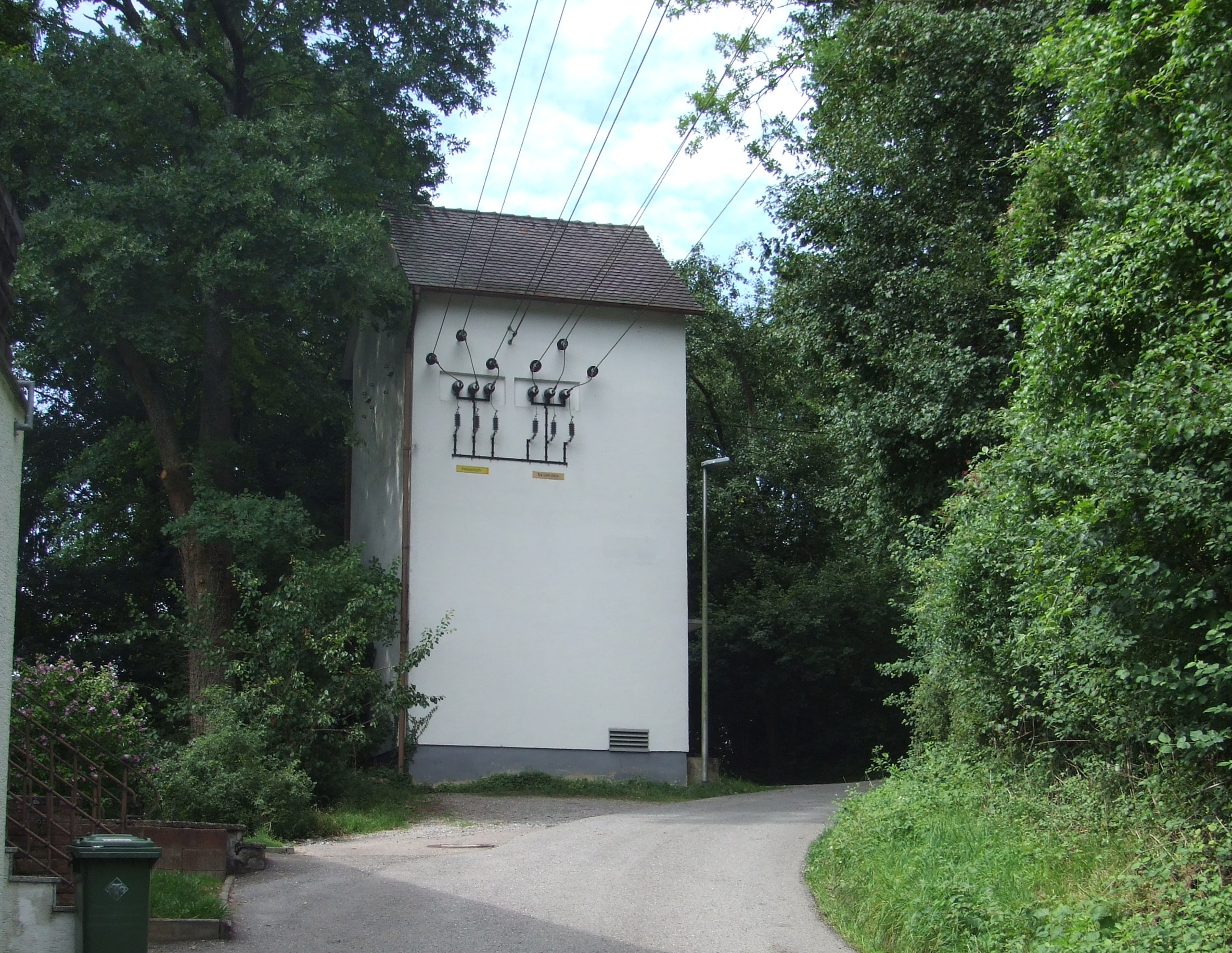
Letztes bestehendes der ursprünglichen mit Ziegeldach versehenen Trafogebäude

Grundversorger für Eschelbronn ist die Süwag Energie Bammental. Die Energie- und Wasserwerke Rhein-Neckar AG versorgt die Gemeinde nach einem Vertragsabschluss vom 1. März 1989 außerdem mit Erdgas. Es befinden sich zwei Freileitungen auf dem Gemeindegebiet, deren Mäste mit einer Höhe von über 30 Metern teilweise Leitungen der 380-kV-Spannungsebene tragen.
Der erste Stromversorgungsvertrag wurde am 11. Juli 1902 mit dem Elektrizitätswerk Bammental geschlossen, das bis 1920 von den Siemens-Schuckertwerken und anschließend von Rheinelektra beliefert wurde. Der Vertrag hatte zunächst eine Laufzeit von zehn Jahren und wurde am 1. Mai 1912 auf 30 Jahre verlängert. Die ersten fünf Transformationsstationen mit Ziegeldächern befanden sich bei der Schuhmannsmühle im Gewann Hetzenloch, in der Neugasse, in der Friedhofstraße auf dem Weiße Berg und am Anfang des Helmetweges (der heutigen Industriestraße). Nach dem Zweiten Weltkrieg wurden diese teilweise durch einstöckige Container ersetzt und weitere im Neubaugebiet Breites Helmet II, auf den Spielplätzen Helmet und Durstbütten, in der Gartenstraße, auf dem Parkplatz an der Schlosshalle und in der Siedlerstraße errichtet.
Am 24. Februar 2014 schloss Eschelbronn zusammen mit der Nachbargemeinde Epfenbach neue gemeinsame Stromkonzessionsverträge mit der Süwag Energie für weitere 20 Jahre.

### Abfallbeseitigung
Die Abfallbeseitigung wird in Eschelbronn von der in Sinsheim ansässigen Abfallverwertungsgesellschaft des Rhein-Neckar-Kreises (AVR) übernommen.
Zwischen den 1920er- und 1950er-Jahren wurden Müll und Bauschutt von Privathaushalten und Gewerbetreibenden am östlichen und westlichen Ende des „Alten Bachs“, einem Teil des früheren Schwarzbachlaufs an der Meckesheimer Straße, erstmals deponiert. Am 25. April 1949 beschloss der Gemeinderat die Einrichtung einer monatlichen, von der Gemeinde finanzierte Müllabfuhr, woraufhin die Abfälle mit einem Pferdefuhrwerk eingesammelt und zum „Alten Bach“ transportiert wurden, der bis 1957/58 als Mülldeponie diente. Anschließend wurde der ehemalige Steinbruch in der alten Zuzenhäuser Straße im Gewann Pfaffengrund bis 1975/76 zur Müllablagerung genutzt und später abgedeckt und bepflanzt. Ab 1963 wurde zusätzlich ein LKW zur Müllabfuhr eingesetzt und die Abfälle im März 1964 erstmals mit Hilfe eines Baggers zusammengeschoben und eingeebnet. Bauschutt und Erdaushub wurden zwischen 1963 und 1966 bei dem Gewann Bußloch im Ziegelhüttenwald und bei der Auffahrt zum Trippelbergwald oberhalb des Lohbrunnens gelagert.
Mit dem zunehmenden Abfallaufkommen wurden 1966 leihweise 50 Liter fassende Blechtonnen bereitgestellt und wöchentlich eine staubfreie Müllabfuhr vom Unternehmen Butz aus Haßmersheim durchgeführt. Nach einem Gemeinderatsbeschluss vom 26. Juni 1966 erhob die Gemeinde Müllgebühren. Die Kosten betrugen bei Leihgefäßen 1,60 Mark pro Tonne und 1,40 Mark für jede weitere, sowie 1,30 Mark und für jede weitere 1,40 Mark bei Eigenbeschaffung der Gefäße. Ab dem 1. September 1970 war Altvater & Co. aus Ellerstadt mit der Beseitigung beauftragt und ab dem 1. September 1974 die Wilhelm Bormann GmbH & Co. KG aus Rülzheim. 1975 fiel die Zuständigkeit für die Müllbeseitigung mit dem Landesabfallgesetz auf die Landkreise. Der Abfalltransport wurde jedoch mit einer Vereinbarung gemäß dem Gesetz weiterhin von der Gemeinde organisiert.
Ab dem 1. Januar 1978 wurde der Müll zur Kreismülldeponie an der B 292 zwischen Daisbach und Sinsheim befördert. 1982–1984 diente eine Stelle im Dickmannshäldewald als Fläche für Erdaushub. Die Altpapiersammlung war ab den 1970er-Jahren bis 1986 Aufgabe der örtlichen Jugendfeuerwehr. Der erste Altglascontainer stand ab 1982 auf dem Parkplatz der Schlosshalle. Am 1. April 1987 beschloss der Gemeinderat die getrennte Müllbeseitigung. Der Müll wurde ab 1992 auf der Friesenheimer Insel in Mannheim verbrannt, da der Rhein-Neckar-Kreis über keine eigene Müllverbrennungsanlage verfügt.

### Freiwillige Feuerwehr

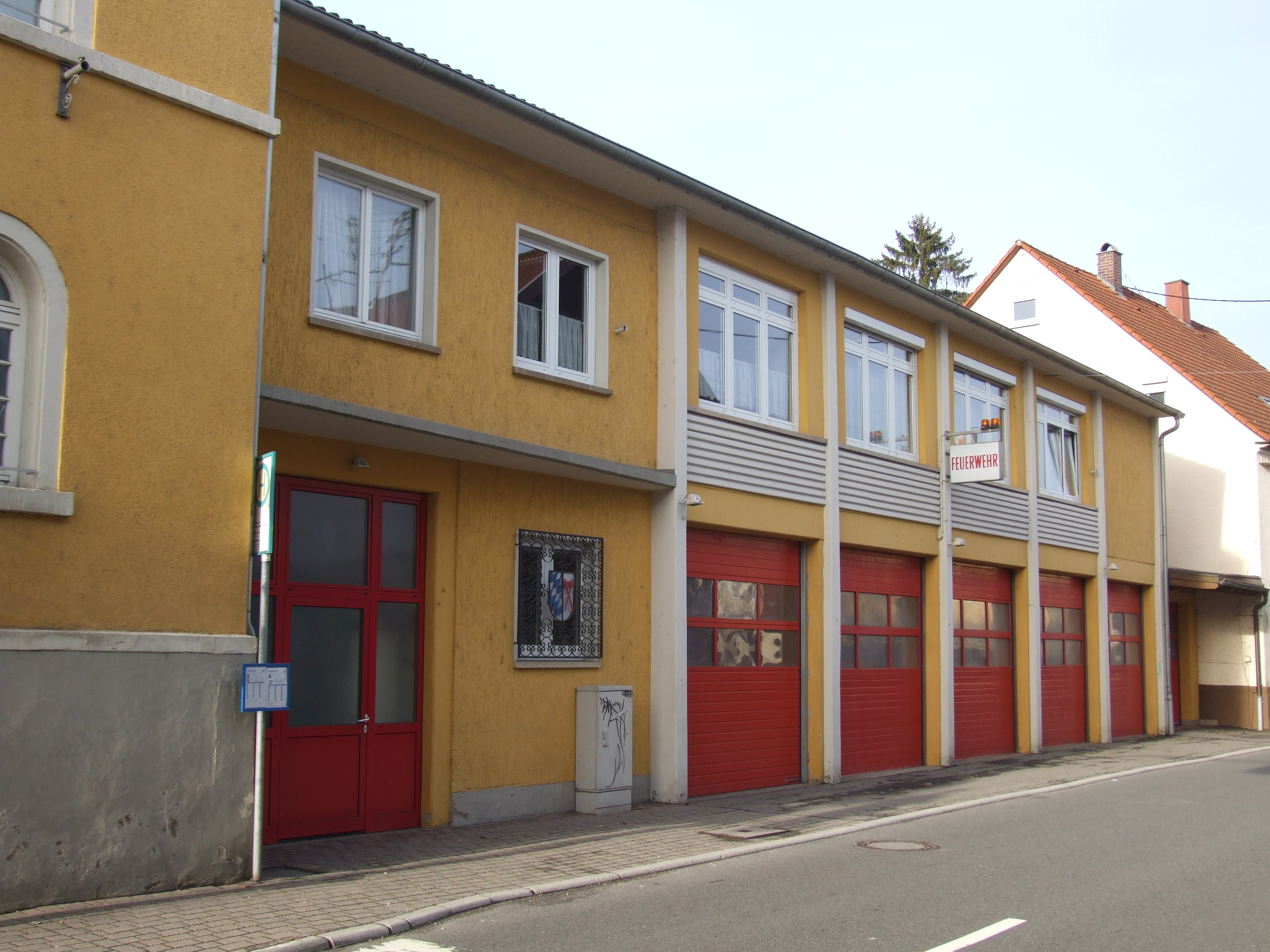
Feuerwehrhaus in der Bahnhofstraße

Die Freiwillige Feuerwehr besteht aus etwa 60 Helfern. Der Fuhrpark setzt sich zusammen aus einem Löschgruppenfahrzeug 16 (Funkrufname: Florian Eschelbronn 44), einem Löschgruppenfahrzeug 16 mit Tragkraftspritze (Florian Eschelbronn 45), einem Löschgruppenfahrzeug 16/12 (Florian Eschelbronn 44/1), einem Rüstwagen 1 (Florian Eschelbronn 51) und einem Mannschaftstransportfahrzeug (Florian Eschelbronn 19).
Die Feuerwehr wurde 1932 mit 35 Mitgliedern gegründet und übernahm die Geräte der 1860 aufgestellten Feuerpolizei. Mit einer 1942 beschafften Motorspritze hatte sie im Zweiten Weltkrieg mehrere Einsätze nach Bombenangriffen in Mannheim. Nach dem Krieg wurde sie am 23. August 1949 mit 38 Aktiven neu gegründet und wuchs bis 1950 auf 65 Mitglieder.
Zunächst diente das Erdgeschoss eines Gemeindehauses in der Bahnhofstraße 3 als Feuerwehrhaus. Das spätere Feuerwehrhaus, in dem die Bereitschaftsabende des Deutschen Roten Kreuzes abgehalten werden, wurde 1963 als größtes Feuerwehrhaus im Landkreis Sinsheim eingeweiht.
1962 erhielt die Feuerwehr über das Regierungspräsidium Karlsruhe vom Zivilen Bevölkerungsschutz ein Löschgruppenfahrzeug 16 mit Tragkraftspritze und ein Tanklöschfahrzeug 8/18, sowie am 19. März 1975 oder 1976 für 180.000 Mark erstmals ein gemeindeeigenes Löschgruppenfahrzeug 16. 1973 wurde eine Jugendfeuerwehr gegründet und 1980 eine Funkstelle eingerichtet.

### Internet

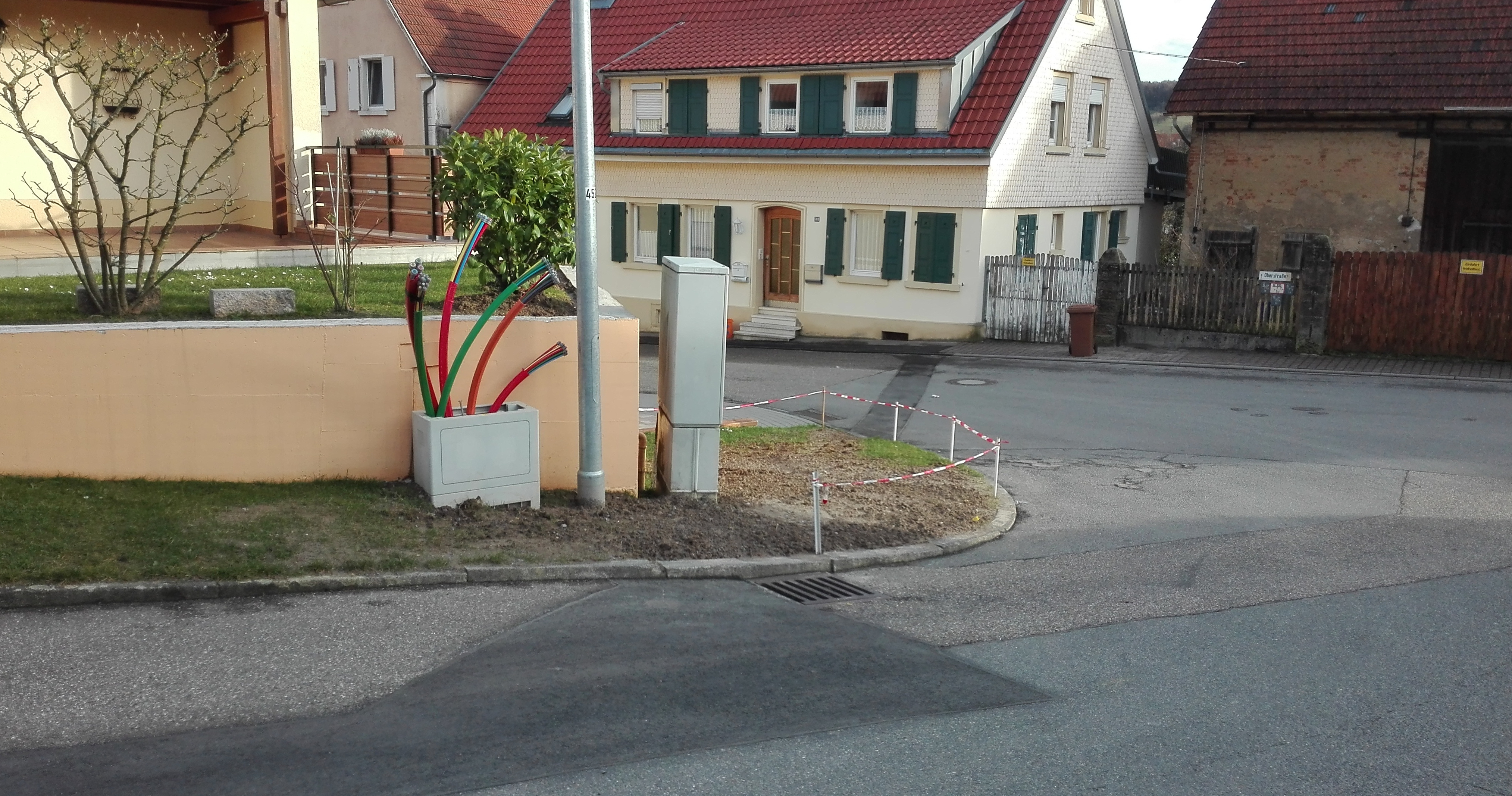
Glasfaserkabel-Verlegung 2018

Auf der Liste der Bundesnetzagentur vom 17. November 2009 der „mit Breitband unterversorgten Gemeinden und Teilgemeinden in Baden-Württemberg“ ist Eschelbronn mit der Prioritätsstufe 1 aufgeführt, wonach für 90,35 Prozent der 1062 Haushalte eine Geschwindigkeit von 1 Mbit/s verfügbar gewesen sein soll.
Die Gemeinden Eschelbronn, Epfenbach, Lobbach und Spechbach hatten ein interkommunales Projekt zum Breitbandausbau initiiert. Das Konzept dazu wurde von der Breitbandberatung Baden-Württemberg erstellt. Es sollte in zwei Schritten umgesetzt werden: Eine vermutlich entlang der S-Bahn-Trasse verlaufende FTTC-Verlegung sollte als Teil eines kreisweiten Backbone-Netzes bis Ende 2015 erste Fortschritte zeigen und Bandbreiten von 16 bis 50 Mbit/s ermöglichen. Sie hätte die Gemeinde Eschelbronn laut Schätzungen 435.000. Euro gekostet. In einem zweiten und langfristiger angelegten Schritt war die FTTB-Verlegung geplant. Dafür sollten bei anstehenden Straßen- und Gehwegsanierungen Leerrohre verlegt werden. Die Pläne konnten jedoch nicht umgesetzt werden.
Eschelbronn ist Mitglied im Zweckverband High-Speed-Netz Rhein-Neckar. Der Verband versteht sich als „Dienstleister für den Glasfaserausbau seiner 55 Mitglieder“ und ist zuständig für „Beratung, Planung, Fördermittelgewinnung, Bau und Verpachtung des Netzes“.
Im Frühjahr 2018 schloss die BBV Rhein-Neckar Vorverträge mit Privat- und Geschäftskunden aus Eschelbronn. Dabei wurden 520 bis 30. März 2018 abgeschlossene Verträge als Voraussetzung genannt, um mit einem geschätzt zwölf Monate andauernden Glasfaserausbau mit Kosten in Höhe von etwa drei Millionen Euro zu beginnen. Die auf dem Marktplatz mit einem Infomobil vertretene BBV Rhein-Neckar verlängerte die Frist nach den Osterfeiertagen, da die erforderlichen Verträge bis dahin nicht zustande gekommen waren.

## Persönlichkeiten

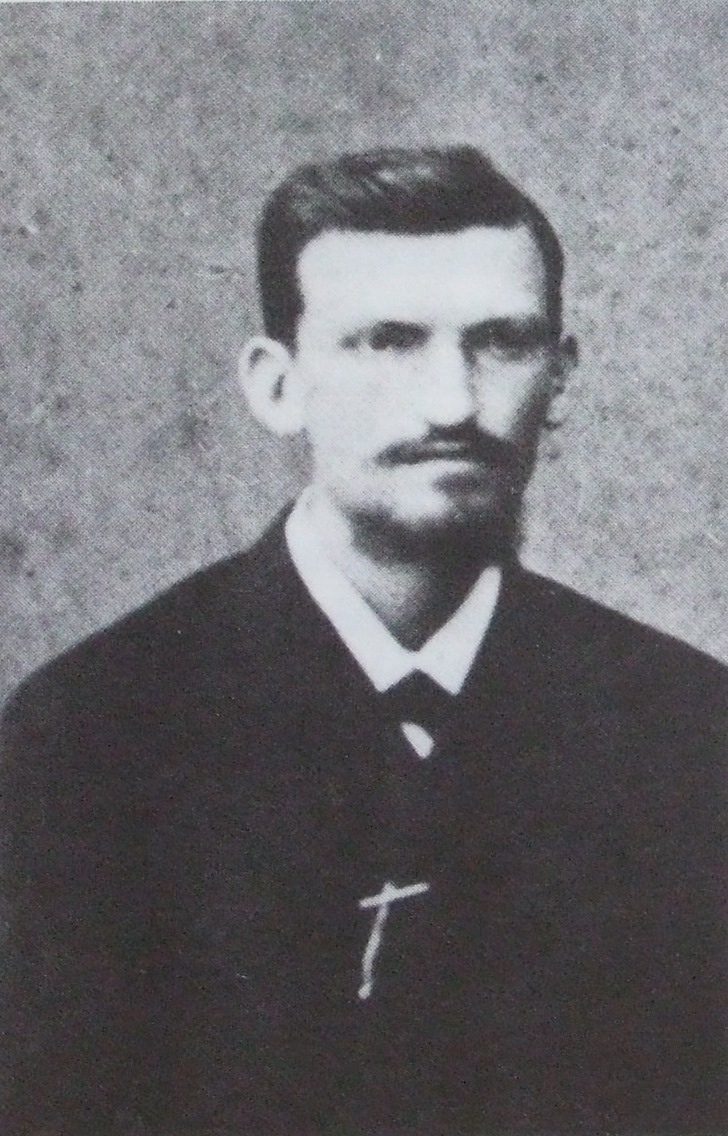
Georg Ziegler

### Söhne und Töchter der Gemeinde
- Philipp Dinkel (1894–1987), NS-Funktionär

### Mit Eschelbronn in Beziehung stehende Personen
- Marliese Echner-Klingmann (1937–2020), Mundartdichterin und Bühnenautorin
- Roland Ernst (1936–2023), Unternehmer
- Josua Harrsch (1669–1719), evangelisch-lutherischer Pfarrer
- Carl Philipp von Venningen (1728–1797), Regierungspräsident und Oberamtmann in kurpfälzischen Diensten
- Georg Ziegler (1859–1923), evangelischer Missionar in China

## Medien
Seit 1982 erscheint zweimal jährlich das Heimatblatt Howwl (kurpfälzisch für Hobel). Es wird von der Bürgerinitiative für Kultur- und Heimatpflege herausgegeben und befasst sich in erster Linie mit historischen Ereignissen und Zeitzeugenberichten. Entstanden ist das Heft aus dem Streit einiger Einwohner um den Abriss des Eschelbronner Bahnhofsgebäudes.
Über lokale Bekanntmachungen, Veranstaltungen und Termine informiert seit 1974 das wöchentlich erscheinende Amtsblatt Elsenztal, das von den Gemeinden Eschelbronn, Lobbach, Spechbach, Mauer, Mönchzell und Meckesheim herausgegeben wird. Über tagesaktuelle Ereignisse in Eschelbronn berichtet die Sinsheimer Lokalausgabe der Rhein-Neckar-Zeitung.
Das 1998 gegründete regionale Rap-Duo Illiterat widmete Eschelbronn ein Lied auf dessen am 30. Juni 2013 veröffentlichten Album 74.
Im Jahr 2000 wurde ein 24-seitiges, farbig illustriertes Kinderbuch mit dem Titel Eschelbronner Schreinermärchen von Silvia Schneider mit Märchen aus dem Ort veröffentlicht. Die Bilder stammen von Kim McCollar-Schiller.
1960 wurde vom Musikverein der Film Ein Dorf und seine Bewohner gedreht und 2012 digitalisiert. Die Neuauflage wird vom Heimat- und Verkehrsverein vertrieben und der Erlös zur Sanierung der Pausenhalle des Alten Schulhauses verwendet.
Die Sendung Treffpunkt des SWR-Fernsehens strahlte 1998 anlässlich des Schreinermarkts eine Ausgabe mit dem Titel Schreinermarkt in Eschelbronn aus, in der über die Veranstaltung berichtet und die Geschichte der Gemeinde als Schreinerdorf behandelt wird.